# Nepal
Nepal, cuyo nombre oficial es República Federal Democrática de Nepal (en nepalí: सङ्घीय लोकतान्त्रिक गणतन्त्र नेपाल,  Sanghiya Loktāntrik Ganatantra Nepālⓘ) es un país sin salida al mar ubicado en Asia del Sur. Geográficamente se encuentra ubicado en el Himalaya, rodeado en el norte por la República Popular China y en el sur por la India. Se encuentra separado de Bután por el estado indio de Sikkim, por el llamado Corredor de Siliguri. Es un país de 147.182 kilómetros cuadrados de naturaleza montañosa en cuyo territorio se encuentran, total o parcialmente, algunas de las cumbres más altas de la Tierra, destacando el monte Everest (8849 m s. n. m.), así como otros siete de los llamados ochomiles.
La moderna nación nepalesa se configura como tal desde la unificación de las regiones bajo la dirección e influencia del rey gurkha Prithvi Narayan, el 25 de septiembre de 1768. Hasta el año 2006 Nepal era el único estado del mundo con el hinduismo como religión oficial. Desde el ocaso de la monarquía, el país se transformó en un estado secular. Su historia reciente ha estado marcada por una sangrienta guerra civil que finalizó con el triunfo de los rebeldes maoístas del PCN-M, el establecimiento de un gobierno de unidad nacional y la convocatoria a una Asamblea Constituyente. Este último órgano proclamó el 28 de mayo de 2008 el establecimiento de una república federal democrática, que puso término a más de 240 años de monarquía.
Nepal es considerado un estado multicultural, multilingüe y secular. Pese a ser un pequeño Estado, comparado con sus enormes vecinos, el país cuenta con una amplia y diversa variedad de territorios, que se extienden desde las planicies selváticas húmedas del Terai, hasta las más altas y gélidas cumbres de la tierra. El pueblo nepalí es principalmente hinduista, pese a contar con una antigua y profunda tradición budista, centrada en la localidad de Lumbini, lugar de nacimiento de Siddharta Gautama. Buena parte de la población se concentra en el valle y la ciudad de Katmandú, que es la capital del Estado. El idioma oficial es el nepalí, la moneda oficial es la rupia nepalesa, y la bandera tiene la peculiaridad de ser la única de un Estado que no tiene forma de rectángulo ni de cuadrado.

## Etimología
Antes de la unificación de Nepal, el valle de Katmandú era conocido como Nepal. El origen preciso del término Nepāl es incierto. Nepal aparece en antiguos textos literarios indios fechados en el siglo IV a. C. No se puede establecer una cronología absoluta, ya que incluso los textos más antiguos pueden contener contribuciones anónimas que datan de épocas tan tardías como principios de la Edad Moderna. Los intentos académicos de ofrecer una teoría plausible se ven obstaculizados por la falta de una visión completa de la historia y la insuficiente comprensión de la lingüística o de las lenguas indoeuropeas y tibeto-birmanas pertinentes.
Según la mitología hindú, Nepal debe su nombre a un antiguo sabio hindú llamado Ne, conocido como Ne Muni o Nemi. Según el Pashupati Purāna, como lugar protegido por Ne, el país situado en el corazón del Himalaya pasó a conocerse como Nepāl. Según el Nepāl Mahātmya, Pashupati encargó a Nemi la protección del país.  Según la mitología budista, Manjushri Bodhisattva drenó un lago primordial de serpientes para crear el valle del Nepal y proclamó que Adi-Buddha Ne cuidaría de la comunidad que lo poblara. Por ser el predilecto de Ne, el valle se llamaría Nepāl. Según Gopalarājvamshāvali, la genealogía de la antigua dinastía Gopala compilada hacia la década de 1380, Nepal debe su nombre a Nepa el pastor de vacas, fundador de la estirpe nepalí de los Abhiras. En este relato, la vaca que dio leche al lugar, en el que Nepa descubrió el Jyotirlinga de Pashupatināth al investigar, también se llamaba Ne.
El indólogo noruego Christian Lassen había propuesto que Nepāla era un compuesto de Nipa (pie de una montaña) y -ala (sufijo corto de alaya que significa morada), por lo que Nepāla significaba "morada al pie de la montaña". Consideraba que Ne Muni era una invención. El indólogo Sylvain Levi consideraba insostenible la teoría de Lassen, pero no tenía ninguna teoría propia y sólo sugería que, o bien Newara es un vulgarismo del sánscrito Nepala, o bien Nepala es una sanscritización de la etnia local; su opinión ha encontrado cierto apoyo, aunque no responde a la cuestión de la etimología. También se ha propuesto que Nepa es una raíz tibetobirmana formada por Ne (ganado) y Pa (cuidador), lo que refleja el hecho de que los primeros habitantes del valle eran Gopalas (pastores de vacas) y Mahispalas (pastores de búfalos). Suniti Kumar Chatterji creía que Nepal se originó a partir de raíces tibetobirmanas: Ne, de significado incierto (ya que existen múltiples posibilidades), y pala o bal, cuyo significado se ha perdido por completo.

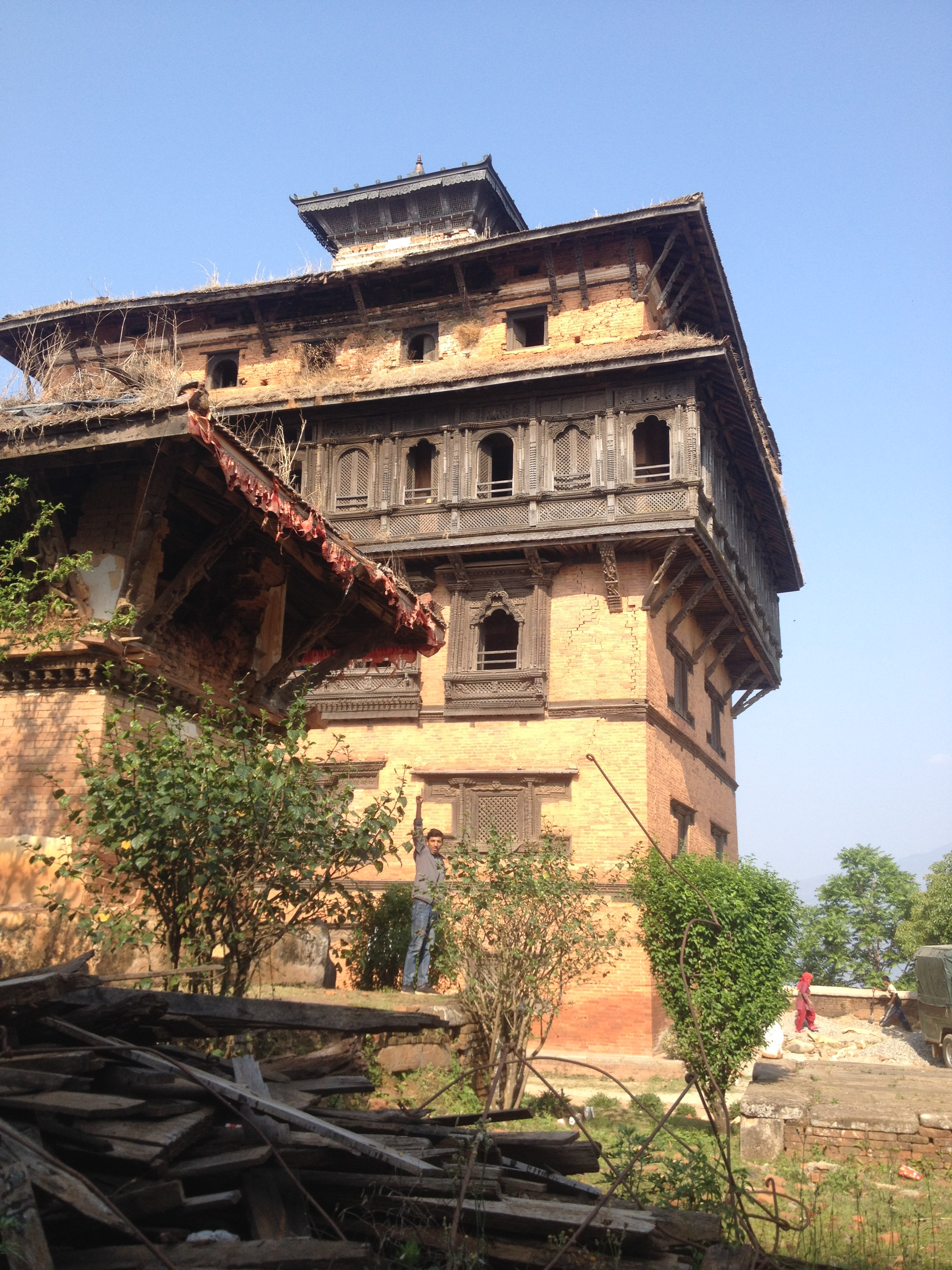
Durbarnuwkot

## Historia

### Historia antigua

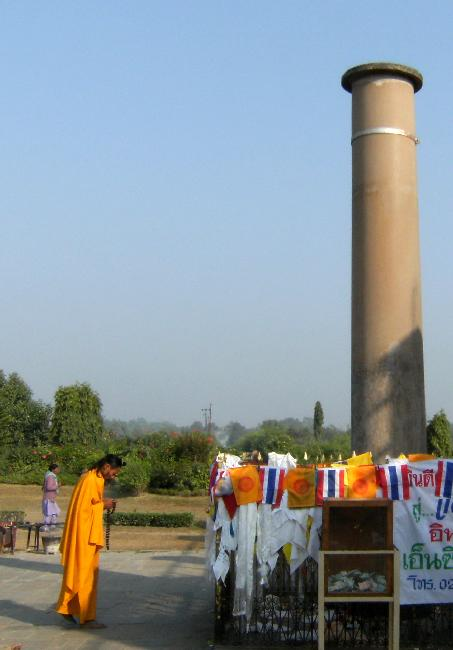
Lumbini, lugar de nacimiento de Buda.

Nepal tiene una larga historia que se ha extendido durante milenios. Los Kirati son uno de los primeros grupos nepaleses conocidos, aproximadamente en el 563 a. C. y el emperador Aśoka gobernó sobre un vasto imperio que incluía el norte de la India y el sur de la región de Terai del actual Nepal en el s. I a. C. Para el año 200, el imperio budista fue desplazado por feudos hindúes resurgentes, tales como la Dinastía Licchavi.
Alrededor del año 900, la dinastía Thakuri sucedió a la era Licchavi y fue finalmente sucedida por la Dinastía Malla, que gobernó hasta el siglo XVIII. En 1768, el rey de Gorkha Prithvi Narayan Shah, capturó la ciudad de Katmandú, convirtiéndola en la capital de su nuevo reino. En 1814 Nepal se vio involucrado en una guerra con el Reino Unido (representado por la Compañía Británica de las Indias Orientales) en un conflicto conocido como guerra anglo-nepalesa, que terminó con el tratado de Sugauli (1816), en la cual Nepal cedió el Sikkim y el sur de Terai, a cambio de la retirada británica.
Después de que los gurkhas nepaleses ayudaran a los ingleses a aplastar el motín de los Cipayos en 1857, la mayor parte de los territorios de Terai les fueron devueltos en señal de gratitud.

### Democracia y guerra civil

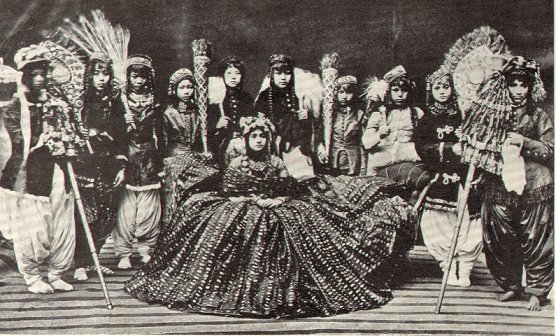
La reina Rani de Nepal rodeada de sus damas de compañía, en la década de 1920.

La Dinastía Shah fue suspendida en 1846, cuando Jung Bahadur Rana tomó el control del país tras asesinar a varios cientos de príncipes y jefes en la masacre del Kot (palacio de arsenal) de Katmandú. Los Rana (casi todos Maharajás de Lambjang y Kaski) gobernaron como primeros ministros hereditarios hasta 1948, cuando la colonia británica logró su independencia. La India propuso al rey Tribhuvan como nuevo gobernante de Nepal en 1951 y patrocinó al Partido del Congreso Nepalí. El hijo de Tribhuvan, el rey Mahendra, disolvió el experimento democrático y declaró un «sistema panchayat» (dictadura sin partidos políticos) con el que gobernaría el reino. Su hijo, el rey Birendra le sucedió en el trono en 1972 y continuó con la política panchayat hasta que la Jana Andolan (Movimiento Popular o Movimiento Democrático) de 1989 forzó a la monarquía a aceptar las reformas constitucionales.
En mayo de 1991, Nepal tuvo sus primeras elecciones en casi 50 años. El Partido del Congreso Nepalí y el Partido Comunista de Nepal (Marxista-Leninista Unificado) recibieron la mayor cantidad de votos. Sin embargo, ninguno de ambos partidos pudo mantener el poder por más de dos años consecutivos. Los críticos argumentan que las reformas gubernamentales no mejoraban el orden político de manera apreciable, ya que el nuevo gobierno estaba caracterizado también por la extrema corrupción bordeando la cleptocracia.
En febrero de 1996, el Partido Comunista de Nepal inició una insurrección armada para reemplazar el régimen por un Estado comunista de tendencia maoísta. Este conflicto se prolongaría durante 10 años, a lo largo de los cuales morirían más de 12 700 personas. 
Según el Informal Sector Service Centre, las fuerzas gubernamentales son responsables de 85 % de los muertos de civiles.
Según el relato de algunos funcionarios gubernamentales de Nepal, el 1 de junio de 2001, el príncipe heredero Dipendra, al volver a su palacio luego de una salida nocturna, asesinó a sus padres, el rey Birendra y la reina Aishwarya, así como a otros varios miembros de la familia real, producto de una querella familiar. Pese a intentar suicidarse, Dipendra se mantuvo con vida y, aunque cayó en estado de coma, fue proclamado rey en la cama del hospital, falleciendo tres días más tarde. Tras la muerte del efímero rey, su tío Gyanendra accedió al trono el 4 de junio de 2001. La versión comúnmente aceptada por el pueblo de Nepal es bien distinta: el asesinato en pleno del núcleo de la familia real habría sido planeado por el que luego sería el rey y llevado a cabo por el hijo de este.
Porciones significativas de Nepal están siendo ganadas por la rebelión. Los maoístas expulsan a los representantes de los partidos próximos del poder, expropian a los capitalistas locales e implementan sus propios proyectos de desarrollo. También administran sus propias prisiones y tribunales. Además de las medidas coercitivas, la guerrilla está reforzando su presencia debido a su popularidad entre importantes sectores de la sociedad nepalesa, en particular las mujeres, los intocables y las minorías étnicas. Así, se elimina la discriminación de casta, las mujeres reciben los mismos derechos de herencia que los hombres y se prohíben los matrimonios forzados. Además, los maoístas dispensan gratuitamente cuidados de salud y dan cursos de alfabetización.
En febrero de 2005, Gyanendra disolvió el gobierno y asumió todo el poder ejecutivo para combatir a los maoístas, lo que provocó que los siete partidos con presencia en el parlamento, con el apoyo de los rebeldes maoístas, organizaran un alzamiento masivo. La insurrección alcanzó un amplio apoyo, sucediéndose manifestaciones en que se solicitaba la renuncia del rey. La presión se mantuvo por cerca de un año, hasta que el monarca, en abril de 2006, convocó a los siete partidos a elegir un nuevo primer ministro y ordenó la reapertura del Parlamento, en espera de nuevas elecciones.

### República
El nuevo gobierno y los rebeldes maoístas firmaron un alto al fuego e iniciaron negociaciones que dieron cumplimiento a varias demandas de los insurrectos, en especial la conversión del reino en una república, poniendo fin a más de doscientos años de monarquía. En cumplimiento de dichos acuerdos, y una vez instalada la nueva Asamblea Constituyente, se proclamó el establecimiento de una república federal democrática.
Esta situación se mantiene con dificultades, con una segunda asamblea constituyente salida de elecciones en 2013.
El 25 de abril de 2015, un devastador terremoto asoló el país, acabando con 8151 vidas y dos sitios Patrimonio de la Humanidad, además de causar una grave crisis humanitaria en el país, que fue atendida rápidamente con el envío de ayuda por parte de la comunidad internacional.
Un nuevo movimiento telúrico de magnitud 7,4 sacudió el país el 12 de mayo de 2015, dejando 36 muertos y un millar de heridos. Su epicentro fue a 76 km al noreste de Katmandú.
En 2017, las inundaciones por un monzón particularmente fuerte dejaron 143 personas muertas, unos 1,7 millones de damnificados, entre ellos 461 000 desplazados.

## Gobierno y política

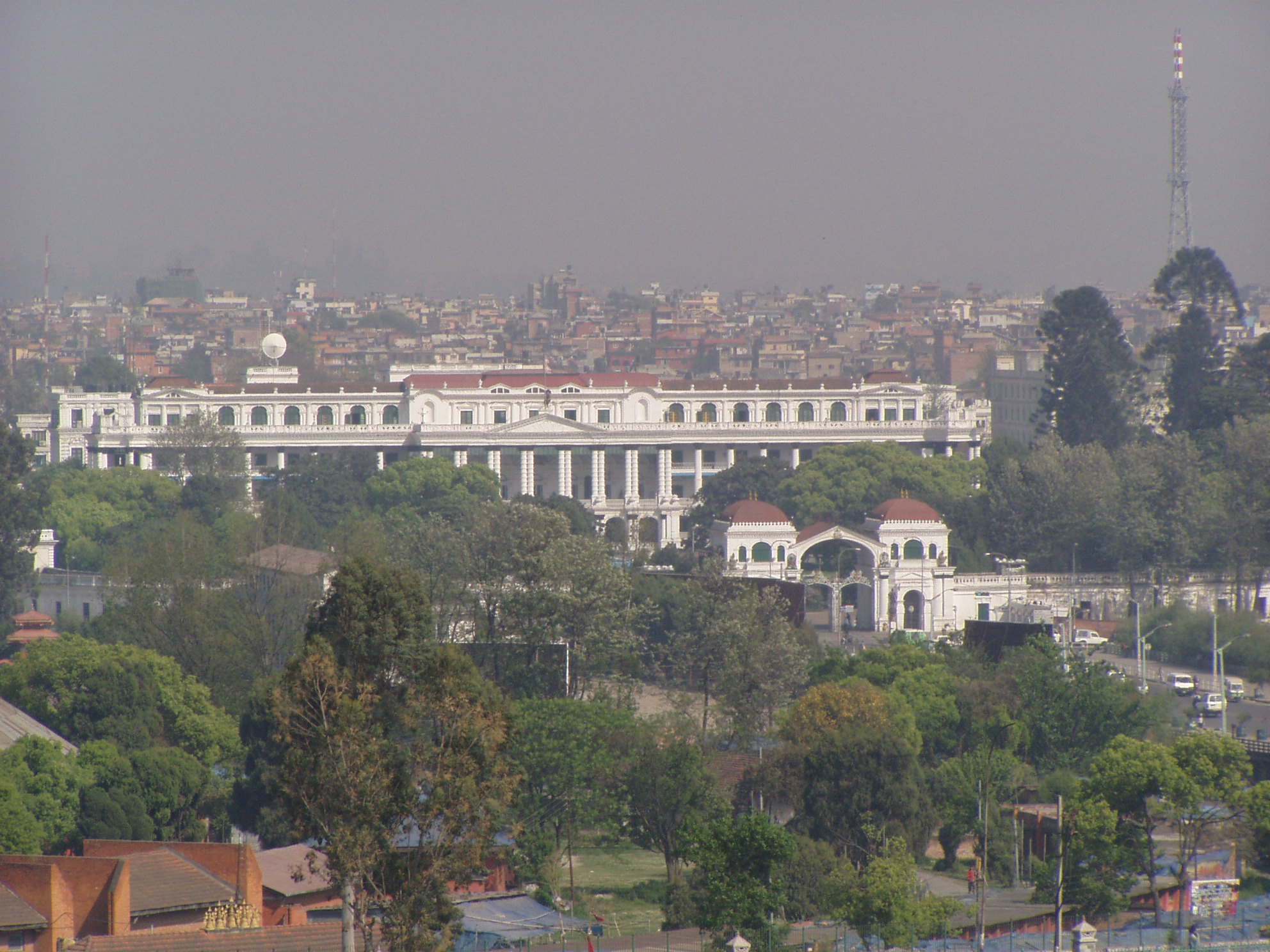
Singha Durbar, en Katmandú, es la sede del gobierno nepalí.

Hasta el año 1990, este pequeño Estado de Asia era una monarquía absoluta, bajo el control exclusivo del rey de Nepal. En ese año, el rey Birendra inició un proceso de largas reformas políticas estableciendo un sistema de monarquía parlamentaria, donde el cargo de jefe de Estado era ejercido por el rey, mientras que el jefe de gobierno era el primer ministro.
Se estableció un sistema bicameral, con una Cámara de Representantes y una Asamblea Nacional. La Cámara de Representantes estaba conformada por 205 miembros elegidos por votación popular, mientras que el Consejo Nacional estaba compuesto por 60 personas, de las cuales 10 eran designadas por el rey, 35 por la Cámara de Representantes y los 15 restantes por un colegio electoral conformado por representantes de los pueblos y villas del reino. La legislatura dura un periodo de cinco años, pero puede ser disuelta por el rey antes de cumplir su periodo. Pueden votar los hombres y mujeres mayores de 18 años.
Hasta la proclamación de la república el poder ejecutivo nepalí estuvo compuesto por el rey y el Consejo de Ministros (el gabinete). Por ser un sistema parlamentario, el líder del partido político que obtenía más escaños en el Parlamento era designado primer ministro. El resto del gabinete lo era por el rey, con la recomendación del primer ministro. Actualmente su definición está pendiente de la aprobación de una nueva constitución.
El Poder Judicial tiene a la cabeza la Sarbochha Adalat (Corte Suprema) y dependen de ella cortes de apelaciones y juzgados de paz. El presidente de la Corte Suprema fue designado (hasta la proclamación de la República) por el monarca, con el consejo del Consejo Constitucional, y los miembros de los tribunales inferiores por el monarca con el consejo del Comité Judicial.

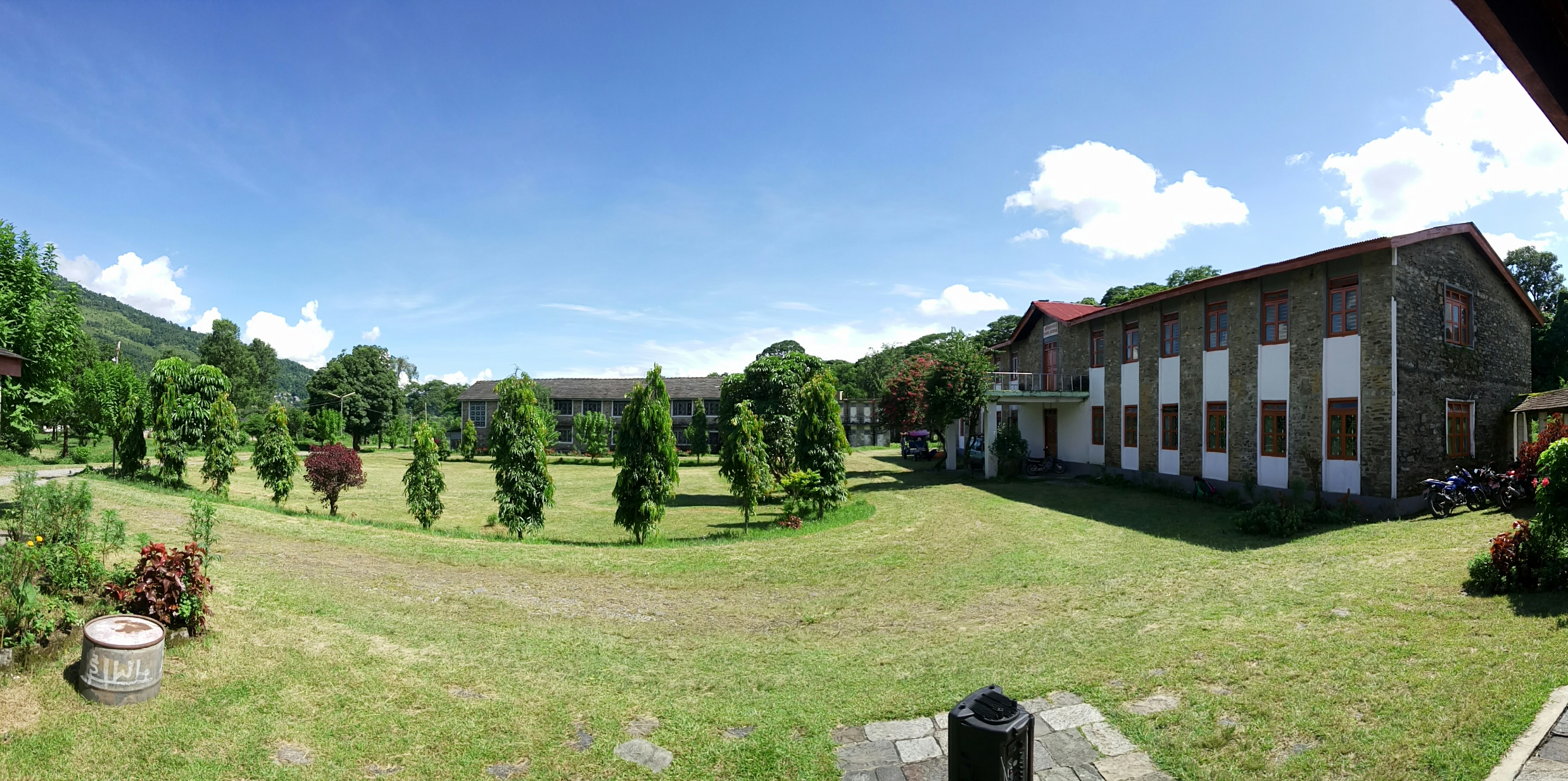
Edificio del Centro de Formación en Desarrollo Urbano (UDTC) en Pokhara

El Partido del Congreso de Nepal creado en los años 40, es el partido más antiguo de Nepal. Los otros partidos mayoritarios son el Partido Comunista de Nepal (Marxista-Leninista Unificado), una escisión de este último, el Partido Comunista de Nepal (Marxista-Leninista), y el Partido Nacional Democrático. La vida de los gobiernos en Nepal ha tendido a ser bastante corta. El sistema ha demostrado ser inestable, ya que ningún gobierno ha durado más de dos años sin que colapse por conflictos internos o por disolución real. En 2005 el primer ministro Sher Bahadur Deuba y otros ministros del gabinete fueron puestos bajo arresto domiciliario, mientras que el rey Gyanendra disolvió el parlamento y declaró el estado de emergencia que duró hasta abril. En agosto del 2005, Deuba fue encarcelado después de que una Comisión Real lo encontrara culpable de corrupción. En septiembre del mismo año, el Gobierno anunció, a través de un comunicado, la postergación de las elecciones generales por dos años.

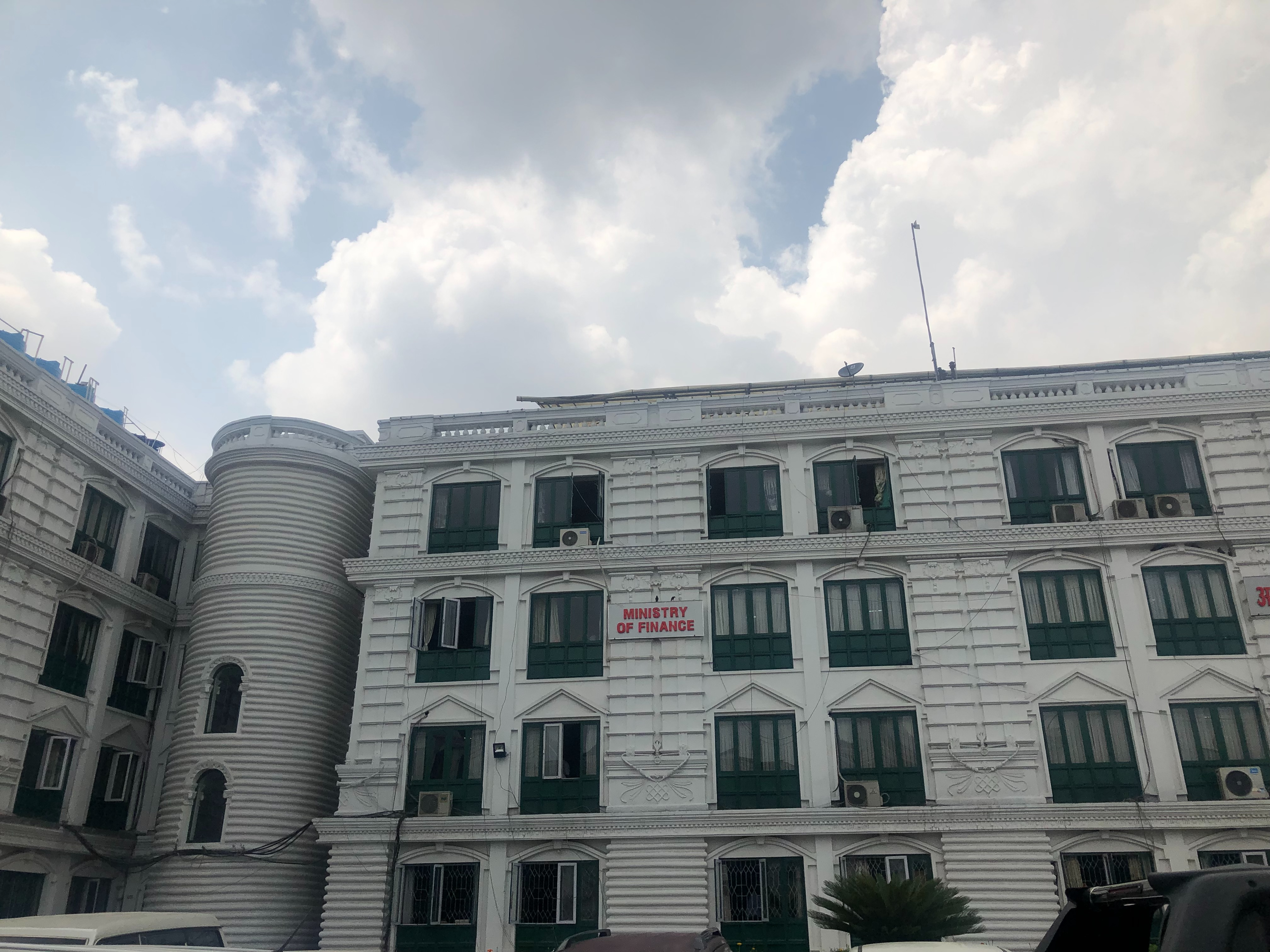
Ministerio de Finanzas de Nepal

En abril de 2006, después de grandes y masivas protestas populares en la capital y en las demás ciudades en contra de la política del rey, los siete partidos políticos nepaleses rechazaron el proyecto del rey acerca de multipartidismo. El 21 de abril, como resultado del descontento popular, el rey Gyanendra declaró que «el poder le será restituido al pueblo». Las protestas continuaron, y el 24 de abril Gyanendra anunció que restituía el parlamento. Ello llevó a que la alianza opositora finalizara las protestas y eligiera a Girija Prasad Koirala, presidente del congreso, como su candidato a primer ministro. Los maoístas rechazaron el acuerdo en un primer momento, anunciando que continuarían con las protestas, pero el 26 de abril levantaron el bloqueo de las carreteras con la exigencia de que los partidos políticos iniciaran la creación de una asamblea constituyente en su siguiente reunión.
En mayo del mismo año, fueron retirados los cargos de terrorismo contra los miembros del Partido Comunista de Nepal (Maoísta), y se cursó a la Interpol la petición de anulación de las órdenes de arresto internacional contra los miembros del partido.

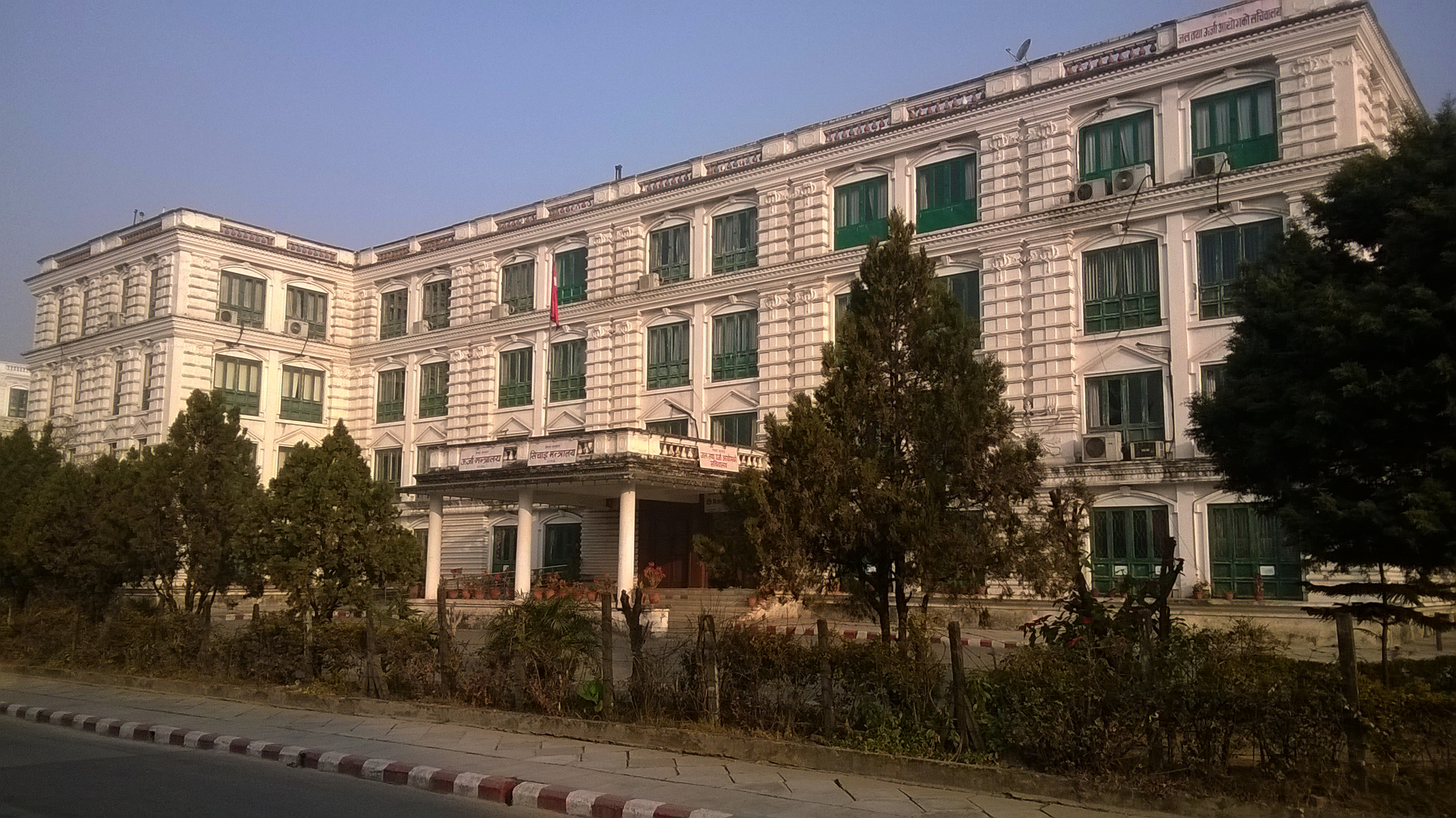
Ministerio de Energía de Nepal

El 24 de diciembre de 2007, los diversos partidos políticos de Nepal acordaron que la monarquía del país sería abolida por parte de una Asamblea constitucional que se elegiría el año siguiente.
 Las elecciones para la asamblea tuvieron lugar el 11 de abril de 2008, resultando vencedor el Partido Comunista de Nepal (Maoísta) (PCN-M).
El 28 de mayo de 2008, los miembros electos de la Asamblea Constituyente de Nepal proclamaron la República.
El 20 de septiembre de 2015, el presidente Ram Baran Yadav anunció en la asamblea constituyente una nueva constitución, la "Constitución de Nepal 2015" (nepalí: नेपालको संविधान २०७२). La asamblea constituyente fue transformada en un parlamento legislativo por el entonces presidente de esa asamblea. La nueva constitución de Nepal ha transformado a Nepal prácticamente en una república democrática federal creando siete estados sin nombre.
En octubre de 2015, Bidhya Devi Bhandari fue nominada como la primera mujer presidenta.

### Defensa
Nepal cuenta con un ejército, con una fuerza de 95 000 soldados. De una larga tradición guerrera, soldados nepalíes, denominados ghurkas, han participado en muchas guerras del lado del Reino Unido. Soldados nepalíes han participado también en varias misiones de las Naciones Unidas en la forma de cascos azules. El ejército nepalí tomó parte frente a la guerrilla maoísta del PCN-M, durante la guerra civil entre 1996 y 2006.

### Partidos
Ha habido hasta 25 partidos representados en la Asamblea Constituyente de Nepal. El grupo más fuerte era el Partido Comunista Unido de Nepal (Maoísta), con 229 escaños. Se escindió del PC de Nepal (Centro de Unidad) en 1994. El partido invoca a Mao Zedong y a la organización guerrillera extremista peruana "Sendero Luminoso".

La segunda fuerza es el socialdemócrata Partido del Congreso Nepalí, con 115 escaños. Se fundó en 1950 y, a pesar de varias escisiones, fue el partido más fuerte en todas las elecciones parlamentarias hasta la abolición de la monarquía. El tercer partido más fuerte es el Partido Nepala Kamyunishta (Ekikrit Marksbadi ra Leninbadi), con 108 escaños. Se formó en 1991 a partir de la fusión de dos partidos comunistas. En la década de 1990, formaron gobierno junto con el Partido del Congreso. El Foro por los Derechos del Pueblo Madhesi (MJFN) es un partido federalista y socialdemócrata. Obtuvo 54 escaños en las elecciones de 2008. El तराई-मधेश लोकतान्त्रिक पार्टी (Partido Democrático Tarai-Madhesi) obtuvo 21 escaños.

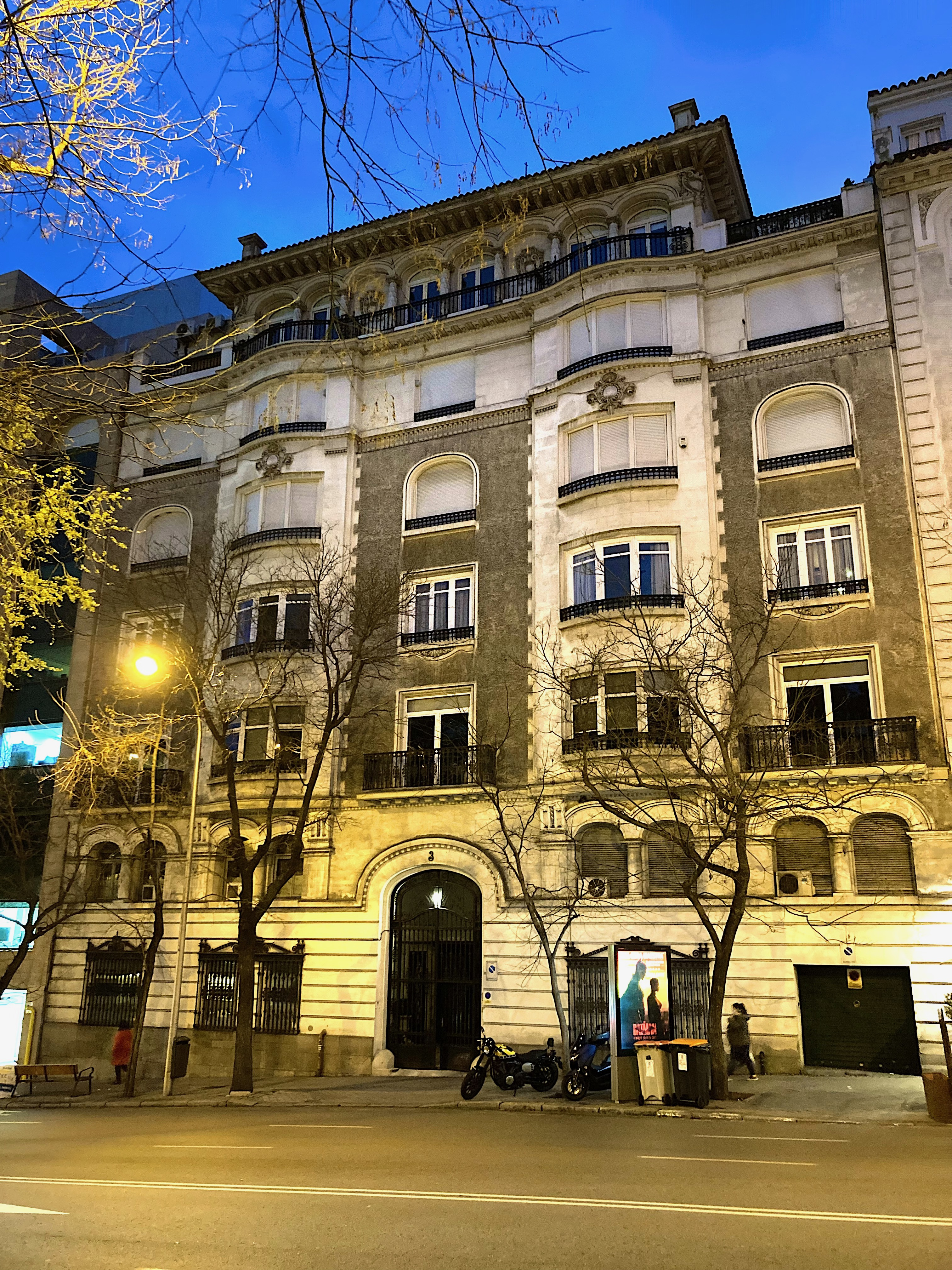
Embajada de Nepal en Madrid, España

### Política Exterior
Nepal depende de la diplomacia para su defensa nacional. Mantiene una política de neutralidad entre sus vecinos, mantiene relaciones amistosas con otros países de la región y una política de no alineamiento en la escena mundial. Nepal es miembro de la SAARC, la ONU, la OMC, el BIMSTEC y el ACD, entre otros. Mantiene relaciones diplomáticas bilaterales con 167 países y la UE, tiene embajadas en 30 países y seis consulados, mientras que 25 países mantienen embajadas en Nepal y otros más de 80 mantienen misiones diplomáticas no residenciales. Nepal es uno de los principales contribuyentes a las misiones de mantenimiento de la paz de la ONU, habiendo aportado más de 119.000 efectivos a 42 misiones desde 1958. Los nepalíes tienen fama de honradez, lealtad y valentía, lo que les ha llevado a servir como legendarios guerreros Gurkha en los ejércitos indio y británico durante los últimos 200 años, prestando servicio en las dos guerras mundiales, en las guerras entre India y Pakistán, así como en Afganistán e Irak, aunque Nepal no participó directamente en ninguno de esos conflictos, y ganando las más altas condecoraciones militares, como la Cruz Victoria y el Param Vir Chakra.
Nepal aplica una política de "relaciones equilibradas" con los dos gigantes vecinos inmediatos, India y China; el Tratado de Paz y Amistad con India de 1950 prevé una relación mucho más estrecha. Nepal e India comparten una frontera abierta con libre circulación de personas y lazos religiosos, culturales y matrimoniales. India es el mayor socio comercial de Nepal, del que depende para la totalidad de su petróleo y gas, y una serie de bienes esenciales. Los nepalíes pueden tener propiedades en India, mientras que los indios son libres de vivir y trabajar en Nepal. Las relaciones entre India y Nepal, aunque muy estrechas, se han enfrentado a dificultades derivadas de disputas territoriales, económicas y de los problemas inherentes a las relaciones entre grandes y pequeñas potencias.

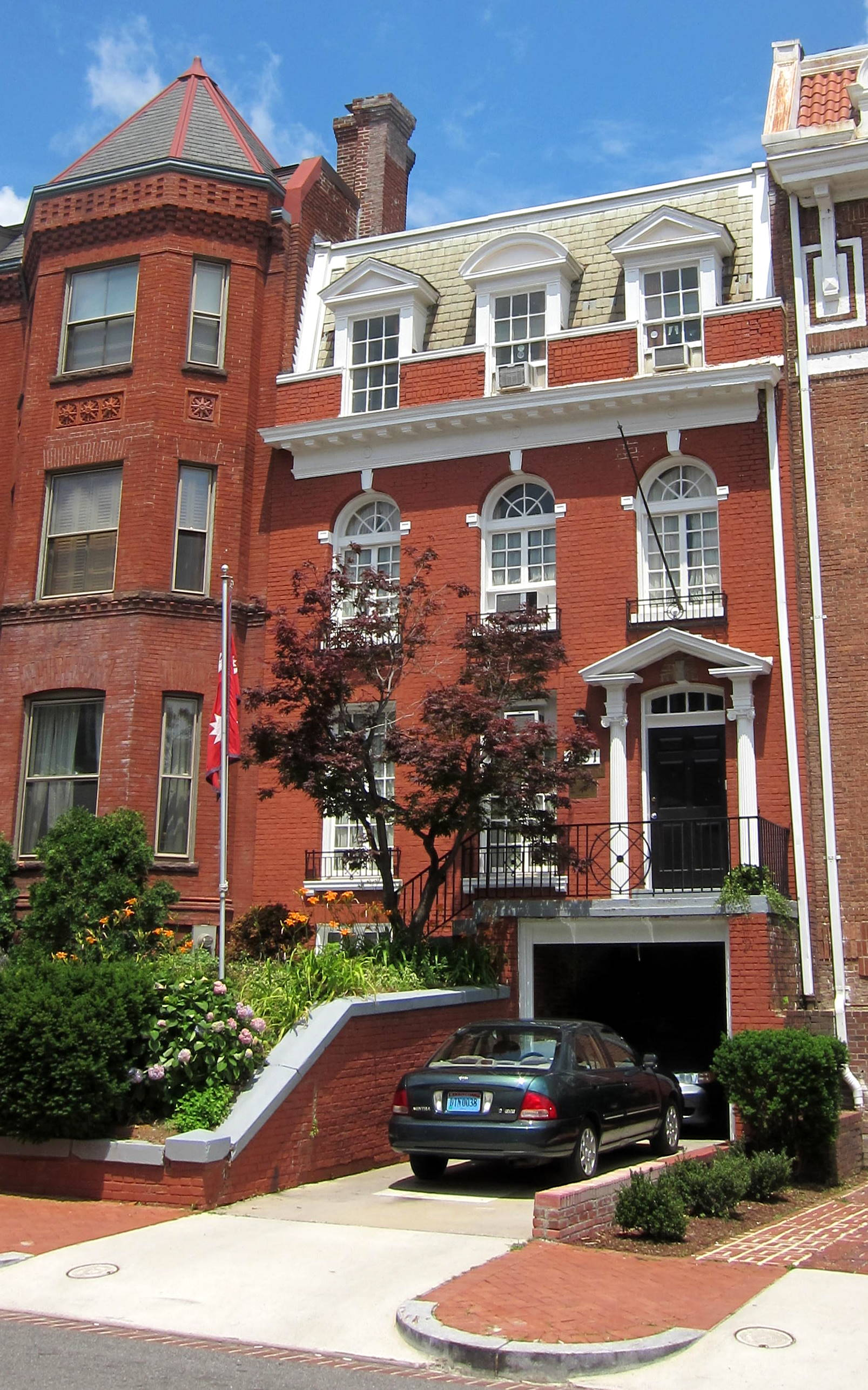
Embajada de Nepal en Washington D.C Estados Unidos

Nepal estableció relaciones diplomáticas con la República Popular China el 1 de agosto de 1955 y firmó el Tratado de Paz y Amistad en 1960; desde entonces, las relaciones se han basado en los Cinco Principios de Coexistencia Pacífica.Nepal mantiene la neutralidad en los conflictos entre China e India. Sigue firmemente comprometido con la política de una sola China y es conocido por frenar las actividades antichinas de los refugiados tibetanos en Nepal. Los ciudadanos de ambos países pueden cruzar la frontera y viajar hasta 30 km sin visado. China es vista con buenos ojos en Nepal debido a la ausencia de disputas fronterizas o interferencias graves en la política interna, junto con su asistencia en el desarrollo de infraestructuras y ayuda durante emergencias; la favorabilidad ha aumentado desde que China ayudó a Nepal durante el bloqueo económico impuesto por la India en 2015. Posteriormente, China concedió a Nepal acceso a sus puertos para el comercio con terceros países, y Nepal se unió a la Iniciativa Belt and Road de China.
Nepal hace hincapié en una mayor cooperación en el sur de Asia e impulsó activamente la creación de la SAARC, la Asociación del Asia Meridional para la Cooperación Regional, cuya secretaría permanente se encuentra en Katmandú. Nepal fue uno de los primeros países en reconocer la independencia de Bangladés, y los dos países intentan mejorar su cooperación en materia de comercio y gestión del agua; los puertos marítimos de Bangladés, al estar más cerca, se consideran alternativas viables al monopolio indio sobre el comercio de Nepal con terceros países. Nepal fue el primer país del sur de Asia en establecer relaciones diplomáticas con Israel, y ambos países mantienen una estrecha relación; reconoce los derechos de Palestina, habiendo votado a favor de su reconocimiento en la ONU y en contra del reconocimiento de Jerusalén como capital de Israel. Entre los países con los que Nepal mantiene una estrecha relación se encuentran los donantes y socios para el desarrollo más generosos: Estados Unidos, Reino Unido, Dinamarca, Japón y Noruega, entre otros.

## Organización territorial

Provincias y distritos de Nepal.

Nepal se encuentra dividido en 7 provincias (en nepalí: नेपालका प्रदेशहरू; Nepalka Pradeshaharu), que fueron creadas el 20 de septiembre de 2015 de conformidad con el anexo 4 de la Constitución de Nepal. Las siete provincias se formaron agrupando los distritos existentes y reemplazaron la anterior organización territorial donde el país era dividido en 14 zonas administrativas agrupadas en 5 regiones de desarrollo. Asimismo, el país alojaba un pequeño reino vasallo Mustang, ahora abolido.

## Geografía

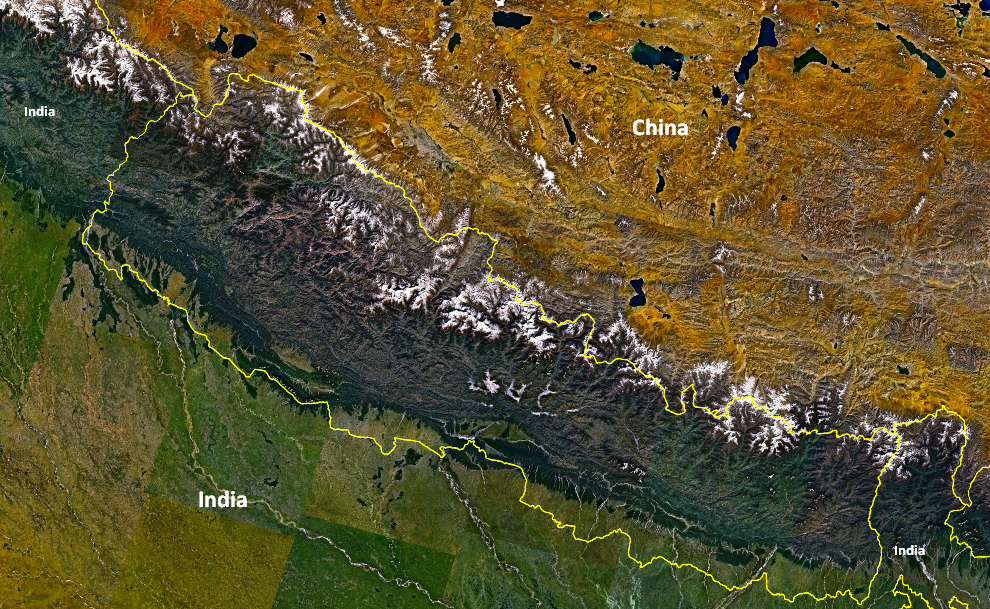
Imagen de satélite de Nepal. El país tiene fronteras únicamente con China, al norte, y con la India, al sur, al este y al oeste.

Nepal tiene una forma rectangular de unos 600 por unos 200 km de ancho, con un área de 147 516  km² (una superficie comparable a la de Bangladés o Tayikistán). Su territorio se suele dividir en tres zonas: la montaña, las colinas y las zonas del Terai. Estos anillos ecológicos expandidos en dirección oriente-occidente están cortados por la cuenca de los varios ríos que nacen en las montañas.

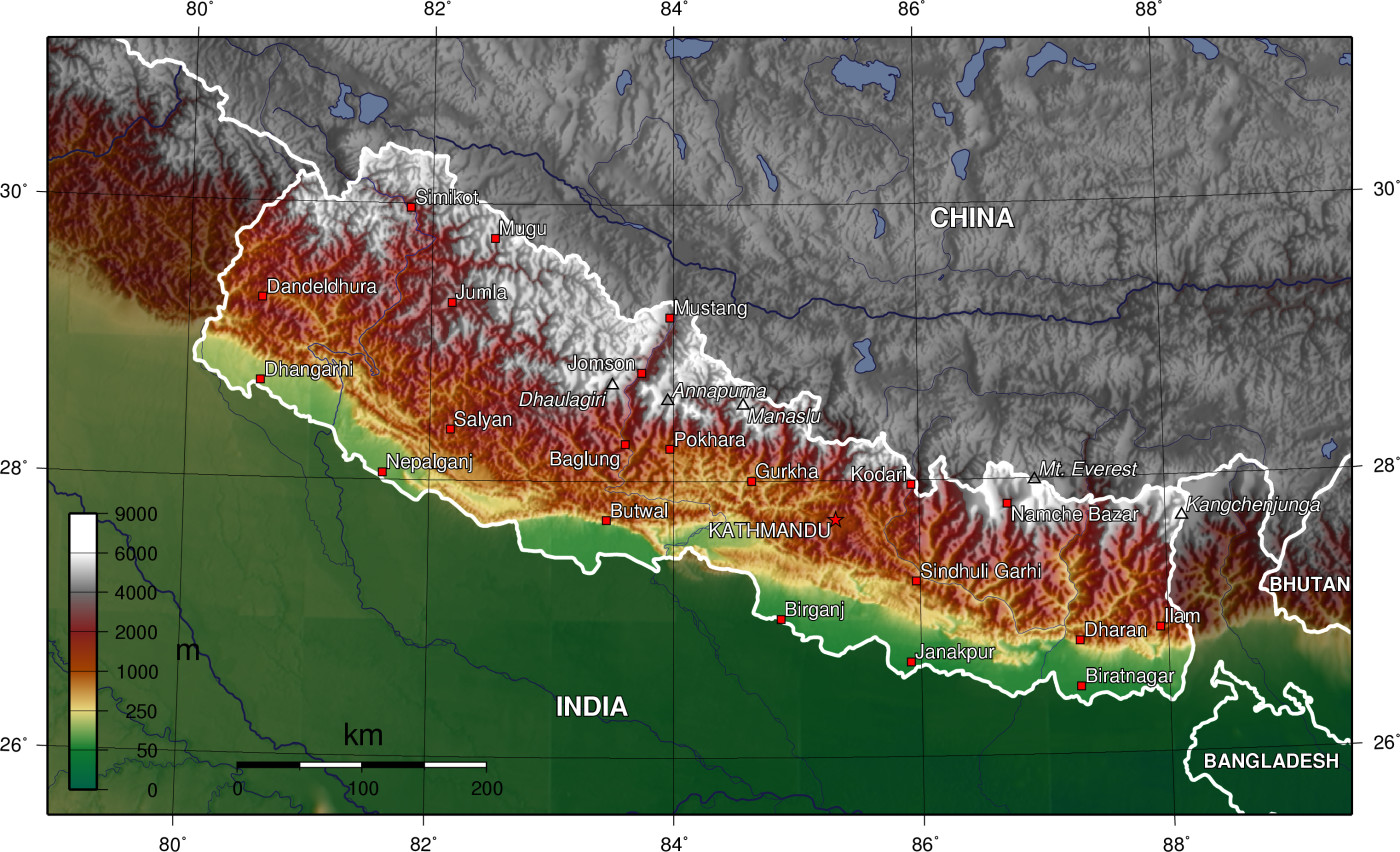
Mapa físico de Nepal.

La región del Terai en la frontera con la India, y es parte de la cuenca de los ríos Ganges e Indo. Estos ríos nacen y son alimentados por tres grandes afluentes: el Dudh Kosi, el Narayani y el Karnali. Esta zona es cálida y húmeda.
La región de la colinas (Pahar, en nepalí) linda con las montañas, y su altura varía entre los 1000 y los 4000 m de altura. Dos cordilleras de baja altura, el Mahabharat Lekh (también conocido como el "Pequeño Himalaya") y las Colinas Shiwalik (o "Cordillera de Churia") dominan la región. Este pequeño cinturón de colinas abarca el valle de Katmandú, el más fértil y urbanizado de los valles transversales. A pesar de su aislamiento geográfico y su escaso potencial económico, esta región ha sido el centro cultural y político de Nepal. A diferencia de los valles, las zonas sobre 2500 metros están escasamente habitadas.

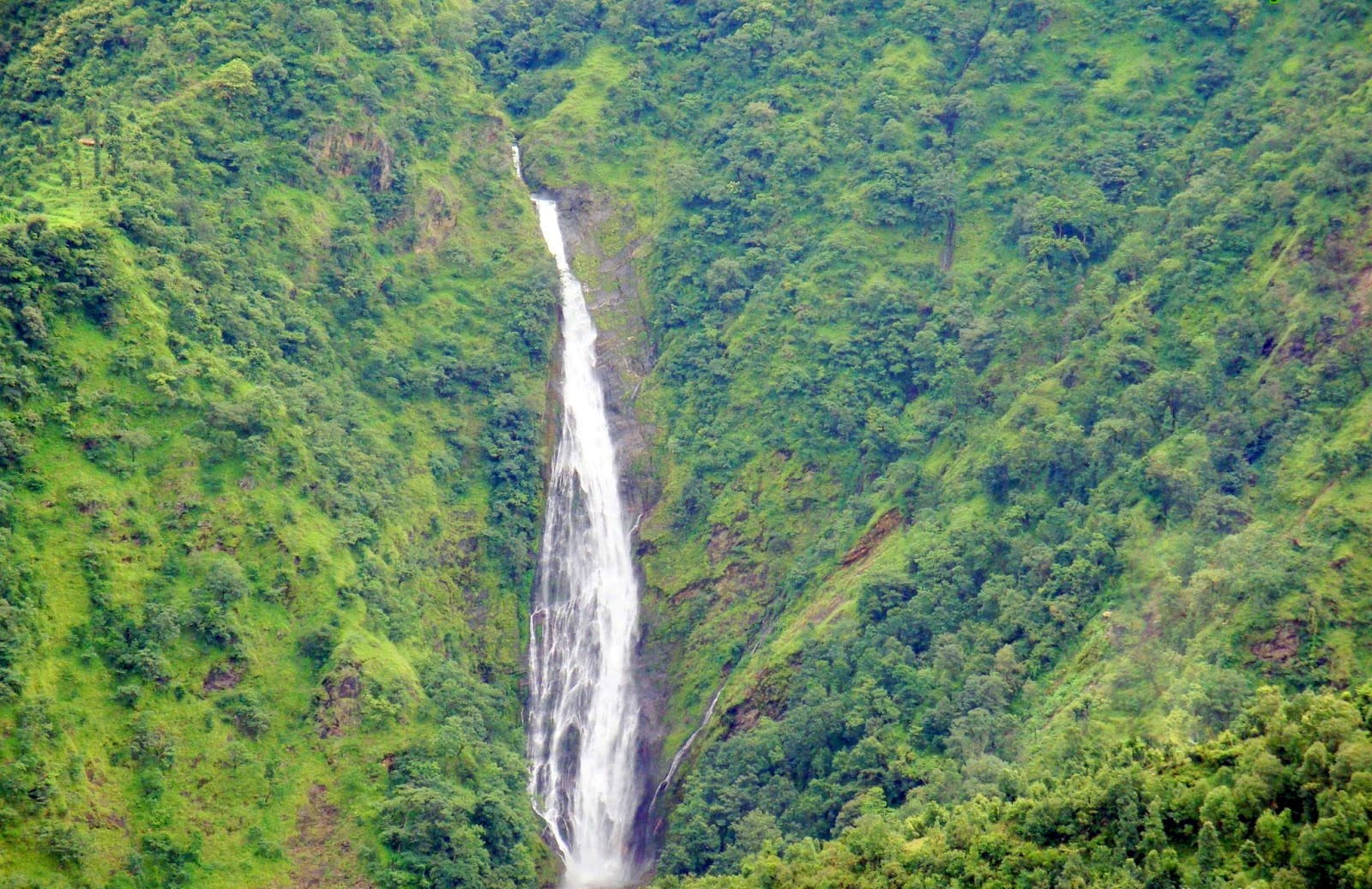
Catarata Sunchhari

La región de las montañas contiene el punto más alto sobre la tierra, el monte Everest (Sagarmatha en nepalí), en la frontera con China, alcanzando los 8844 metros, según la Oficina Estatal de Topografía y Cartografía China (en 2005) o los 8850 metros según un estudio realizado por científicos estadounidenses (en 1999). Ocho de las diez montañas más altas sobre la Tierra se ubican en Nepal. El más grave problema de la zona es la deforestación, que trae consigo la erosión y la degradación de los ecosistemas.
Nepal tiene cinco zonas climáticas, estrechamente vinculadas con la altura del territorio. La zona tropical y subtropical están bajo los 1200 metros. El clima templado se enmarca entre los 1200 y los 2400 m, mientras que la zona fría está entre los 2400 y 3600 metros. La zona subártica abarca entre los 3600 y los 4400 m, y a partir de esta última altura comienza la zona ártica. Nepal tiene cinco estaciones, el verano, el monzón, el otoño, el invierno y la primavera.
Nepal y Bangladés no comparten fronteras, pese a que se encuentran separados por una pequeña distancia de 24 km conocida como Cuello de gallina (o Chicken Neck, en inglés).

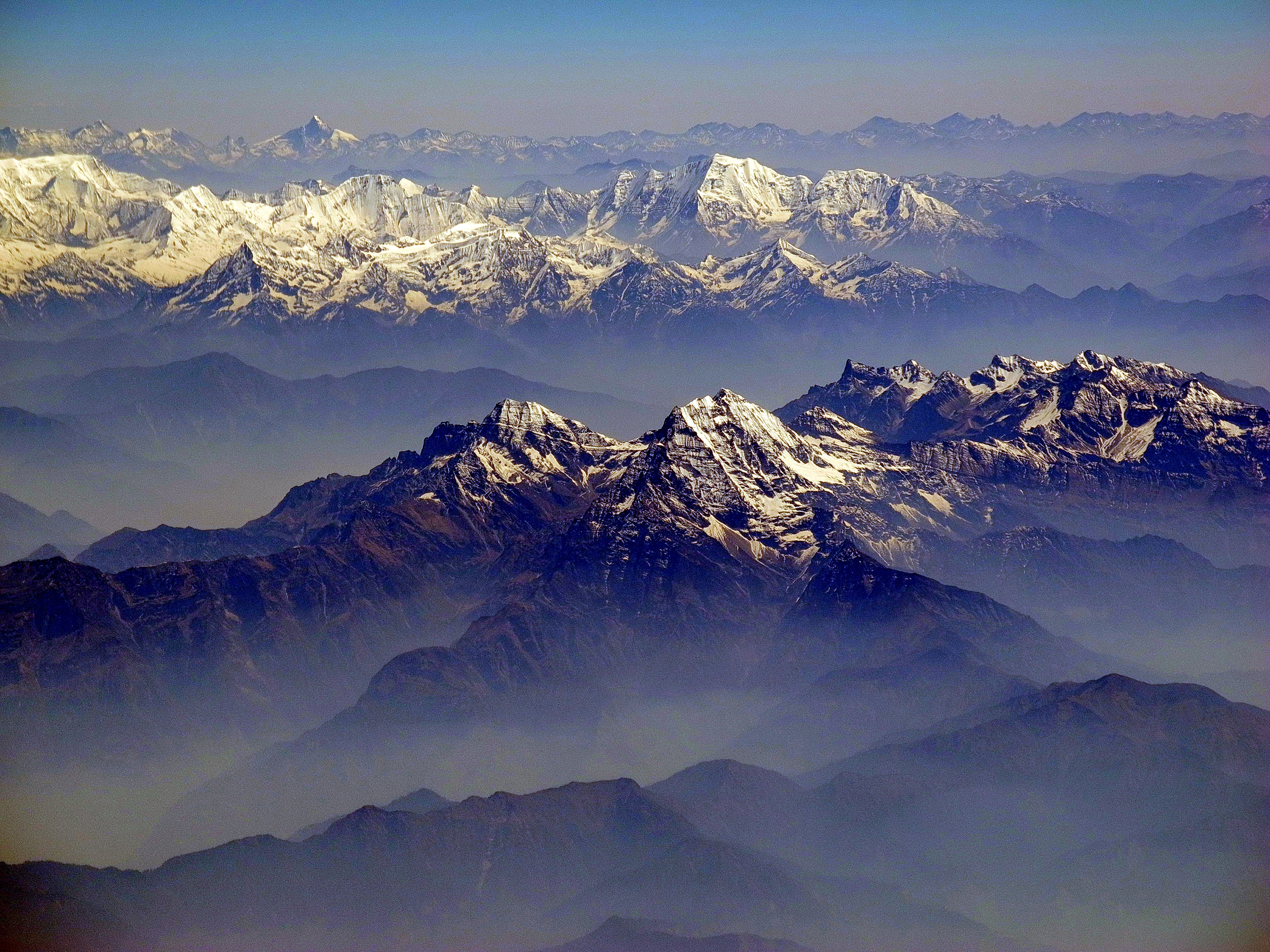
El macizo del Annapurna en la cordillera del Himalaya.
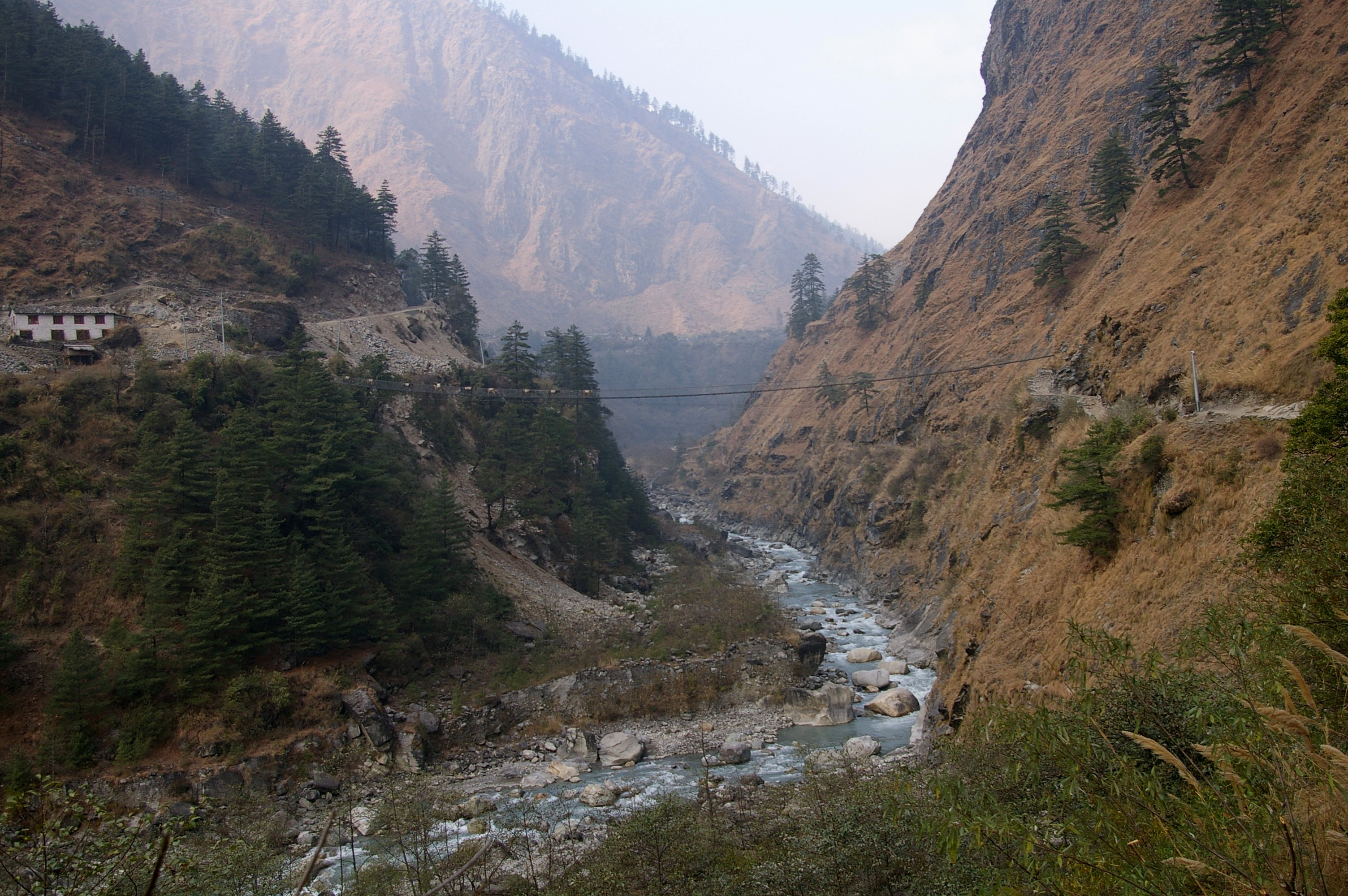
La garganta del río Gandaki es la más profunda del planeta.
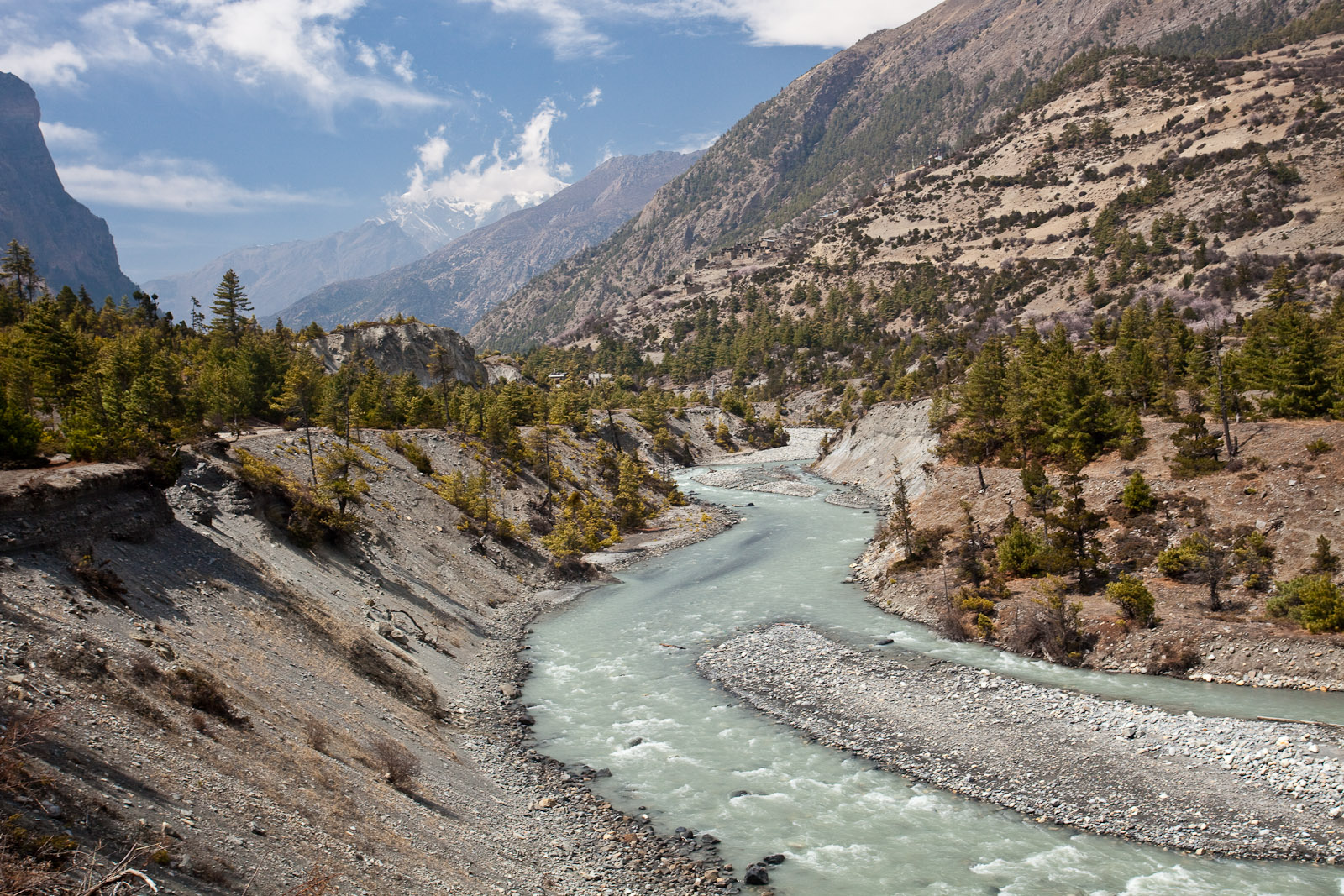
El valle del río Marshyangdi es de origen glaciar.
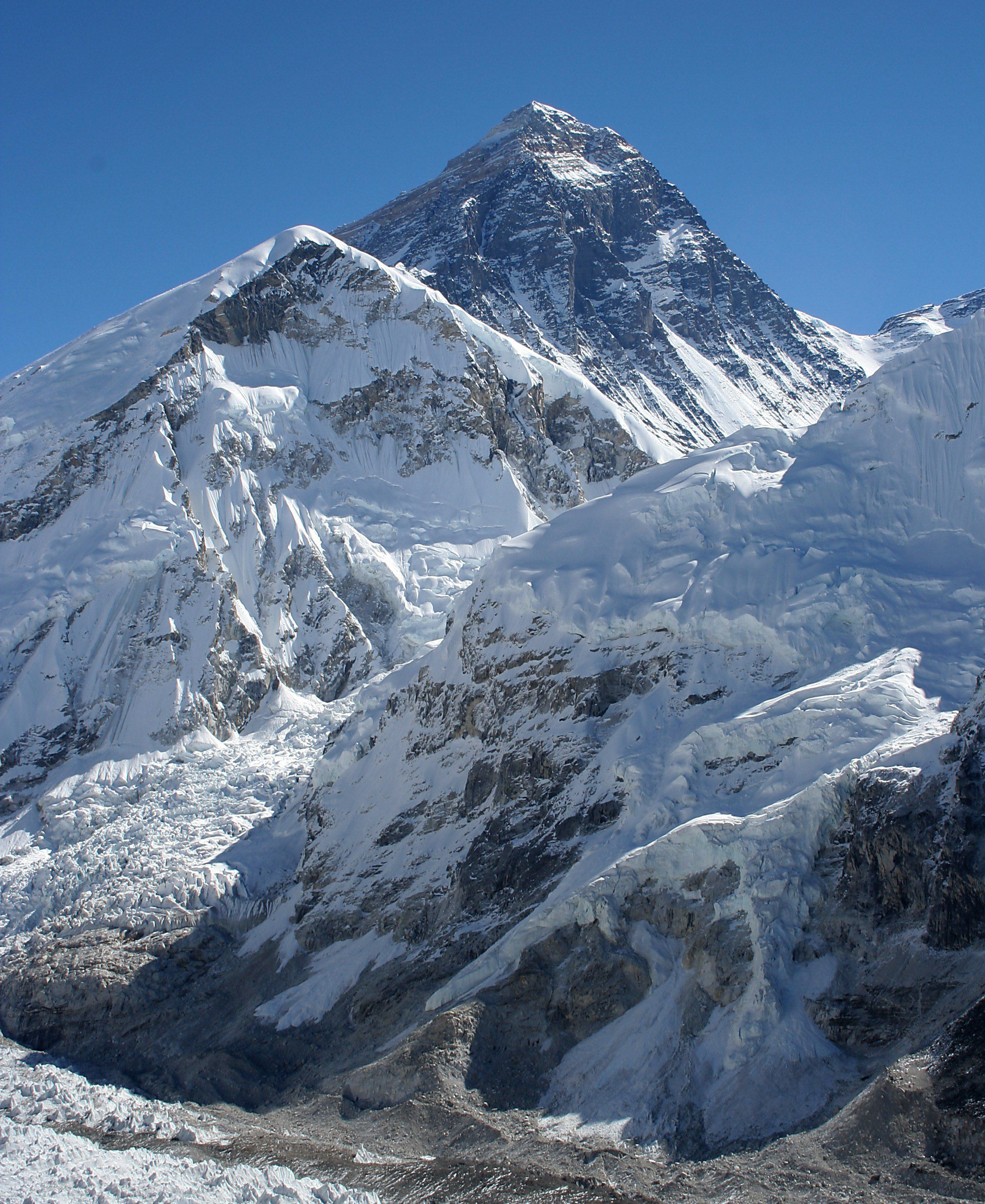
El monte Everest, el punto más alto de la Tierra, está en la frontera entre China y Nepal.
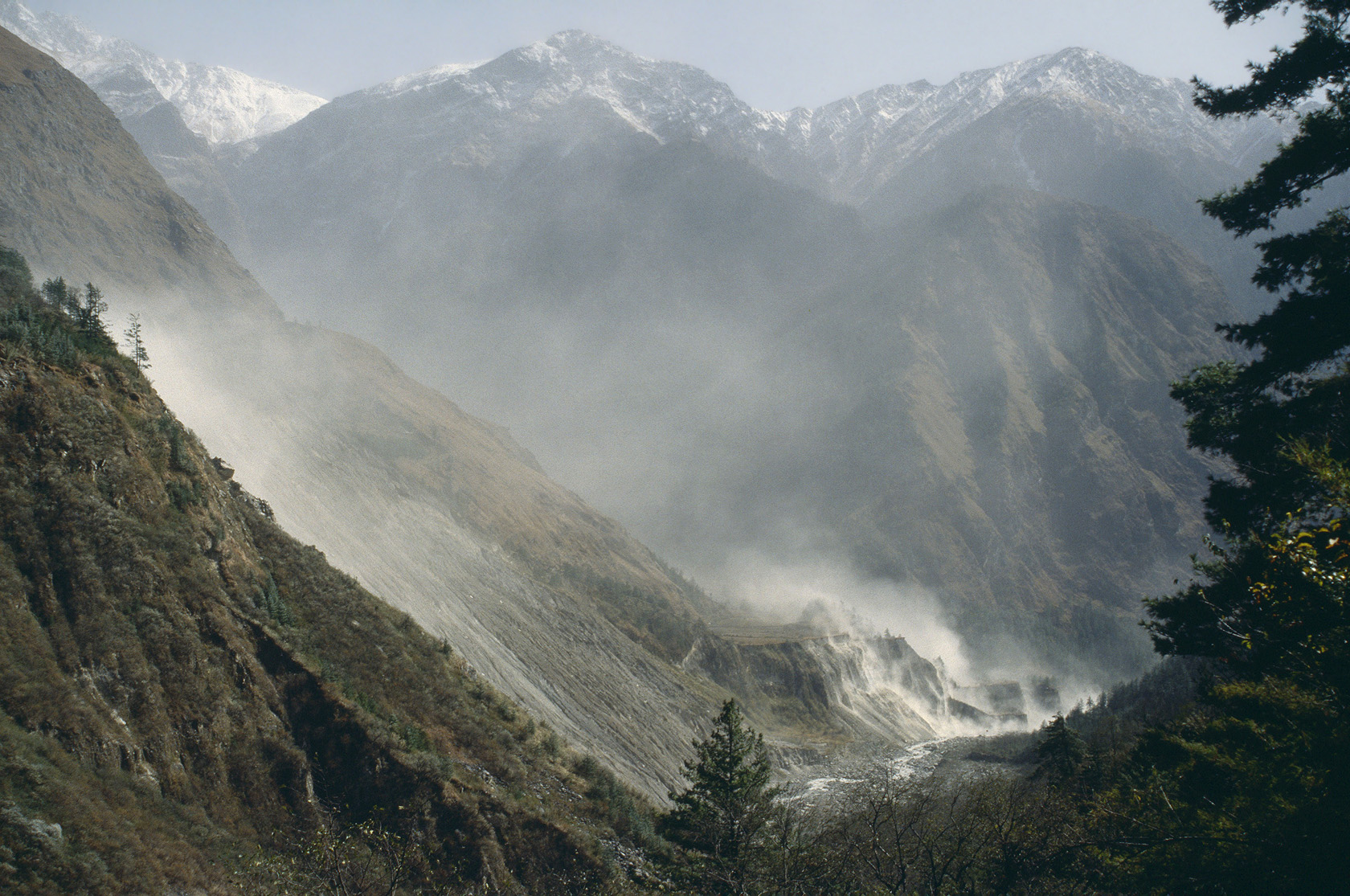
Fuertes vientos en Kalopani.

### Geología
La geología de Nepal está dominada por el Himalaya, la cadena montañosa más alta, joven y muy activa. El Himalaya es una localidad tipo para el estudio de la tectónica de colisión continente-continente en curso. El arco del Himalaya se extiende unos 2.400 km desde Nanga Parbat (8.138 m), junto al río Indo, en el norte de Pakistán, hacia el este, hasta Namche Barwa (7.756 m), junto al desfiladero del Tsangpo-Brahmaputra, en el este de Tíbet. Unos 800 km de esta extensión se encuentran en Nepal; el resto incluye Bután y partes de Pakistán, India y China.

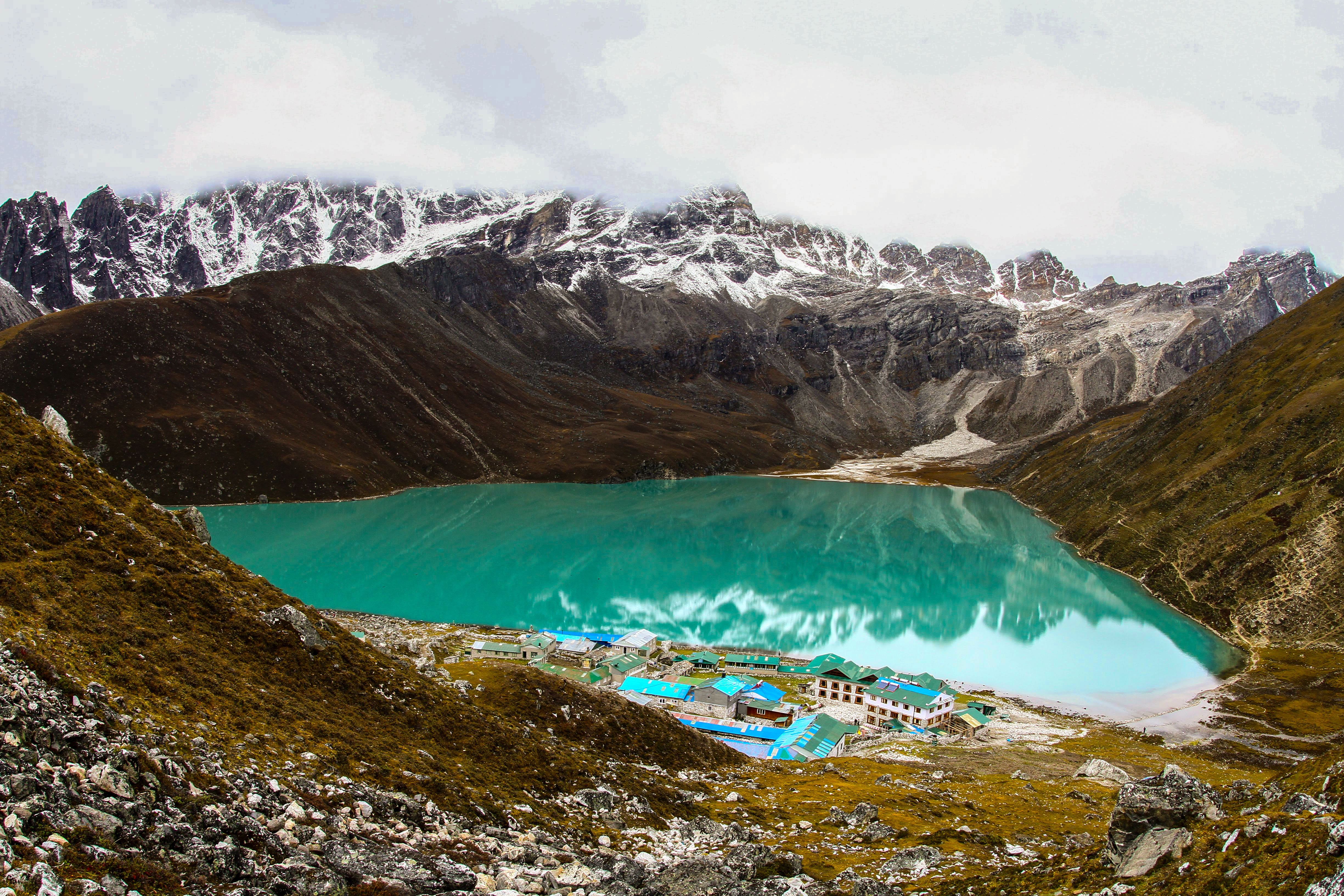
Uno de los Lagos Gokyo en Nepal

Desde hace 55 Ma, la orogenia del Himalaya, que comenzó con la colisión del subcontinente indio y Eurasia en la época del Paleoceno/Eoceno, ha engrosado la corteza india hasta alcanzar su grosor actual de 70 km. El extremo noroccidental de la India, tras colisionar con Asia, parece haberse encontrado a lo largo de toda la sutura en torno a los 40 Ma.
Inmediatamente antes del inicio de la colisión indoasiática, el límite septentrional del escudo indio era probablemente un margen continental adelgazado en el que se depositaron sedimentos clásticos proterozoicos y la secuencia cámbrica ± eocena de la plataforma de Tethyan.
La Secuencia Subhimalaya bordea la llanura aluvial indogangética a lo largo de la Falla Frontal del Himalaya y está dominada por gruesos depósitos molásicos del Terciario Tardío conocidos como Siwaliks que resultaron de la acumulación de depósitos fluviales en el frente sur del Himalaya en evolución.En Nepal, se extiende por todo el país de este a oeste en la parte meridional.Está delimitado por la Falla Frontal del Himalaya (HFT) y la Falla del Límite Principal (MBT) en el sur y el norte, respectivamente. Los sedimentos más jóvenes de la parte superior son los conglomerados, y las areniscas y las fangolitas predominan en las partes inferiores. La secuencia ascendente de los sedimentos muestra claramente la historia temporal de la evolución y el crecimiento del Himalaya durante el Terciario temprano.

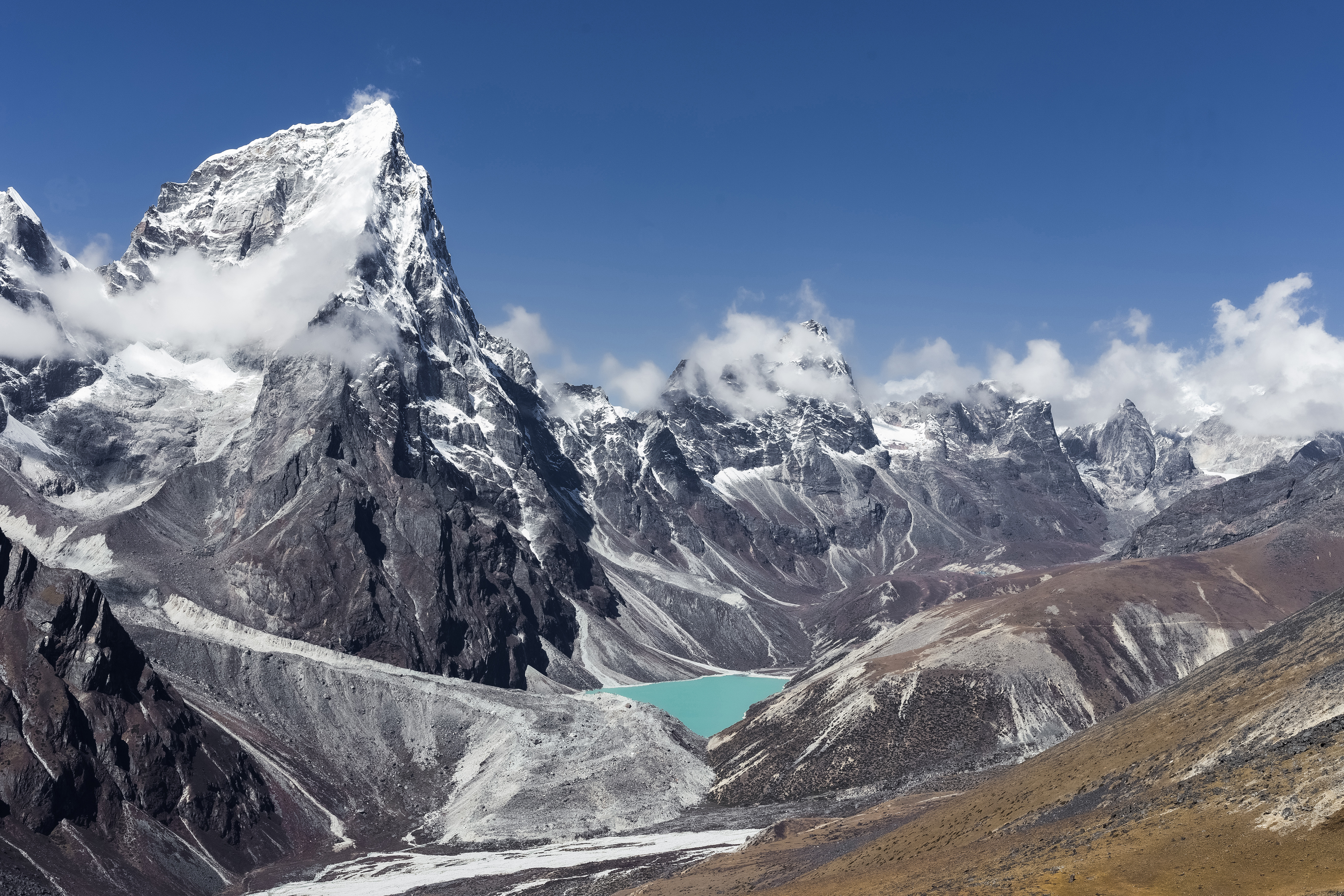
Paisaje montañoso en el distrito de Solukhumbu

La zona subhimalaya es un cinturón de 10 a 25 km de ancho de rocas neógenas del grupo Siwaliks (o Churia) que forman el frente topográfico del Himalaya. Se eleva desde las llanuras fluviales de la cuenca de antepaís activa, y este frente generalmente se mapea como la traza del Main Frontal Thrust (MFT). El Grupo Siwaliks está formado por sucesiones de lodolita fluvial, limolita, arenisca y conglomerado que se van engrosando hacia arriba.
En Nepal, el grupo Siwaliks se compone de tres unidades: inferior, media y superior. Estas unidades pueden correlacionarse con el Sub Himalaya de Pakistán y del norte de la India. Los datos paleocorrientes y petrográficos de la arenisca y el conglomerado indican que estas rocas proceden del cinturón de pliegues y cabalgamientos, y se depositaron en el antepaís de flexión de la cuenca de antepaís del Himalaya.
El Himalaya Menor se sitúa entre el Himalaya Subhimalayo y el Himalaya Superior, separados respectivamente por la Esfuerza Fronteriza Principal (MBT) y la Esfuerza Central Principal (MCT).Su anchura total oscila entre 60 y 80 km.El Himalaya Menor está formado principalmente por rocas sedimentarias y metasedimentarias no fosilíferas, como pizarra, arenisca, conglomerado, pizarra, filita, esquisto, cuarcita, caliza y dolomita.La edad de las rocas oscila entre el Precámbrico y el Mioceno.La geología es complicada debido a plegamientos, fallas y cabalgamientos, y en su mayor parte no son fosilíferas. Desde el punto de vista tectónico, todo el Himalaya Menor está formado por dos secuencias de rocas: las unidades alóctonas y las autóctonas-parautóctonas, con varios cabalgamientos, klippes y ventanas tectónicas.

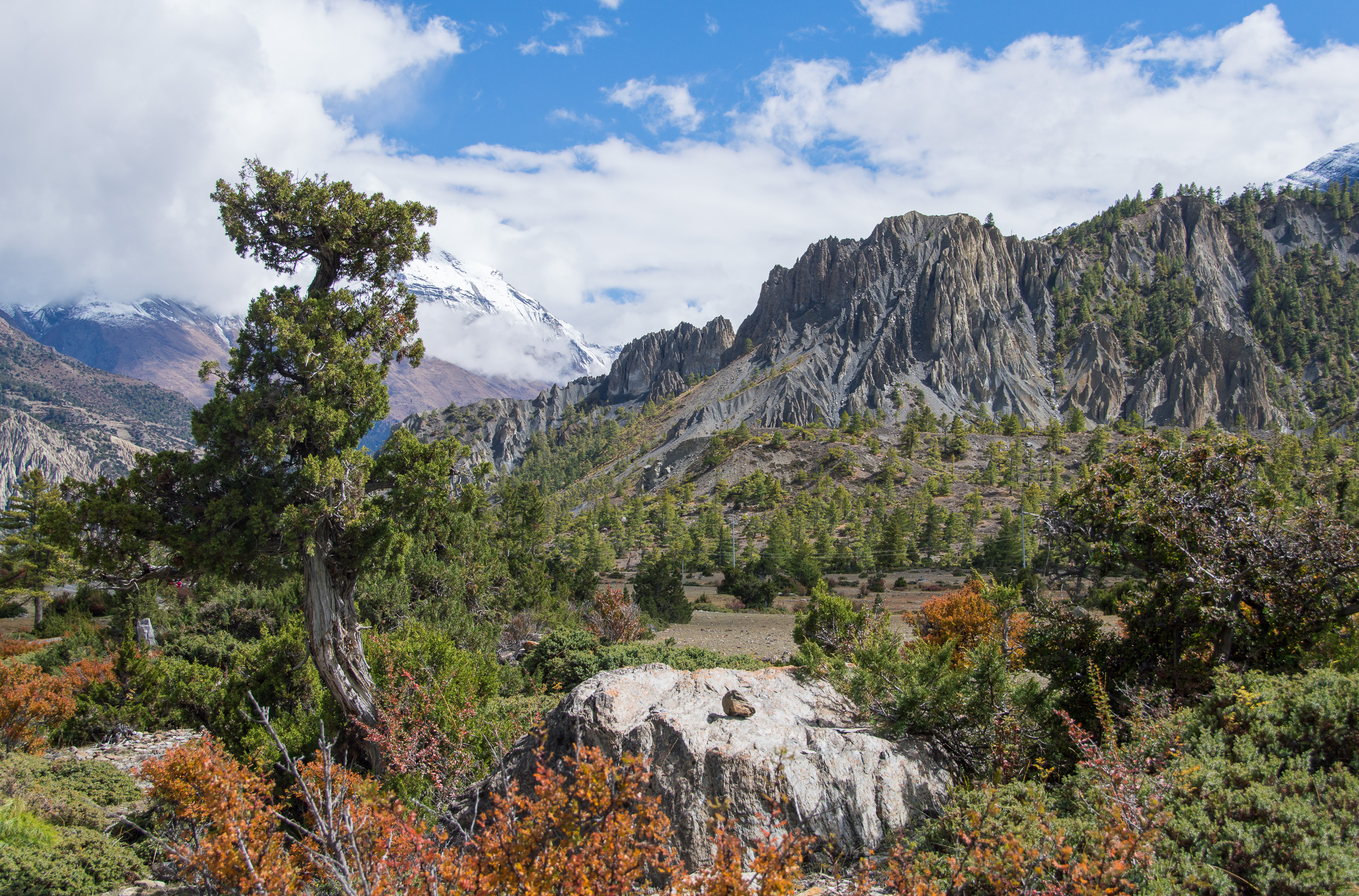
Bosque en el Valle de Marsyangdi, Nepal

El límite más septentrional del Grupo Siwaliks está marcado por el Main Boundary Thrust (MBT), sobre el que se superponen las rocas metasedimentarias de baja ley del Himalaya Menor. El Himalaya Menor, también llamado Himalaya Inferior o Tierras Medias, es una sección gruesa (unos 7 km) de rocas cristalinas paraautoctónicas compuestas por rocas de grado bajo a medio. Estas rocas clásticas del Proterozoico inferior se subdividen en dos grupos.Las rocas argiloarenáceas dominan la mitad inferior de la sucesión, mientras que la mitad superior está formada por rocas carbonatadas y siliciclásticas.
El empuje del Himalaya Menor sobre los Siwaliks a lo largo del MBT hacia el sur está superpuesto por las láminas de empuje alóctonas de Katmandú y HHC a lo largo del MCT. El Himalaya Menor está plegado en una vasta estructura anticlinal postmetamórfica conocida como el anticlinorio de Kunchha-Gorkha. El flanco sur del anticlinorio está débilmente metamorfoseado, mientras que el lado norte está muy metamorfoseado.
Esta zona se extiende desde el MCT hasta la Zona Tibetano-Tetísica y atraviesa todo el país. Esta zona está formada por una sucesión de rocas cristalinas de casi 10 km de espesor, comúnmente denominada Grupo Himal. Esta secuencia puede dividirse en cuatro unidades principales: gneis de kyanita-sillimanita, mármol y gneis piroxénicos, gneis bandeado y gneis augen en orden ascendente.

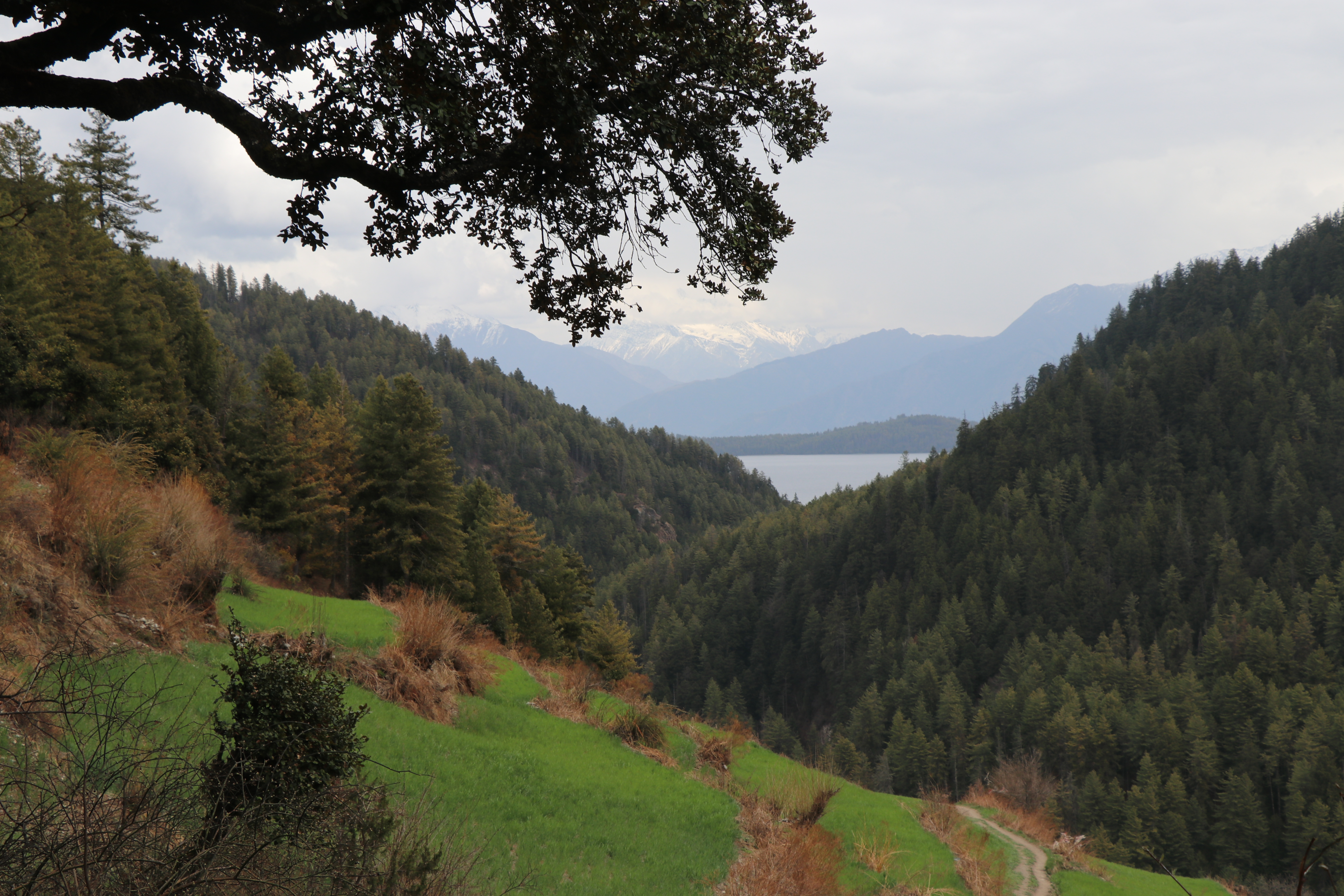
Parque nacional Rara, Nepal

La secuencia del Alto Himalaya ha recibido diversos nombres. Los trabajadores franceses utilizaron el término Dalle du Tibet (losa tibetana) para esta unidad. Hagen las llamó Napas de Khumbu, y Napas de Lumbasumba. Arita la llama Grupo de Gneis del Himalaya, y se encuentra por encima del MCT II, o el MCT superior.
Las Unidades Cristalinas del Alto Himalaya (HHC) se componen principalmente de gneises de grado cianítico a sillimanítico intruidos por leucogranitos del Alto Himalaya en niveles estructuralmente superiores. En gran parte de la cordillera, la unidad se divide en tres formaciones.  En Nepal central, la Formación III superior consiste en ortogneises de augen, mientras que la Formación II media comprende gneises calcosilicatados y mármoles, y la Formación I basal consiste en metapelitas con cianita y sillimanita, gneises y metagreywacke con abundante cuarcita.
El gneis de la zona del Alto Himalaya (HHZ) es una gruesa secuencia continua de unos 5 a 15 km. La parte septentrional está marcada por la Falla Normal del Norte del Himalaya (NHNF), también conocida como Sistema de Desprendimiento del Sur del Tíbet (STDS). En su base, está delimitada por el MCT. Se interpreta que el protolito del HHC son rocas sedimentarias clásticas del Proterozoico tardío depositadas en el margen septentrional de la India.

### Fauna

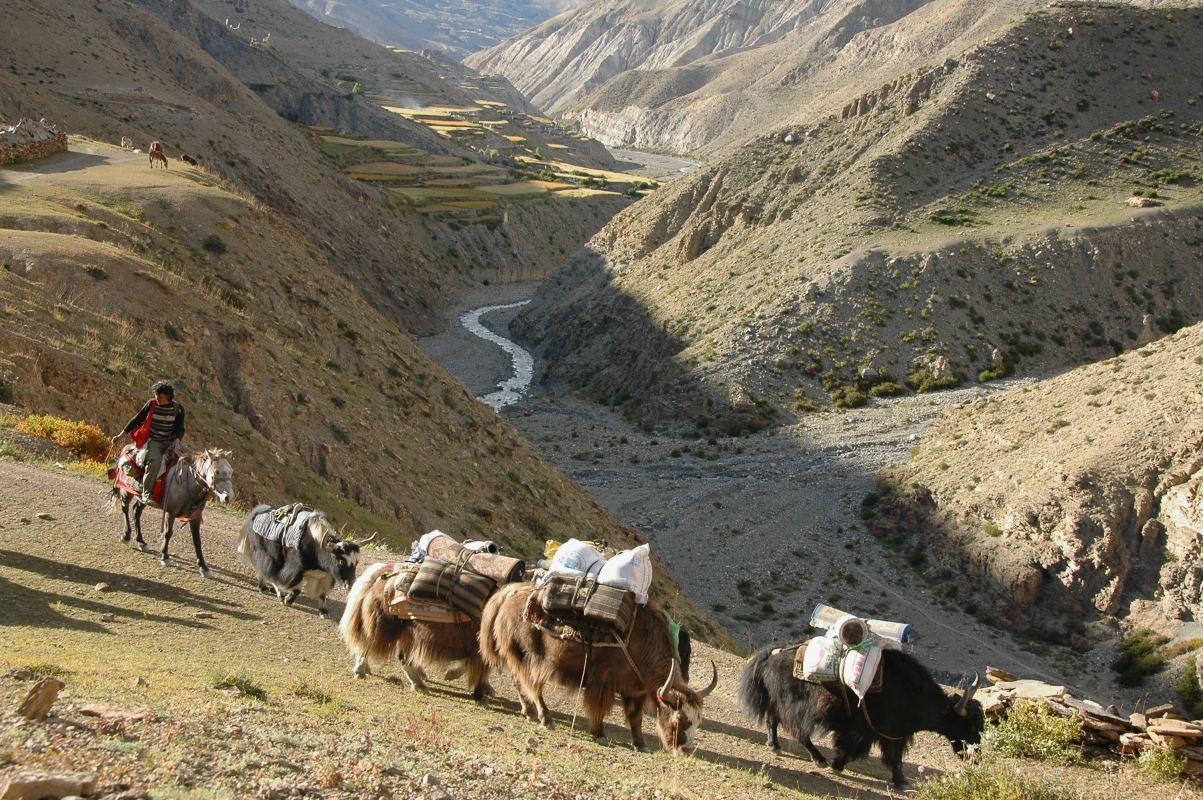
Caravana de yaks en la región del Dolpo.

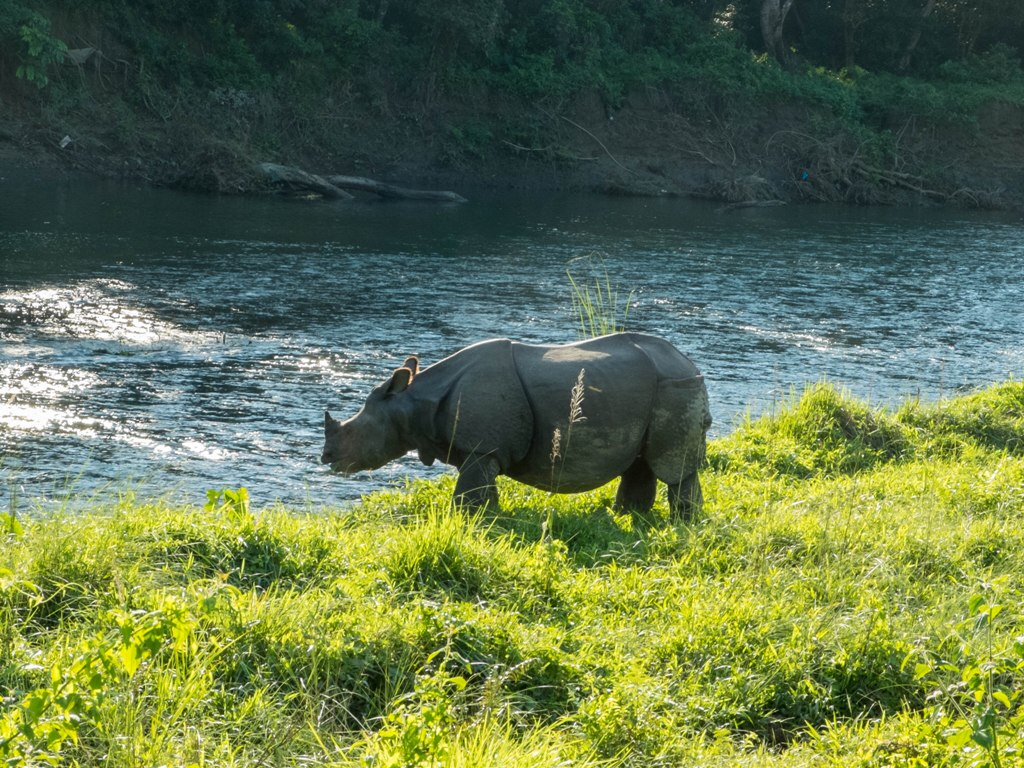
Rinoceronte en el parque de Chitwan.

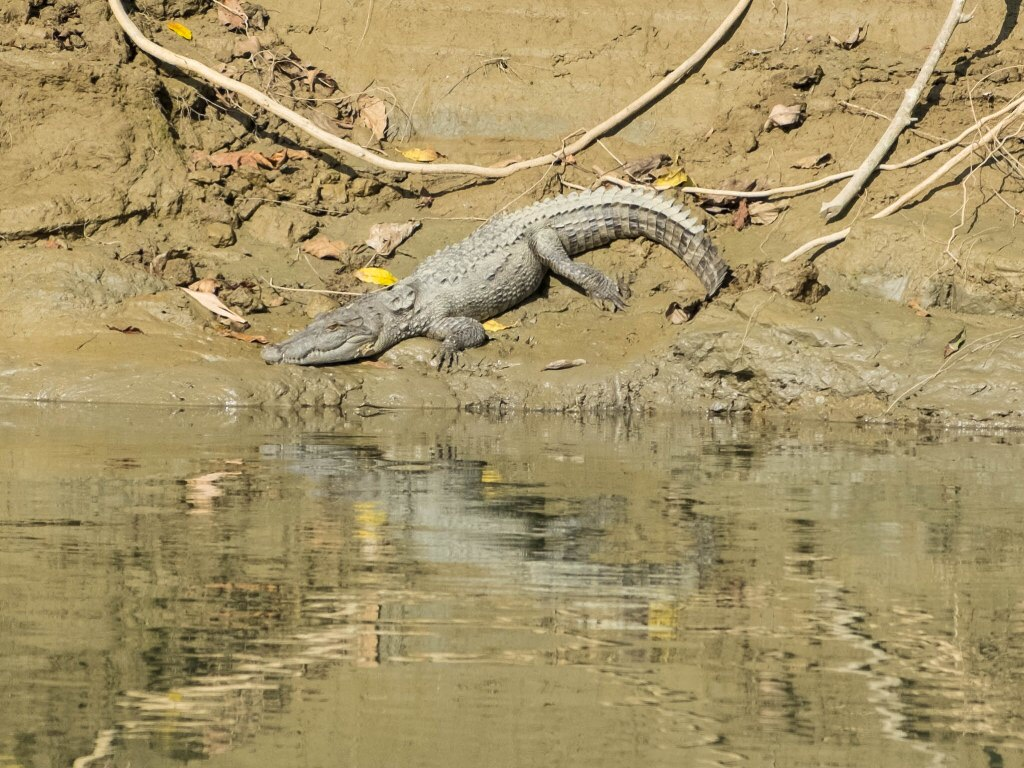
Cocodrilo en el parque de Chitwan.

Ubicado en la gran llanura aluvial de Terai (franja meridional del país), el parque nacional de Royal Chitwan, fue declarado Patrimonio de la Humanidad por la Unesco. Esta antigua reserva real cuenta, entre otros, con más de 400 rinocerontes indios, más de 450 especies de aves, leopardos de las nieves, osos, monos, cocodrilos y delfines del Ganges. El Parque de Sagarmatha, en la región de Khumbu, abarca una gran parte del macizo del Everest. En él se encuentran las principales especies de caprinos y los antílopes tibetanos. En el norte del país, junto a la frontera con el Tíbet, el Parque de Langtang es una zona habitada por osos, gamos y leopardos de las nieves. Estos felinos, que viven en cotas elevadas, también se encuentran en la región del Dolpo, el parque natural más extenso de Nepal, al igual que los yaks salvajes y una especie ovina característica de Pamir. El Parque de Bardia, un lugar ubicado en el suroeste del país, perfecto para la observación de animales, es conocido por los tigres reales de Bengala (de los que Nepal posee unos 200 ejemplares), los elefantes salvajes y los cocodrilos gigantes.

### Flora

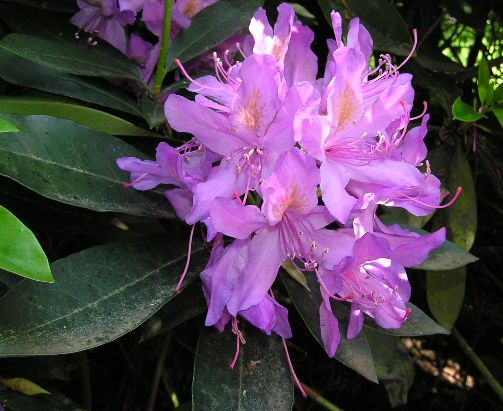
El rododendro es la flor nacional de Nepal.

En Nepal crecen más de 6500 variedades de flores. Las ofrendas y los collares de ceremonia se adornan con magnolias, jazmines, camelias, dalias, alhelíes e hibiscos. Asimismo, abundan las jacarandas, los flamboyanes y las flores rojas del bombax de Malabar son muy comunes en la región de Terai. En las gargantas del Himalaya y bajo la húmeda cúpula de sus junglas, crecen más de 100 especies de orquídeas. Las más bellas se encuentran reunidas en el Real Jardín Botánico de Godavari (en el valle de Katmandú), que también cuenta con una impresionante colección de helechos. Para admirar los sublimes bosques de rododendros (la flor nacional), es necesario ir hasta la reserva de Shivapuri, a las puertas de Katmandú. Por su parte, el gigantesco pipal, con sus hojas en forma de corazón, y la higuera de Bengala, cuyas raíces cuelgan de sus ramas, poseen el estatus de árboles sagrados, ya que Buda fue iluminado bajo el follaje de uno de ellos.

## Economía

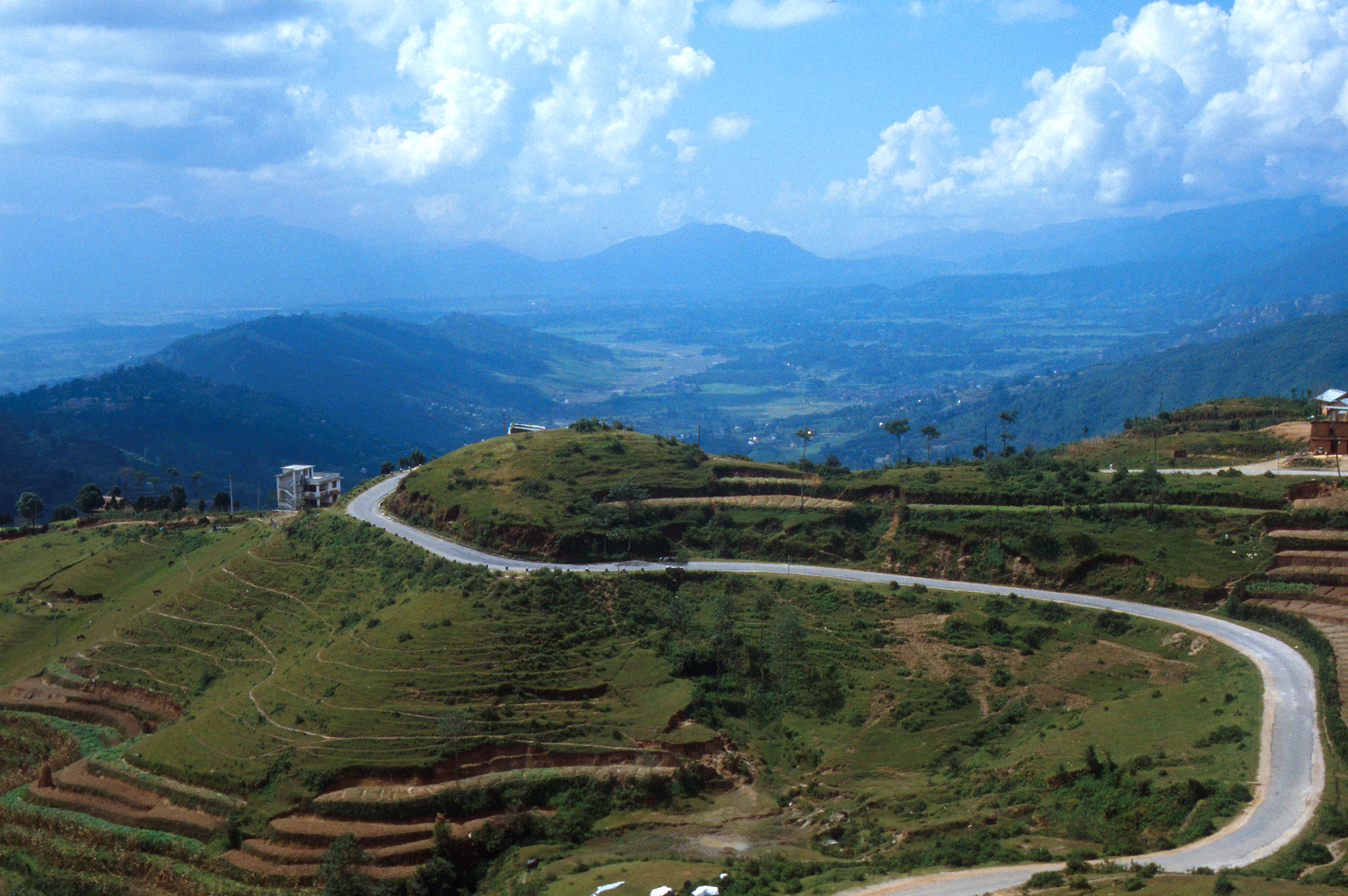
Cultivos en terrazas en el Himalaya.

Nepal se encuentra entre los países más pobres y menos desarrollados del mundo, con aproximadamente la mitad de su población viviendo por debajo de la línea de pobreza. En 2001 tenía un ingreso per cápita de apenas 240 dólares. Según datos del Banco Mundial y de la Organización para la Cooperación y el Desarrollo Económico (OCDE), el PIB per cápita había ascendido a 323 dólares estadounidenses en el 2006 y a unos 1100 dólares estadounidenses en 2007.
La agricultura es el sostén principal de su economía, proveyendo sustento para más del 80 % de la población y constituyendo un 41 % del PNB. La actividad industrial se limita al procesamiento de productos agrícolas, incluyendo yute, caña de azúcar, tabaco y grano. La producción de textiles y alfombras se ha expandido recientemente y ha representado alrededor de un 80 % del intercambio con el extranjero en años recientes. La mayor parte de la actividad industrial se encuentra enfocada alrededor del valle de Katmandú y las ciudades Terai como Biratnagar y Birgunj. La producción agrícola posee un crecimiento de aproximadamente un 5 % en promedio comparada con el crecimiento demográfico anual del 3,3 %.

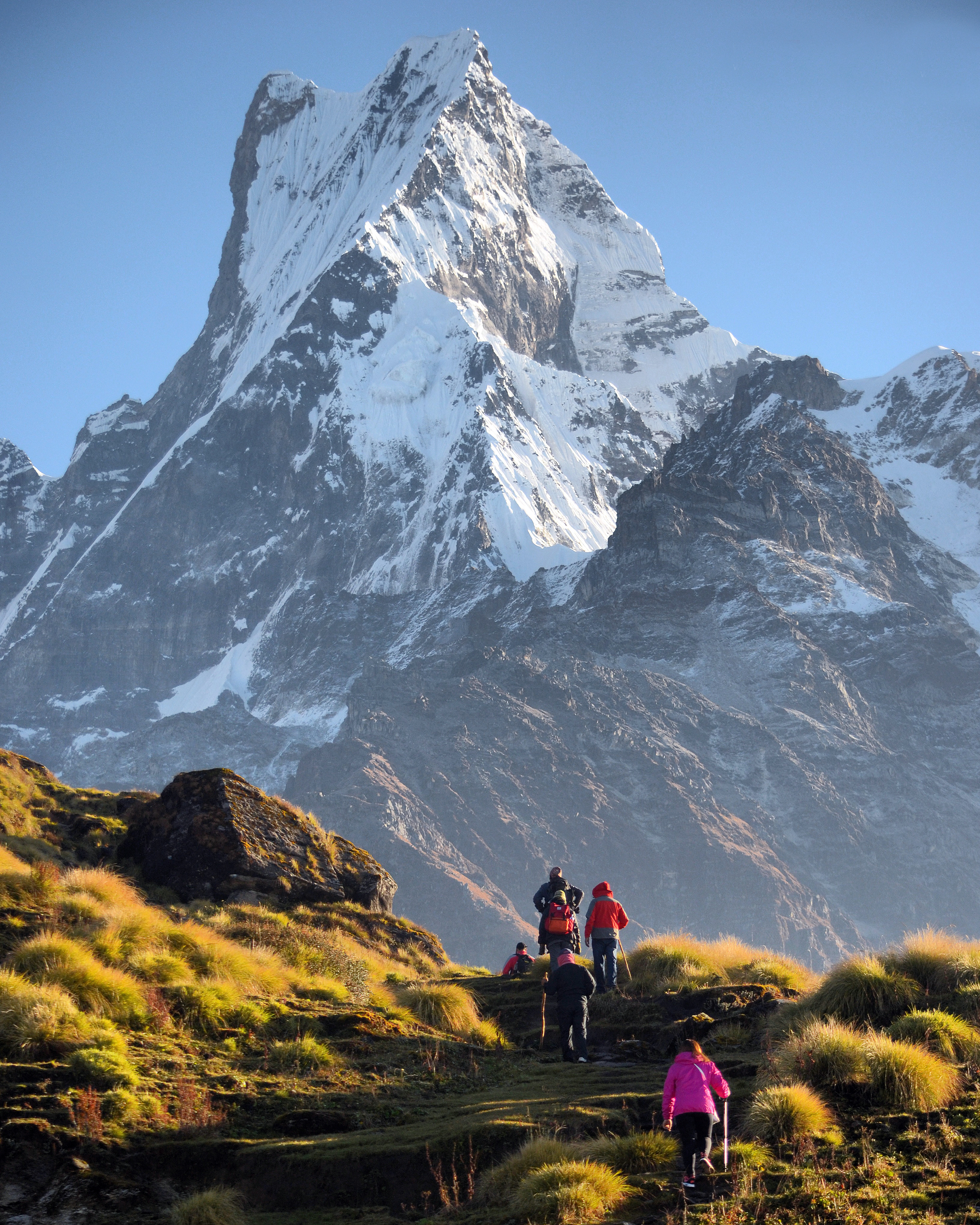
El senderismo es una actividad popular entre los visitantes a Nepal

Desde mayo de 1991, el gobierno nepalí ha realizado diversas reformas económicas, particularmente en aquellas áreas que incentivan el comercio y las inversiones extranjeras; por ejemplo, reduciendo las licencias de negocios y el registro requeridos para simplificar los procedimientos para inversiones. El gobierno también ha reducido gastos limitando los subsidios a su población, privatizando industrias estatales y despidiendo funcionarios. Sin embargo, más recientemente la inestabilidad política (más de cinco gobiernos diferentes en los últimos años) ha trabado la posibilidad de Katmandú de aplicar más reformas económicas. 
Nepal posee un campo considerable para acelerar el crecimiento económico, por ejemplo mediante la explotación de su potencial en energía hidroeléctrica y turismo, áreas de reciente interés de inversores extranjeros. Sin embargo, las perspectivas de comercio o inversión extranjera en otros sectores, permanecen escasas debido en parte a su débil economía y su retraso tecnológico como así también por su lejanía, su ubicación geográfica sin salida al mar, su susceptibilidad a desastres naturales y su inestabilidad política. El papel de la comunidad internacional de financiar más del 60% del presupuesto de desarrollo nepalí y más del 28 % del total de los gastos presupuestarios posiblemente continúe siendo un ingrediente importante en su crecimiento.
Según el Índice mundial de innovación, a cargo de la Organización Mundial de la Propiedad Intelectual, en 2024, Nepal se ubicó en lugar 109 en innovación entre 133 países del mundo; mientras que en 2023 ocupó el lugar 108 y el lugar 111 en 2022.

### Turismo

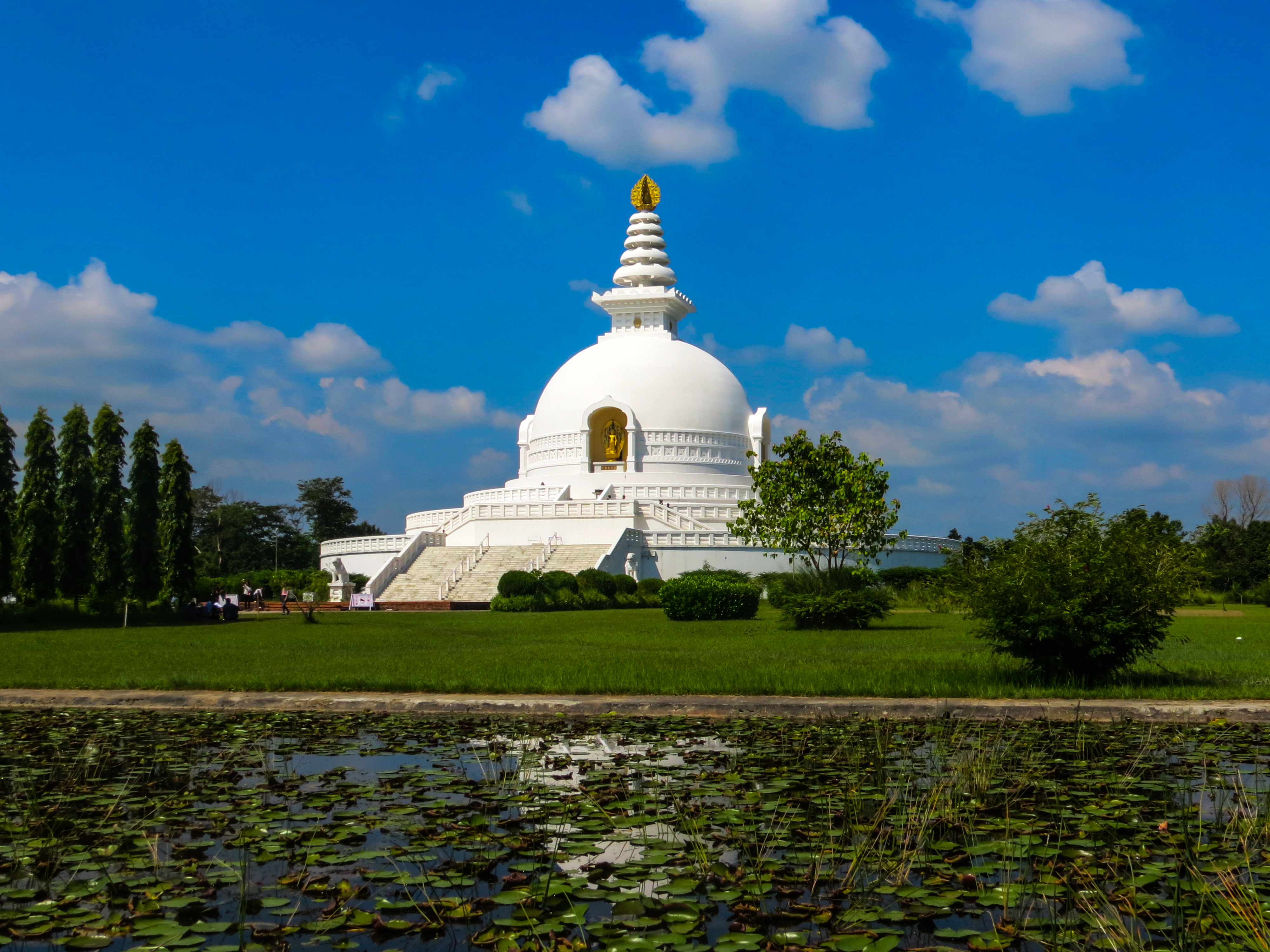
Pagoda de la Paz Mundial de Lumbini

El turismo es la mayor industria de Nepal y su mayor fuente de divisas e ingresos. Al poseer ocho de las diez montañas más altas del mundo, Nepal es un destino de moda para montañeros, escaladores y personas en busca de aventuras. La herencia hindú y budista de Nepal y su clima fresco son también grandes atractivos.
El Everest, el pico más alto del mundo (8848,88 m sobre el nivel del mar), se encuentra en Nepal. El montañismo y otros tipos de turismo de aventura y ecoturismo son importantes atractivos para los visitantes. Lumbini, lugar de nacimiento de Buda, declarado Patrimonio de la Humanidad, se encuentra en el sur de la región occidental de Nepal (que a pesar del nombre está situada en el centro del país) y hay otros importantes lugares de peregrinación religiosa por todo el país. La industria turística se considera una forma de aliviar la pobreza y lograr una mayor equidad social en el país. El turismo aporta 471 millones de dólares al año a Nepal.

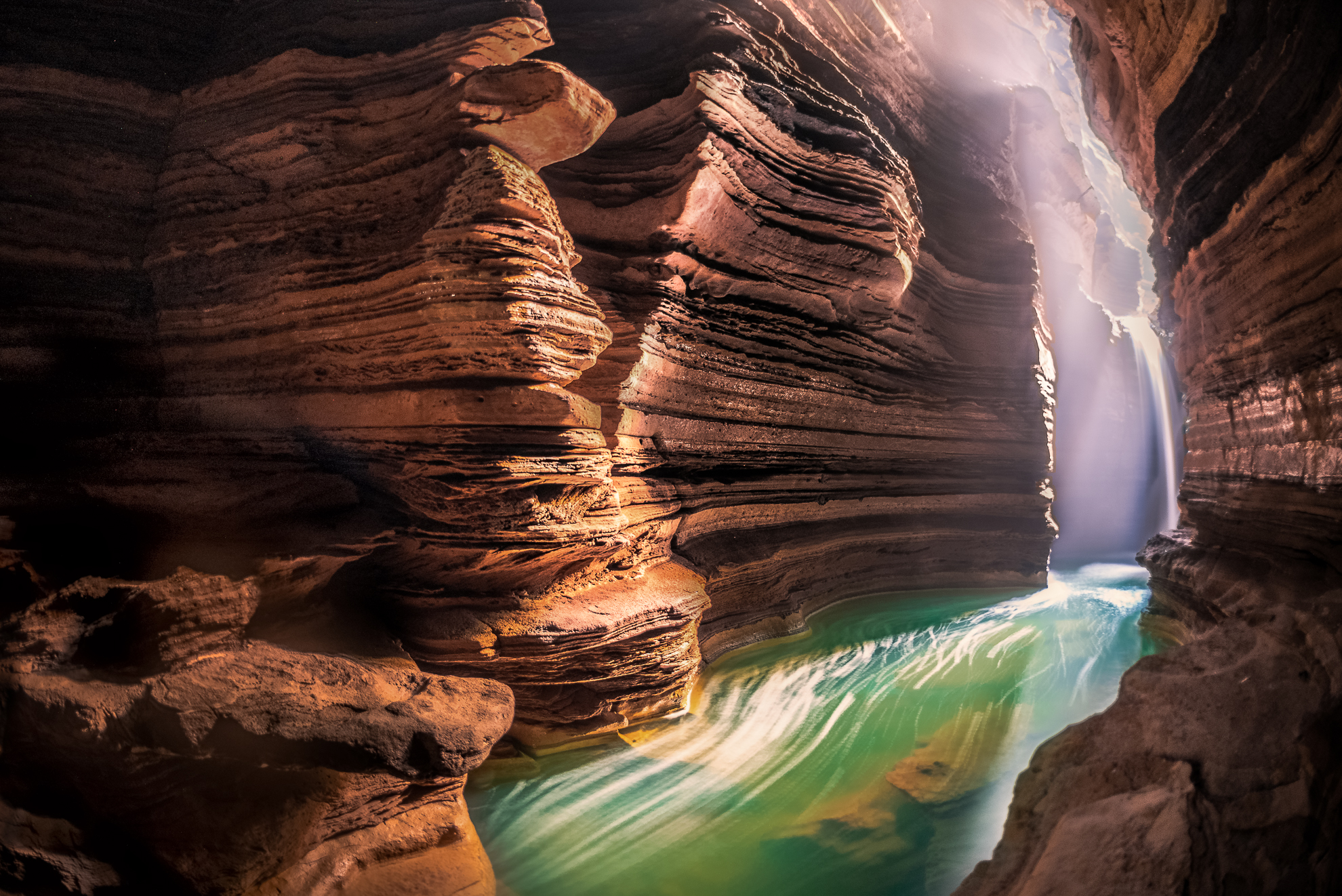
Cueva de Gupteshwor

Según las estadísticas de 2019, hubo una tasa de crecimiento del 2,1%. Según las estadísticas de la Junta de Turismo de Nepal (NTB), un total de 1.197.191 turistas extranjeros entraron en el país en 2019 en comparación con 1.173.072 en 2018. El gobierno de Nepal declaró 2011 como el Año del Turismo de Nepal, y esperaba atraer a un millón de turistas extranjeros al país durante ese año. El gobierno de Nepal también ha declarado el Año del Turismo de Lumbini 2012 para promover Lumbini. El Gobierno de Nepal también ha declarado recientemente Visit Nepal 2020 con el objetivo de atraer a dos millones de turistas en 2020.
Según las estadísticas de 2017, la mayoría de los turistas vienen a Nepal para observar los lugares de peregrinación y los sitios patrimoniales del país, es decir, el 70,3%, luego el 34,5% visita por placer, el 13,1% de ellos visita Nepal para practicar montañismo y senderismo y el 18,0% restante de los turistas llega para actividades oficiales, conferencias, negocios, etc.
La industria turística de Nepal se vio afectada tras el destructivo terremoto de 2015, por la serie de sísmos de 2015. En 2020, el sector turístico de Nepal se desplomó debido a la pandemia de COVID-19.
La religión mayoritaria en Nepal es el hinduismo, y el templo de Pashupatinath, el mayor templo de Shiva del mundo, situado en Katmandú, atrae a muchos peregrinos y turistas. Otros lugares de peregrinación hindú son el complejo de templos de Swargadwari, en el distrito de Pyuthan; Janaki Mandir, en Janakpurdham, en la región de Mithila; el lago Gosainkunda, cerca de Dhunche; los templos de Devghat; el templo Kalinchowk Bhagwati, en Dolakha ;el templo Manakamana, en el distrito de Gorkha; Pathibhara, cerca de Phungling; y Mahamrityunjaya Shivasan Nepal, en el distrito de Palpa, donde se encuentra el mayor ídolo metálico del Señor Shiva.

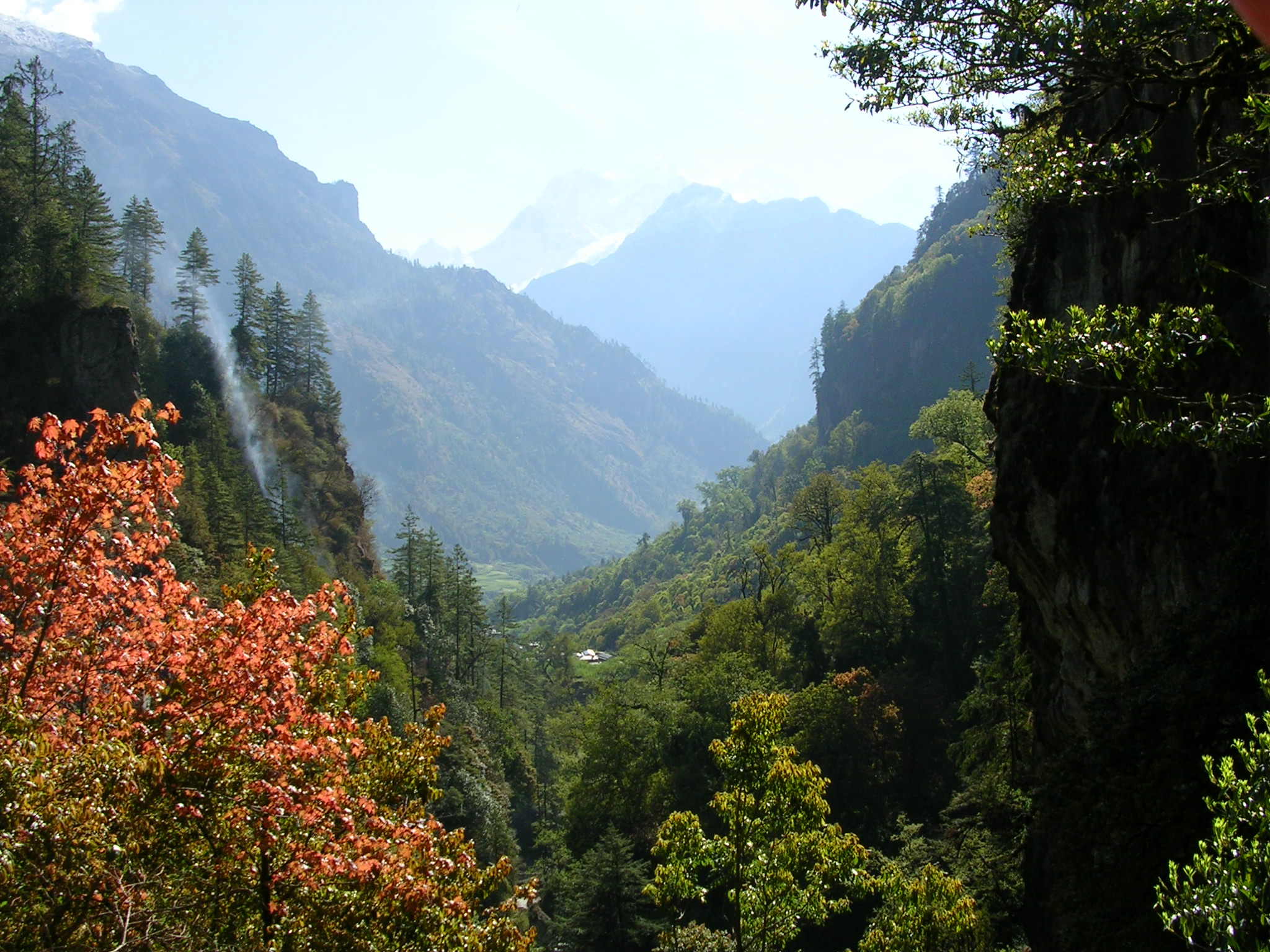
Paisaje del Valle de Marsyangdi en Nepal

El budismo es la religión minoritaria más importante. Lumbini, declarado Patrimonio de la Humanidad y considerado tradicionalmente el lugar de nacimiento de Buda Gautama, es un importante centro de peregrinación. Otro lugar budista destacado es Swayambhunath, el Templo de los Monos, en Katmandú.
El valle de Dang es un lugar sagrado tanto para los hindúes como para otras religiones. Kalika y Malika Devi, en la colina de Chhillikot, el templo de Ambekeshawori, el templo de Krishna y el templo de Dharapani son algunos de los lugares sagrados del distrito de Dang. La colina de Chillikot es también un buen lugar para hacer turismo y también un antiguo palacio de un rey.
Muktinath es un lugar sagrado tanto para los hindúes como para los budistas. El lugar se encuentra en el valle de Muktinath, en el distrito de Mustang.
Templo Badimalika en el distrito de Bajura, templo Gadhimai en el distrito de Bara, templo Halesi Mahadeva en Khotang. Bhageshwori Mandir en Nepalgunj. Bhagbhati mandir en Rajbiraj son también algunos templos populares de Nepal.

## Demografía

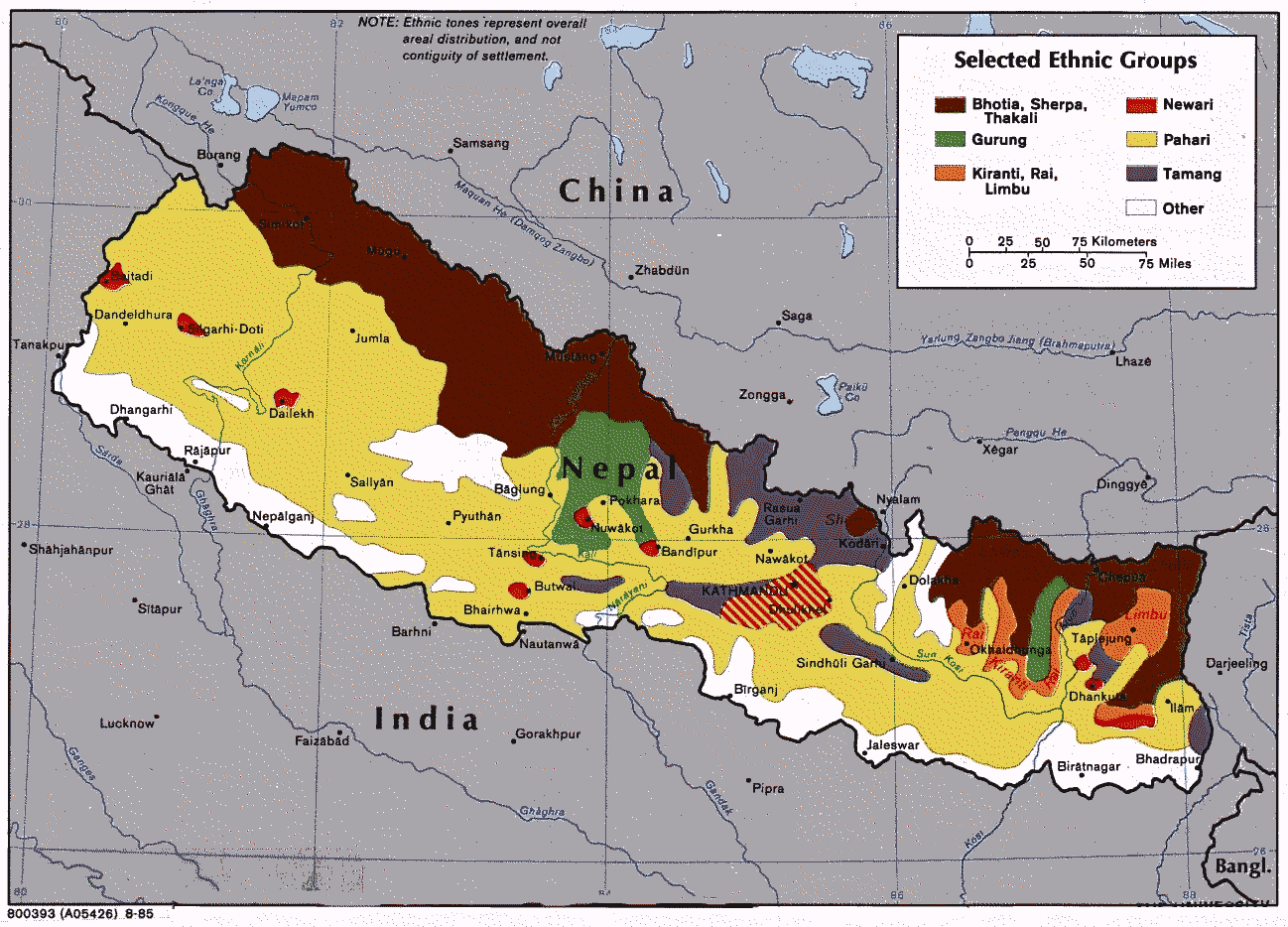
Etnias de Nepal
Magar
Pahari
Madhesi
Newa
Tamang
Gurung
Kiranti, Rai, Limbu
Sherpa
Tharu

Según los datos del año 2023, la población de Nepal era de 30.177.568 habitantes, siendo el 49,6% de su población hombres y el 50,4% mujeres. El país cuenta con una tasa de crecimiento anual de 1,18% en los últimos años. Su población histórica alcanzó los 10 millones de habitantes en 1960, los 15 millones en 1981, los 20 millones en 1993 y los 25 millones en 2004. Nepal cuenta con una densidad de población de 204 habitantes por km², aunque distribuida de manera irregular por el país. Mientras que las zonas montañosas cuentan con una baja densidad, la capital, Katmandú, tiene cerca de 30.000 personas por km². Las principales ciudades del país son Katmandú (1,442,271 habitantes), Pokhara (200.000 habitantes aprox), Pātan (183.310), Biratnagar (182.324 hab), Birgunj (133.238 hab), Dharan (108.600 hab) y Bharatpur (107.157 hab). 

### Estructura de la población
Para el año 2021, el 29,39% de la población tenía menos de 15 años, el 64,56% entre 15 y 64 y el 6,05% más de 65 años, siendo los mayores de 80 años tan solo el 0,75% de la población, lo que indica que la población de Nepal es principalmente joven. Sin embargo, el grupo de edad de menores de 15 años es cada vez menor, reduciéndose en una década en torno a un 6%, mientras que los otros grupos crecen. Esto es debido a tanto la tasa de natalidad (20,40‰) como el Índice de Fecundidad (2,03) se encuentra en continuo descenso. De hecho, al encontrarse su índice de fecundidad por debajo del 2,1 (fecundidad de reemplazo), supone que no se garantiza una pirámide poblacional estable. La esperanza de vida se encuentra en continua ascenso, siendo para el año 2020 de 69,25 años (71,17 para las mujeres y 67,35 para los hombres). La tasa de mortalidad se situaba en 2021 en 7,78%.

### Composición de la población
Nepal es un país multiétnico. El grupo étnico más numeroso es el nepalí, descendiente de los khas o pahari (montañeses). Fueron segmentados según el sistema de castas en chatrías, bahun (o brahmanes), thakuri, gharti y kami (dalit, intocables). La lengua, indo-irania de los khas, anteriormente conocida como khaskura, actualmente el nepalí, es la lengua materna de cerca del 48 % de la población del país.
Los madhesi que habitan las llanuras del Terai, son varias etnias que hablan las lenguas indo-iranias maithili (3,6 millones), bhojpuri (2,2 millones) y awadhi. Viven principalmente en las zonas de Narayani, Janakpur y Sagarmata. También están segmentados según el sistema de castas, desempeñando los iadava (supuestos descendientes de los iadus, la familia del dios Krisná) el papel de los chatrías. El concepto de madhesi originalmente se refiere a los pobladores de las llanuras en oposición a los pahari montañeses. Actualmente se discute un estatuto autonomía para los madhesi.
Los newa son el pueblo originario del valle de Katmandú. En el censo de 2001 fueron empadronados 1 245 232 newa. La mayoría, 825 458 personas, hablan su propio idioma, nepal bhasa o newari, relacionado con las lenguas tibeto-birmanas, pero con algunos elementos propios de las lenguas austroasiáticas. Hasta el siglo XVI el poder del país estuvo en poder de Dinastía newa.
Los magar cuyos asentamientos se extienden desde la zona de Dhawalagiri y Gandaki hasta los distritos norte de Rapti y Lumbini, en los registros del censo de 2001 alcanzaron 1 622 421 personas. Su idioma se relaciona con las lenguas sino-tibetanas y según sus tradiciones migraron a Nepal desde Siberia. La dinastía reinante después del siglo XVI hasta 2007, provino de las castas superiores de los Magar.
Los tamang son alrededor de 1,3 millones de personas, viven principalmente en las zonas de Bagmati y Janakpur. Según la tradición fueron enviados por el rey Trisong del Tíbet en el año 755 como guardias fronterizos de su reino. Hablan un idioma muy relacionado con el tibetano.
Los gurung, más de 500 000 personas que viven en las zonas de Gandaki y Dhawalagiri, principalmente en las montañas. Se dedican al pastoreo de ovejas y al comercio. Su idioma también se relaciona con el idioma tibetano.
Los sherpa, 155 000 en Nepal en el censo de 2001, se refugiaron en el Himalaya después de emigrar de Sichuan (China).
Descendientes de los primeros pobladores de Nepal son los janajati o pueblos indígenas:

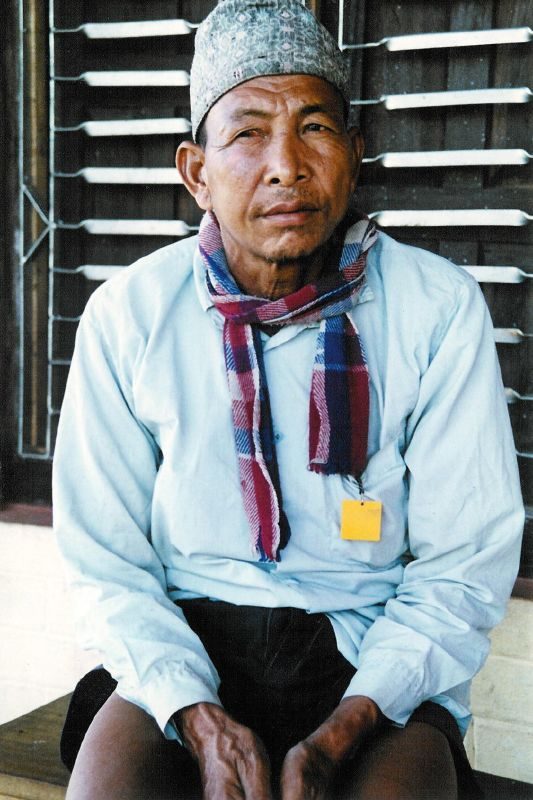
Badsu de la etnia Badsupur

Los tharu, son el pueblo aborigen de las selvas del occidente del Terai, principalmente al sur de las zonas Seti y Bheri. Son 1 200 000 personas que hablan un idioma indo-iranio. Viven en casas comunales donde se alojan más de 150 personas. Muchos campesinos tharu quedaron sometidos a la servidumbre por el sistema de «endeude» o préstamos en especie o en dinero con trabajo como contraprestación.
Los kirat, kirati o kiranti son varias etnia nativas del oriente del país y hablan lenguas tibeto-birmanas. Conformaban la Confederación Kirata y siguen su propia religión o mundhum. Según sus tradiciones llegaron hace siglos desde Yunan (China), a través del norte de Birmania y Assam, aunque su libro sagrado el Kerat Vedá, remonta su origen hasta Mongolia. las más conocidas etnias kirat son los rai y los limbu:
- Rai o khambu, más de 600 000 personas. La mayoría habita en la zona de Kosi.
  - Bahing en los distritos de Solukhumbu y Okhaldhunga
  - Bantawa
  - Khaling, del distrito de Khotang
  - Sunuwar, cerca de 27 000 personas.
  - Thulun, aproximadamente 34 000.
  - Yakkha, unas 17 000 personas.
  - Wambule, en los distritos de Okhaldhunga, Khotang, Udaypur y Sindhuli.
  - Badsupur: cerca de 12 000 personas
- Limbu, un pueblo de cerca de 400 000 personas, la mayoría de las cuales vive en la zona de Mechi, al extremo oriental de Nepal.

Dentro de los recientes acontecimientos políticos, los Janajati reivindican su autonomía, tanto frente al Estado nepalí, como frente a los Madhesi, Khas y Magar que tradicionalmente han sido dominantes en sus territorios.
Nepal contaba en el año 2020 con 1,66% de la población inmigrante, siendo un país con una tasa muy baja de inmigración, además de encontrarse en continuo retroceso en cada censo. La mayor parte de la población inmigrante es procedente de la India (87,56%), seguido con diferencia por Bután (5,6%) y de China (3,9%).

### Religión
| Religión en Nepal (2000) | Religión en Nepal (2000) | Religión en Nepal (2000) | Religión en Nepal (2000) | Religión en Nepal (2000) |
| ------------------------ | ------------------------ | ------------------------ | ------------------------ | ------------------------ |
| Religión                 | Religión                 |                          | Porcentaje               | Porcentaje               |
| Hinduismo                | Hinduismo                |                          | 84.4 %                   | 84.4 %                   |
| Budismo                  | Budismo                  |                          | 7.7 %                    | 7.7 %                    |
| Islam                    | Islam                    |                          | 4.1 %                    | 4.1 %                    |
| otras creencias          | otras creencias          |                          | 2.1 %                    | 2.1 %                    |
| Cristianos               | Cristianos               |                          | 1.5 %                    | 1.5 %                    |
| ninguna                  | ninguna                  |                          | 0.2 %                    | 0.2 %                    |

| Religión en Nepal (2011)                                        | Religión en Nepal (2011) | Religión en Nepal (2011) | Religión en Nepal (2011) | Religión en Nepal (2011) |
| --------------------------------------------------------------- | ------------------------ | ------------------------ | ------------------------ | ------------------------ |
| Religión                                                        | Religión                 |                          | Porcentaje               | Porcentaje               |
| Hinduismo                                                       | Hinduismo                |                          | 81.3 %                   | 81.3 %                   |
| Budismo                                                         | Budismo                  |                          | 9 %                      | 9 %                      |
| Islam                                                           | Islam                    |                          | 4.4 %                    | 4.4 %                    |
| otras creencias                                                 | otras creencias          |                          | 3 %                      | 3 %                      |
| Cristianos                                                      | Cristianos               |                          | 1.4 %                    | 1.4 %                    |
| ninguna                                                         | ninguna                  |                          | 0.9 %                    | 0.9 %                    |
| Fuente: http://cbs.gov.np/publications/statisticalyearbook_2013 |                          |                          |                          |                          |

| Religión en Nepal (2018) | Religión en Nepal (2018) | Religión en Nepal (2018) | Religión en Nepal (2018) | Religión en Nepal (2018) |
| ------------------------ | ------------------------ | ------------------------ | ------------------------ | ------------------------ |
| Religión                 | Religión                 |                          | Porcentaje               | Porcentaje               |
| Hinduismo                | Hinduismo                |                          | 72.8 %                   | 72.8 %                   |
| Budismo                  | Budismo                  |                          | 15 %                     | 15 %                     |
| Islam                    | Islam                    |                          | 6.3 %                    | 6.3 %                    |
| otras creencias          | otras creencias          |                          | 3.4 %                    | 3.4 %                    |
| Cristianos               | Cristianos               |                          | 2 %                      | 2 %                      |
| ninguna                  | ninguna                  |                          | 0.5 %                    | 0.5 %                    |

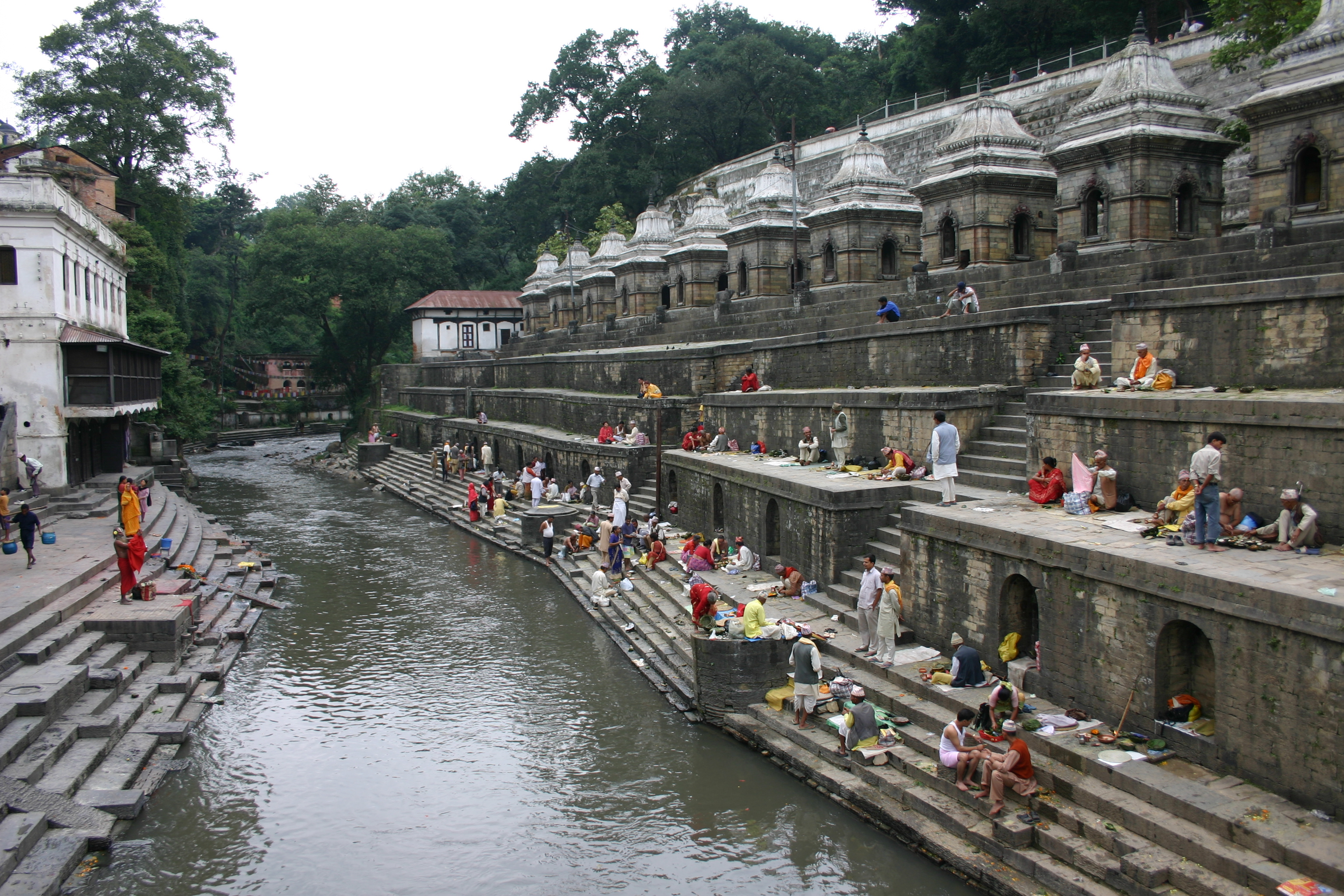
Templo Pashupatinath, a orillas del río Bagmati, en Katmandú.

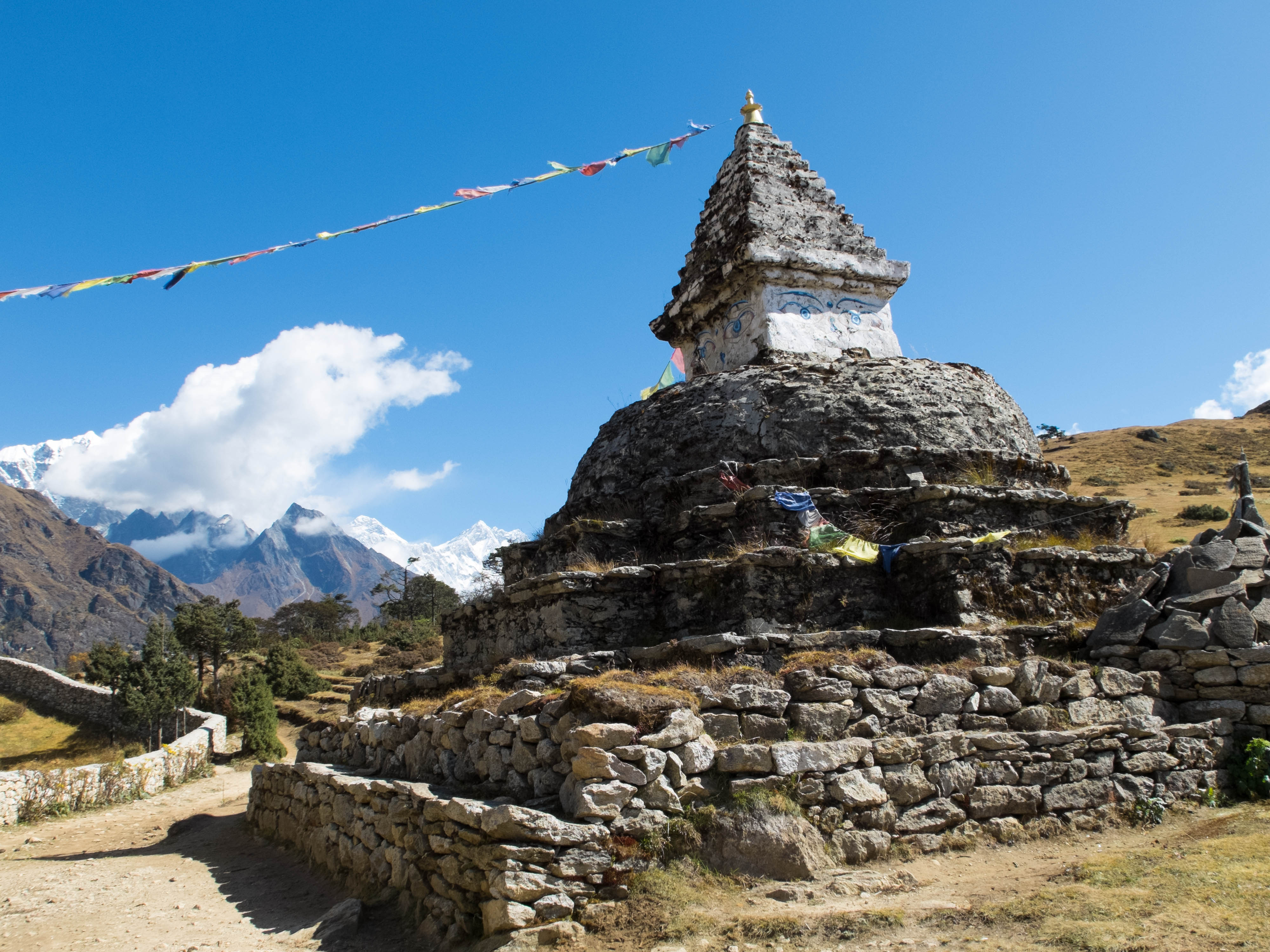
Estupa budista en la zona de Sagarmatha.

De acuerdo con el censo del año 2001, el 80,6 % de los habitantes son hinduistas. Los budistas constituyen el 10,7 %, los musulmanes el 4,2 % y otras religiones el 3,5 %, también existen minorías de ateos y cristianos.
Existen pequeñas minorías de ateos, que son de 0,9 % en 2011 a 0,5 % en 2018, por lo que disminuyeron en un -0,4 %, otro grupo religioso que presentó decadencia es el hinduismo de 81,3 % en 2011 a 72,8 % en 2018.
Esto se debe a dos factores: la tasa de personas fallecidas y la conversión a otras creencias. El terremoto de 2015 causó la muerte de 8832 personas, de las cuales el 75,3 % era de religión hindú. Los cristianos aumentaron en un 0,6 %, así como los budistas en un 9 % en 2011. El islam también aumentó en un 1,9 % de la población total.
Buda, nacido como hindú, también se dice que es un descendiente de Angirasa Védico en muchos textos budistas. El apellido de la familia de Buda está asociado con Gautama Maharishi. Las diferencias entre los hinduistas y los budistas han sido mínimas en Nepal debido a la mezcla cultural e histórica de ambas creencias. Además, tradicionalmente el budismo y el hinduismo nunca fueron dos religiones distintas en el sentido occidental de la palabra. En Nepal, las religiones comparten templos comunes y adoran a las deidades comunes. Entre otros nativos de Nepal, los más influenciados por el hinduismo fueron Magar, Sunwar, Limbu, Rai y los Gurkhas. La influencia hindú es menos prominente entre los grupos de Gurung, Bhutia y Thakali que emplean a monjes budistas para sus ceremonias religiosas. La mayoría de los festivales en Nepal son hindúes. El festival de Machendrajatra, dedicado a Shaiva Siddha hindú, es celebrado por muchos budistas en Nepal como festival principal. Como se cree que Ne Muni estableció Nepal, algunos sacerdotes importantes en Nepal se llaman Tirthaguru Nemuni. El islam es una religión minoritaria en Nepal, con un 4,2 % de la población musulmana según un censo nepalés de 2006. Mundhum, el cristianismo y el jainismo son otras religiones minoritarias.
Muchos templos hindúes en Katmandú y en los distritos de los alrededores tienen siglos de antigüedad con algunos de ellos de gran importancia nacional para los hindúes como el templo Pashupatinath, el Changu Narayan (el más antiguo) o el Kasthamandap. Entre los templos hindúes también podemos citar el templo Bajrayogini, el Dakshinkali, el Guhyeshwari y el santuario Sobha Baghwati.
El río Bagmati, que fluye a través de Katmandú, es considerado un río sagrado tanto por los hinduistas como por lo budistas, y muchos templos hinduistas están localizados a orillas de este río. La importancia este curso de agua también radica en el hecho de que los hinduistas son incinerados en las orillas de este río sagrado, y los kirants son enterrados en las colinas de sus orillas. Según la tradición hinduista nepalí, el cadáver debe ser sumergido tres veces en el río Bagmati antes de la cremación.
Aunque la constitución de Nepal ofrece la libertad religiosa, el proselitismo está prohibido, o sea no se puede intentar convertir a una o varias personas a una determinada religión. En este sentido, la población cristiana es una minoría. Las iglesias cristianas se establecen solo desde el año 1950, después de que la democracia multipartidista fuera instituida, a pesar de los esfuerzos que se hicieron en el siglo XIX para llevar el cristianismo a Nepal. El Nuevo Testamento fue traducido al nepalí en el año 1821 y la Biblia completa en el año 1914. Se dice que solo en Katmandú hay unas 170 iglesias cristianas.

### Idioma
El nepalí es hablado por el 47,8 % de la población como lengua materna. Otros idiomas son el mahithili (12,1 %), el bhojpuri (7,4 %), el tharu (5,8 %), el tamang (5,1 %), el newari (3,6 %), el magar (3,3 %) y el awadhi (2,4 %). Otras lenguas alcanzan al 12,5 % de los nepaleses.

## Cultura

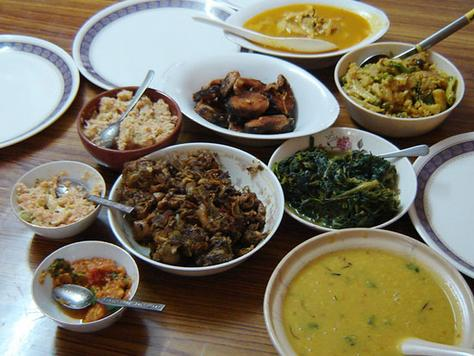
Gastronomía tradicional nepalí.

La cultura nepalesa está influida por la cultura india del sur y la tibetana / china del norte. Se pueden apreciar varias similitudes en cuanto a vestimentas, forma de vida, lenguaje y comida. Una comida típica nepalesa consiste en el dal-bhat, lentejas servidas con arroz y otros vegetales. Este plato es consumido dos veces al día, una vez al amanecer y otra después de anochecer. Entre estas dos comidas, hay varios aperitivos como la chiura (arroz batido) y té. La carne, los huevos y el pescado también son consumidos, en especial en las zonas montañosas, donde la dieta suele ser rica en proteínas. Existen varias bebidas alcohólicas con base en el mijo las cuales son muy consumidas, incluyendo al jaad y al destilado rakshi.
El folclore es parte integral de la sociedad nepalesa. La rica tradición oral sirve para explicar el sistema de vida, la cultura y las creencias locales, basándose en cuentos contados de boca en boca acerca de amor, guerra, afectos, fantasmas y demonios. Muchas de estas historias son representadas en danzas y canciones. El pueblo Newar es famoso por sus bailes con máscaras acerca de dioses y héroes. La música es ejecutada en instrumentos de percusión, acompañados de flautas o shawms e intensas notas vocales nasales. Los estilos musicales abarcan el pop, la canción religiosa y la popular, entre otros estilos.

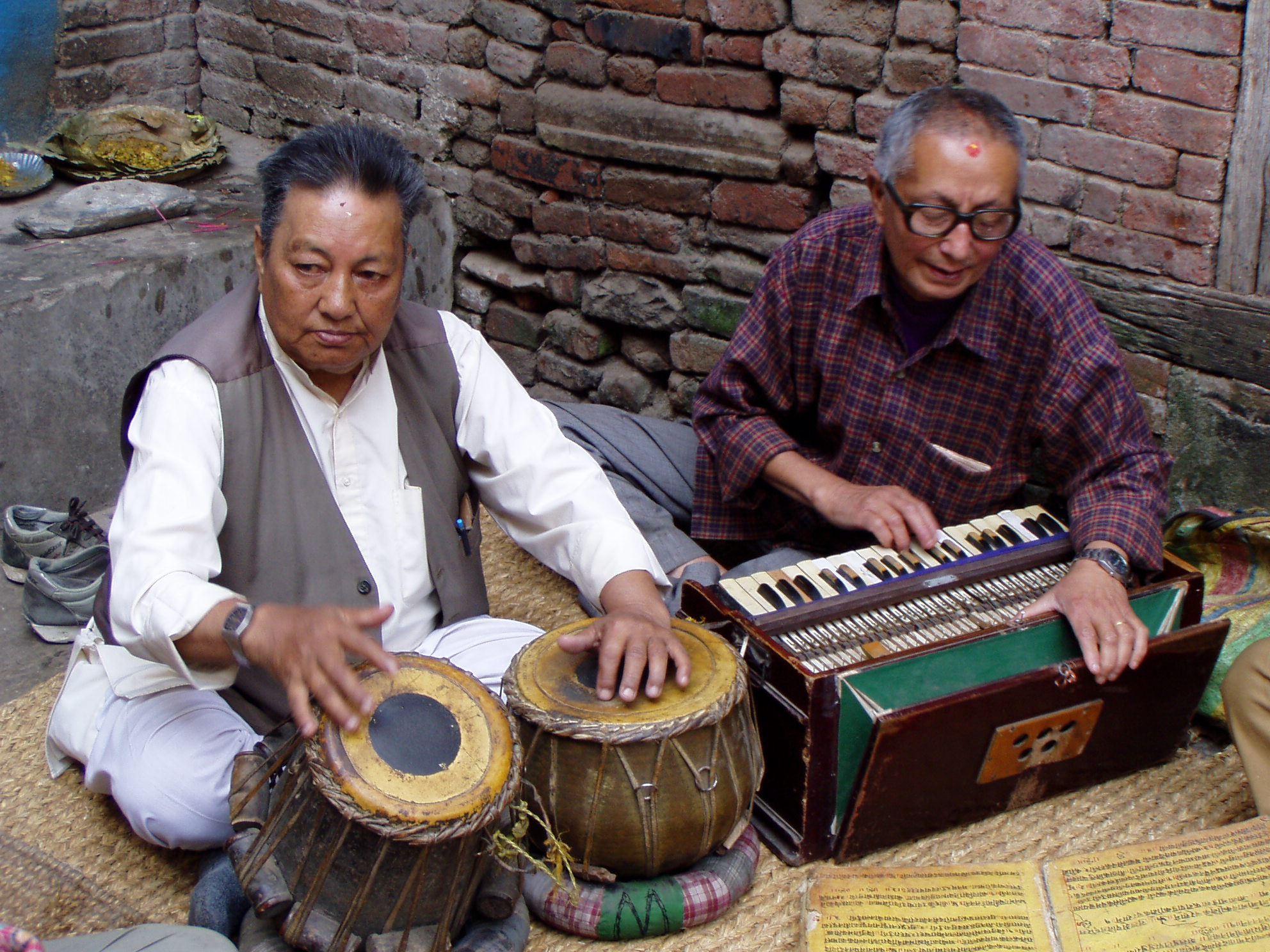
Músicos tocando canciones tradicionales en Katmandú.

El sarangi, un instrumento de cuatro cuerdas originario de la India, es muy utilizado por buhoneros ambulantes. En la actualidad hay un fuerte influjo del rock nepalí, una vertiente autóctona muy popular entre los jóvenes. El fútbol es el deporte más popular, seguido del críquet y el kabaddi.
Existe un solo canal de televisión, aunque gran cantidad de señales provenientes de la India son captadas por las antenas parabólicas, fácilmente disponibles. En cualquier caso, la falta de un sistema de electrificación masivo y fiable hace poco viable la masificación de las cadenas televisivas. La radio en cambio, es mucho más popular y universal, existiendo 12 emisoras distintas.

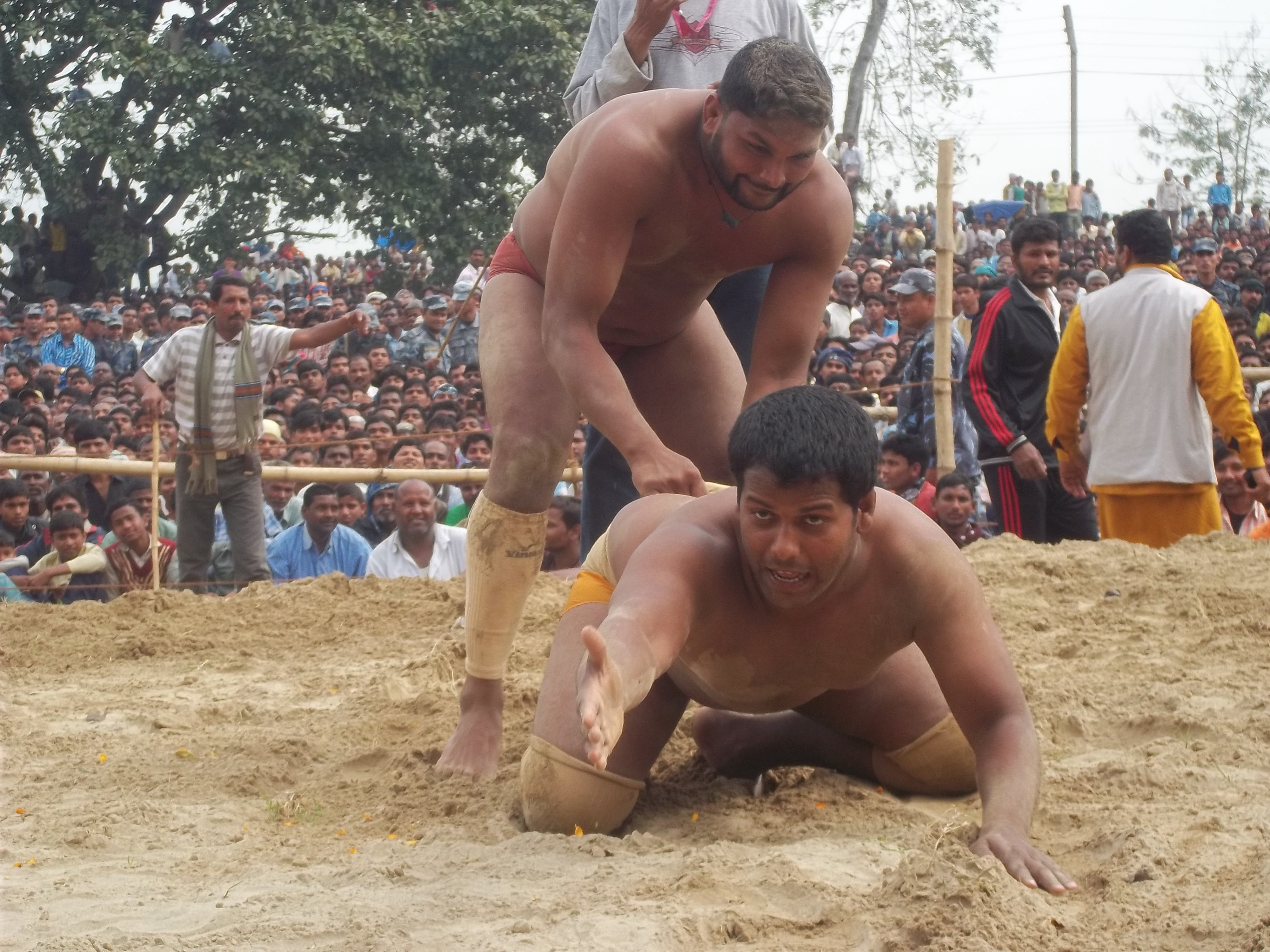
Competición de Kusti un tipo de lucha local

El año nepalí comienza a mediados de abril y está dividido en 12 meses. El sábado es el feriado semanal legal. Entre las fiestas se encuentran el Día Nacional (hasta el año 2008 correspondía con el natalicio del monarca reinante) el 28 de diciembre, Prithvi Jayanti (11 de enero) y el Día del Mártir (18 de febrero). Existen también festivales que mezclan el hinduismo y el budismo mayoritario entre la población, como el Dashai en otoño y el Tihar a finales de la misma estación. Nepal tiene una rica tradición de ceremonias, entre las que cabe destacar el nwaran (o bautizo de un niño), la pasni (por la primera vez que un niño come arroz), la bratabandha (una ceremonia de penitencia), y la gupha para niños y niñas preadolescentes. La festividad del bel baha es el «matrimonio» entre una niña preadolescente y un árbol para que ella sea fértil.
La mayoría de los matrimonios son establecidos por conveniencia, siendo escasos los divorcios. La poligamia (matrimonios múltiples) está prohibida por ley, pese a que en las aldeas más remotas entre las tribus del norte (como los Dolpo), se encuentran casos de poliandria (una mujer con varios hombres).
La mayoría de las casas en zonas rurales están construidas con un tejido de bambú y recubiertas de adobe. Estas estructuras se mantienen frescas en verano y cálidas en invierno.

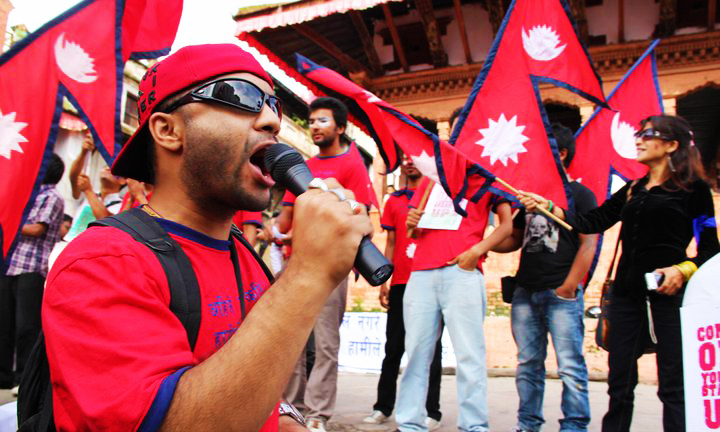
Manifestantes con la bandera de Nepal

### Símbolos
El emblema de Nepal representa el Himalaya nevado, las colinas boscosas y el fértil Terai, sostenidos por una corona de rododendros, con la bandera nacional en la cresta y en primer plano, un mapa blanco liso de Nepal debajo y las manos derechas de un hombre y una mujer unidas para significar la igualdad de género.
En la parte inferior está el lema nacional, una cita sánscrita de patriotismo atribuida en el folclore nepalí a Lord Rama, escrita en devanagari: "La madre y la patria son más grandes que el cielo".
La bandera de Nepal es la única bandera nacional del mundo que no tiene forma rectangular. La Constitución contiene instrucciones para la construcción geométrica de la bandera de doble asta. Según su descripción oficial, el carmesí de la bandera representa la victoria en la guerra o el valor, y es también el color del rododendro.El borde azul de la bandera significa el deseo de paz del pueblo nepalí.La luna en la bandera es un símbolo de la naturaleza pacífica y tranquila de los nepalíes, mientras que el sol representa la agresividad de los guerreros nepalíes.El presidente es el símbolo de la unidad nacional.Los mártires son los símbolos del patriotismo. 

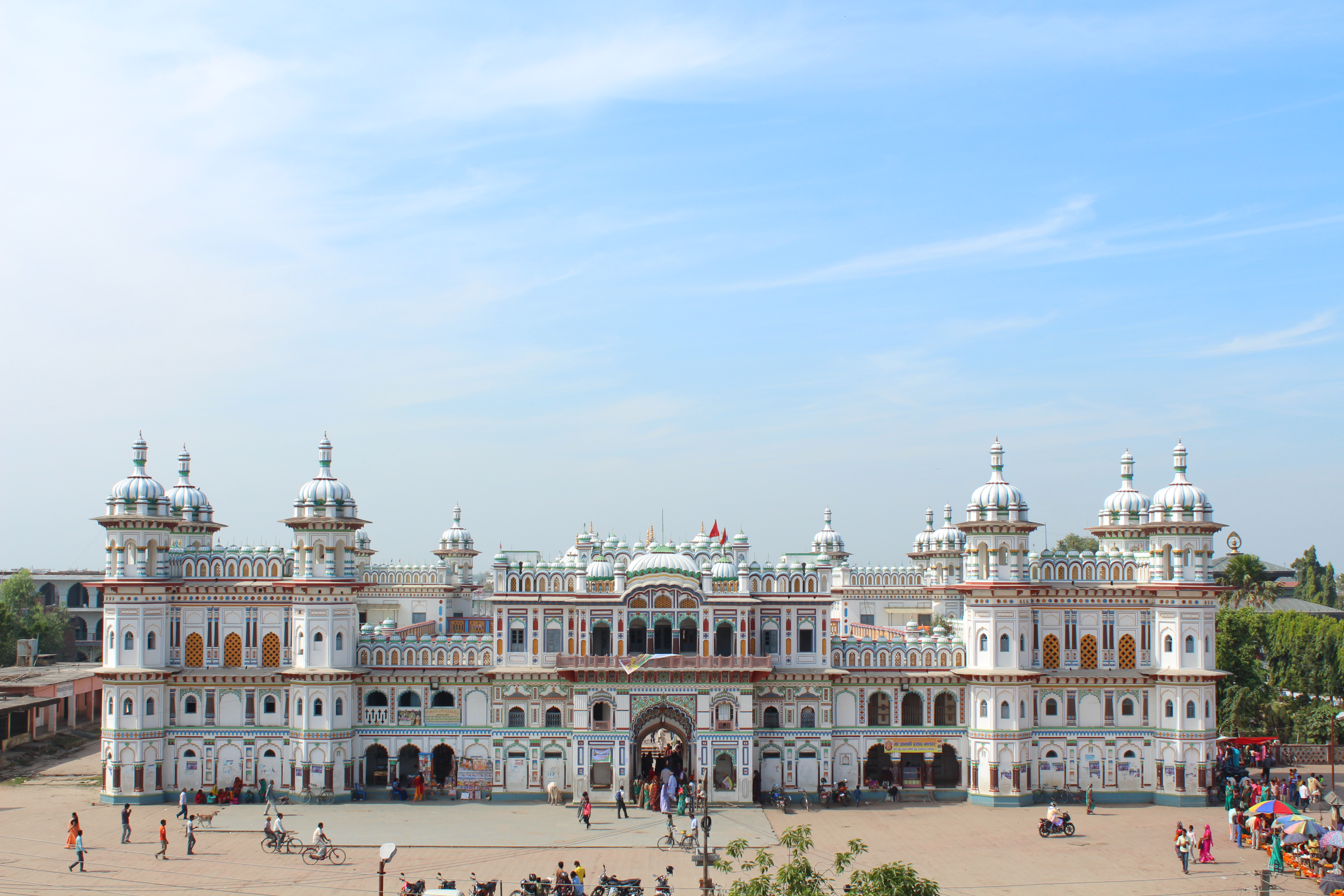
Janaki Mandir en Janakpur, el templo donde los hindúes creen que la diosa Sita se casó con el Señor Rama en Nepal

Los comandantes de la guerra anglo-nepalesa Amar Singh Thapa, Bhakti Thapa y Balbhadra Kunwar son considerados héroes de guerra. Se ha conferido una designación especial de "héroe nacional" a 16 personajes de la historia de Nepal por sus excepcionales contribuciones al prestigio del país. Prithvi Narayan Shah, fundador del Nepal moderno, goza de gran estima y es considerado por muchos "Padre de la Nación".

### Sociedad
La sociedad nepalí tradicional se define a veces por la jerarquía social. El sistema de castas nepalí encarna gran parte de la estratificación social y muchas de las restricciones sociales del sur de Asia. Las clases sociales están definidas por más de cien grupos hereditarios endogámicos, a menudo denominados jātis o "castas". Nepal declaró ilegal la intocabilidad en 1963[288] y desde entonces ha promulgado otras leyes antidiscriminatorias e iniciativas de bienestar social. En el lugar de trabajo y en las instituciones educativas del Nepal urbano, la identificación relacionada con la casta ha perdido bastante importancia.

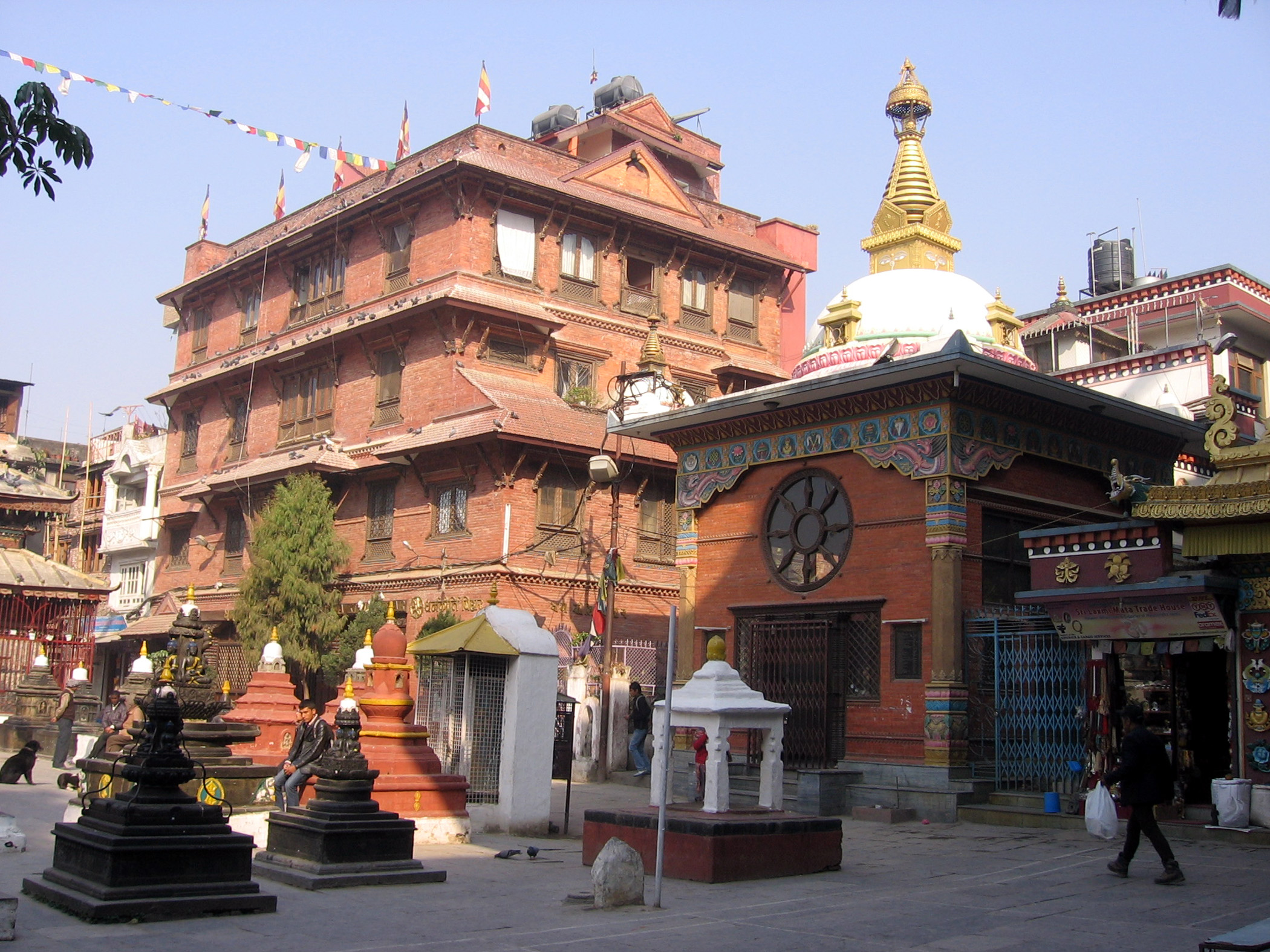
El Santuario budista de Dharmakirti Vihar

Los valores familiares son importantes en la tradición nepalí, y las familias patriarcales mixtas multigeneracionales han sido la norma en Nepal, aunque las familias nucleares son cada vez más comunes en las zonas urbanas. La inmensa mayoría de los nepalíes, con o sin su consentimiento, conciertan su matrimonio con sus padres u otros ancianos de la familia. 
Se considera que el matrimonio es para toda la vida, y la tasa de divorcios es extremadamente baja: menos de uno de cada mil matrimonios acaba en divorcio. Los matrimonios infantiles son frecuentes, sobre todo en las zonas rurales; muchas mujeres se casan antes de cumplir los 18 años.
Muchos festivales nepalíes son de origen religioso. Las más conocidas son: Dashain, Tihar, Teej, Chhath, Maghi, Sakela, Holi, Eid ul-Fitr, Navidad y el año nuevo nepalí.

### Arquitectura
Los ejemplos más antiguos de arquitectura conocidos en Nepal son las estupas de las primeras construcciones budistas en Kapilvastu y sus alrededores, en el suroeste del país, y las construidas por Ashoka en el valle de Katmandú hacia el año 250 a. C.. La arquitectura característica asociada exclusivamente a Nepal fue desarrollada y refinada por los artesanos newa del valle de Katmandú a partir del periodo Lichchhavi. Un libro de viajes chino de la dinastía Tang, basado probablemente en registros de hacia 650 d. C., describe la arquitectura nepalí contemporánea, construida predominantemente con madera, como rica en arte, así como la escultura en madera y metal. 

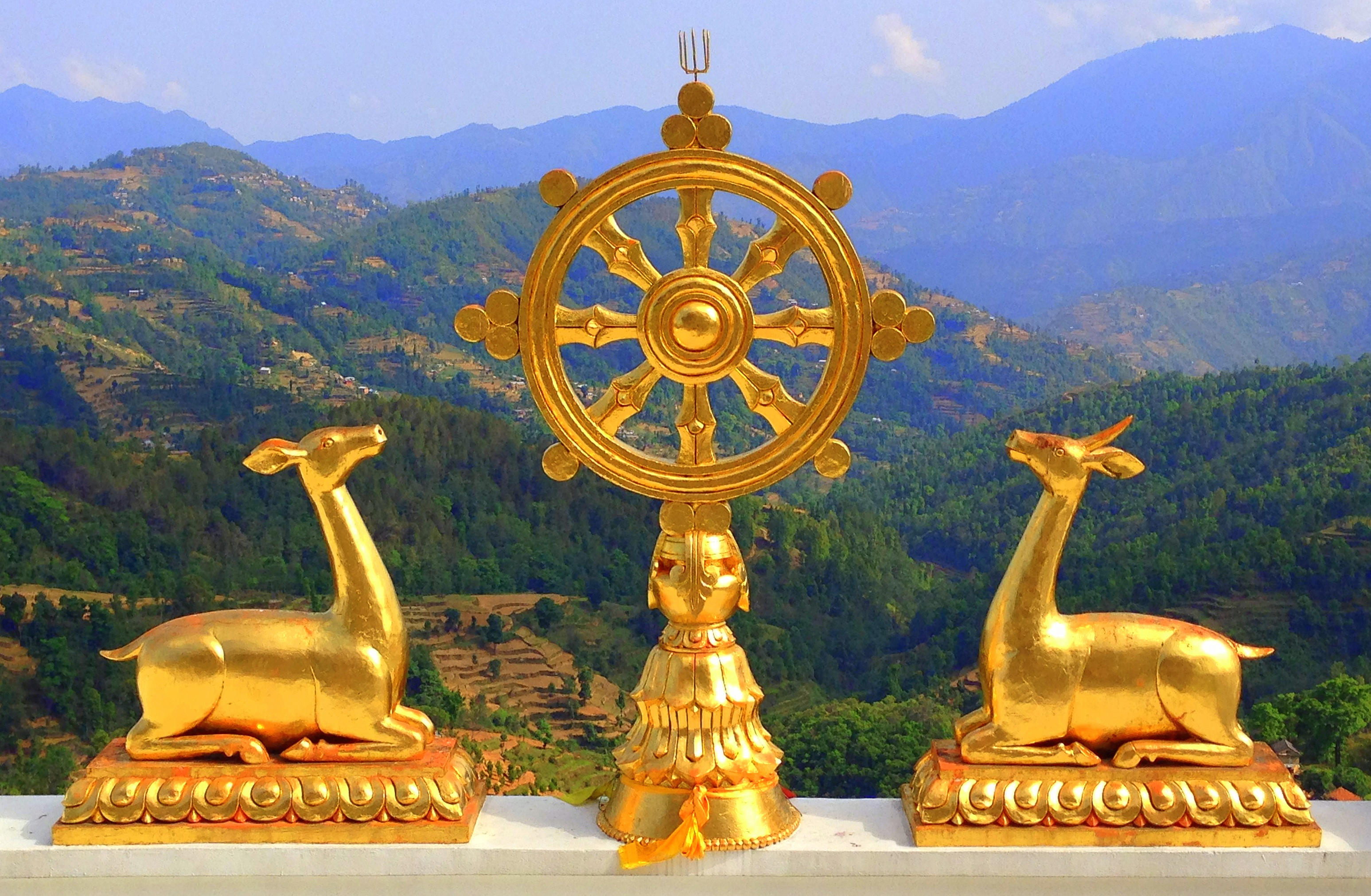
Esculturas en el Templo de Namobuddha

Describe una magnífica pagoda de siete pisos en medio de un palacio, con tejados de tejas de cobre, su balaustrada, rejas, columnas y vigas engastadas con piedras finas y preciosas, y cuatro esculturas doradas de Makaras en las cuatro esquinas de la base chorreando agua por la boca a modo de fuente, suministrada por tuberías de cobre conectadas a los conductos de la parte superior de la torre. Crónicas chinas posteriores describen el palacio del rey de Nepal como una inmensa estructura con muchos tejados, lo que sugiere que los chinos aún no estaban familiarizados con la arquitectura de pagodas, que ahora se ha convertido en una de las principales características de la arquitectura china.
Un templo pagoda típico se construye con madera, cada pieza finamente tallada con motivos geométricos o imágenes de dioses, diosas, seres míticos y bestias. Los tejados, normalmente de tejas de arcilla y a veces chapados en oro, disminuyen sucesivamente en proporción hasta llegar al más alto, que a su vez está decorado con un remate dorado. La base suele estar compuesta por terrazas rectangulares de piedra finamente tallada; la entrada suele estar custodiada por esculturas de piedra de figuras convencionales. 

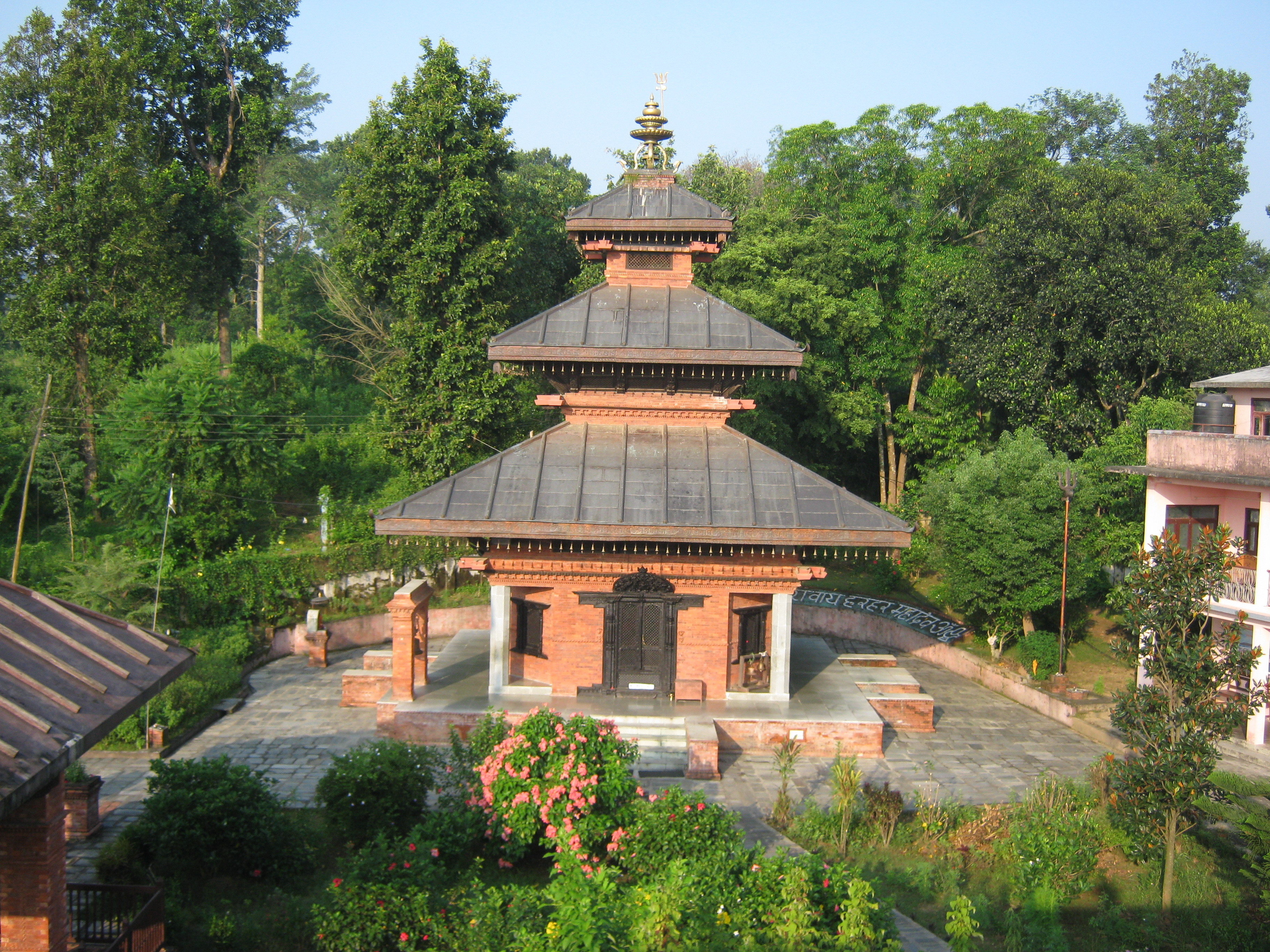
Templo hindú en Nepal

La artesanía en bronce y cobre que se observa en la escultura de deidades y bestias, en la decoración de puertas y ventanas y en los remates de los edificios, así como en objetos de uso cotidiano, es igualmente espléndida. La más desarrollada de las tradiciones pictóricas nepalíes es la thanka o paubha del budismo tibetano, practicada en Nepal por los monjes budistas y los artesanos newar. El templo de Changu Narayan, construido hacia el siglo IV d. C., posee probablemente lo mejor de la artesanía nepalí en madera; las plazas Durbar de Katmandú, Patan y Bhaktapur son la culminación del arte y la arquitectura nepaleses, y muestran la artesanía nepalesa en madera, metal y piedra, perfeccionada a lo largo de dos milenios.
La ventana "ankhijhyal", que permite una visión unidireccional del mundo exterior, es un ejemplo de la singular artesanía nepalí de la madera, que se encuentra en estructuras de edificios, tanto domésticos como públicos, antiguos y modernos. Muchas culturas pintan las paredes de sus casas con motivos regulares, figuras de dioses y bestias y símbolos religiosos; otras pintan sus paredes lisas, a menudo con arcilla o chernozem en contraste con tierra amarilla o piedra caliza. Los tejados de las estructuras religiosas y domésticas sobresalen considerablemente, probablemente para protegerse del sol y la lluvia. La madera de las estructuras domésticas está finamente tallada, al igual que la de sus homólogas religiosas.

### Literatura
La literatura de Nepal estuvo estrechamente entrelazada con la del resto del sur de Asia hasta su unificación en un reino moderno. Las obras literarias, escritas en sánscrito por sacerdotes brahmanes educados y a veces también afincados en Benarés, incluían textos religiosos y otras fantasías en las que intervenían reyes, dioses y demonios. El texto en nepalí más antiguo que se conserva data del siglo XIII, pero, salvo el material epigráfico, no se ha encontrado literatura nepalí más antigua que el siglo XVII. 
La literatura newar se remonta a casi 500 años. La historia moderna de la literatura nepalí comienza con Bhanubhakta Acharya (1814-1868), que compuso por primera vez obras importantes e influyentes en nepalí, la lengua accesible a las masas, entre las que destaca el Ramayana de Bhanubhakta, una traducción de la antigua epopeya hindú. A finales del siglo XIX, Motiram Bhatta había publicado ediciones impresas de las obras de Acharya y, con sus esfuerzos, popularizó e impulsó en solitario la literatura en nepalí hacia la modernidad.
A mediados del siglo XX, la literatura nepalí ya no se limitaba a las tradiciones literarias hindúes. Influidos por las tradiciones literarias occidentales, los escritores de este periodo empezaron a producir obras literarias que abordaban los problemas sociales contemporáneos, mientras que muchos otros siguieron enriqueciendo las tradiciones poéticas nepalíes con auténtica poesía nepalí. La literatura newar también surgió como una tradición literaria de primer orden. Tras la llegada de la democracia en 1951, la literatura nepalí floreció. Se empezaron a producir obras literarias en muchas otras lenguas. La literatura nepalí siguió modernizándose y, en los últimos años, se ha visto fuertemente influida por la experiencia nepalí posterior a la guerra civil, así como por las tradiciones literarias mundiales.

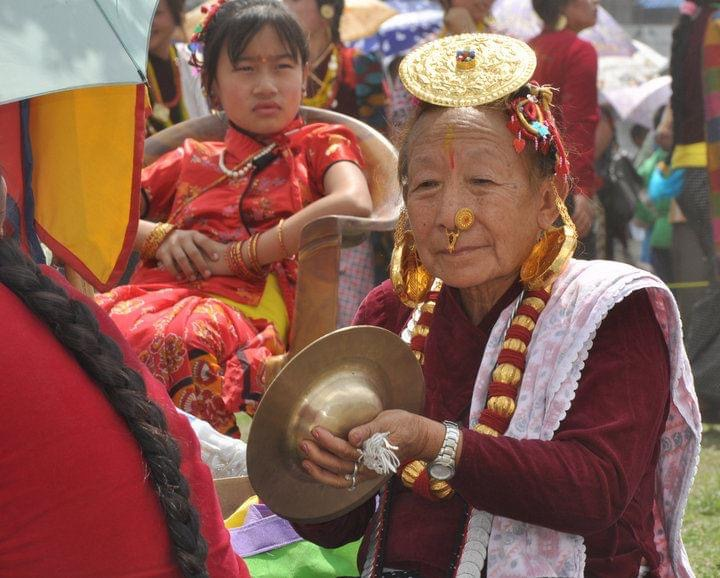
Anciana Rai en el festival Sakela de Dharan

### Música
La música y la danza son habituales en casi todas partes y suelen interpretarse en reuniones nocturnas espontáneas. Los niños aprenden las canciones de entretenimiento por imitación y practican la música de adultos a una edad temprana. En los festivales, la música religiosa y ceremonial es interpretada por conjuntos profesionales en un ambiente formal. No obstante, sólo existe una cultura musical rudimentaria a escala nacional. Cada uno de los numerosos grupos étnicos cultiva sus propias formas musicales asociadas a ocasiones sociales específicas. Además, la interpretación de un gran número de instrumentos musicales está reservada a castas musicales especiales que tocan para otras castas en ceremonias religiosas (que se diferencian según las prácticas hinduistas, budistas y de religión de la naturaleza), festivales estacionales (como en la época de la siembra del arroz) y celebraciones transitorias (como las bodas). 
Además, el aislamiento topográfico de las regiones montañosas da lugar a una amplísima gama de formas musicales tradicionales. La música de las regiones rurales no empezó a cambiar hasta que comenzaron las emisiones de la radio estatal, con sus aspiraciones nacionalistas, en 1951, se hicieron las primeras grabaciones en los años 60 y la música empezó a difundirse mediante casetes a partir de 1980. Una orientación aproximada sigue a los tres grupos étnicos principales: los indo-nepaleses (hablantes nativos de nepalí), que forman el grupo de población más numeroso, los newar, como habitantes históricos del valle de Katmandú, y los tibetano-nepaleses (como los sherpas y los gurung).La música de varios grupos étnicos y pueblos más pequeños aún no se ha investigado o se ha investigado muy poco.

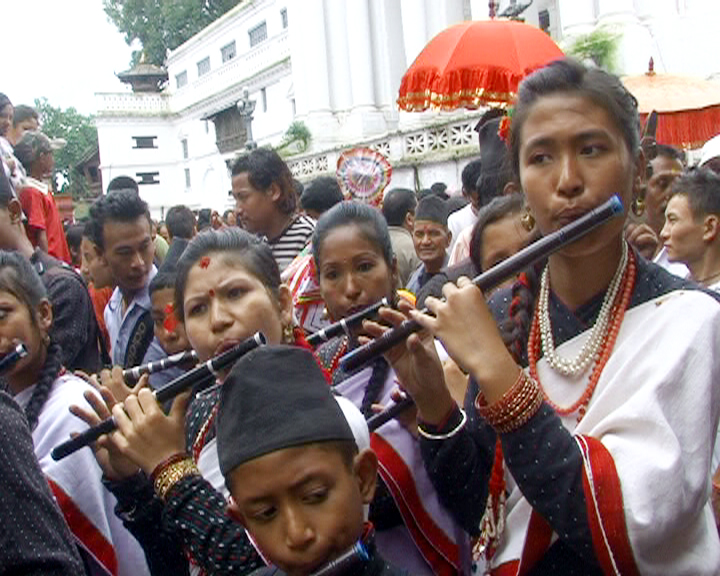
Nepalíes newari tocando la flauta en el festival Gaijatra.

La inscripción en piedra más antigua sobre música de principios del siglo VII encontrada en el valle de Katmandú indica que había un conjunto con un cuerno de caracol y otros instrumentos rituales, posiblemente tambores. Una influencia significativa en la cultura nepalesa fue la inmigración de refugiados hindúes y budistas del norte de la India en los siglos XII y XIII como consecuencia de las conquistas musulmanas desde los ghuríes hasta la fundación del sultanato de Delhi. Bajo los reyes de la dinastía Malla, que gobernaron desde esta época hasta el siglo XVIII, el valle de Katmandú experimentó un florecimiento cultural que incluía poesía, danza y música cortesana. Las fuentes escritas de los siglos XVII y XVIII muestran que la teoría musical india (sánscrito sangitashastra) era conocida en las casas reinantes de los Malla. En Katmandú se conserva uno de los primeros manuscritos en hoja de palma de Natyashastra (una obra sobre la antigua teoría musical india escrita hacia principios de siglo), y Sangitaratnakara, una teoría musical escrita en el siglo XIII, también era muy conocida en el valle de Katmandú.
Bajo el reinado de Mahindrasimha Malla (r. 1717-1722), músicos musulmanes llegaron de la India e introdujeron la música clásica del norte de la India, que posteriormente sirvió de entretenimiento en la corte, especialmente durante la dinastía Rana, que gobernó de 1846 a 1951. Bir Shumsher Jang Bahadur Rana, que gobernó de 1885 a 1901, fue quien más promovió la música clásica del norte de la India invitando a numerosos músicos de las conocidas gharanas (tradiciones musicales) del norte de la India. Después de 1951, el apoyo gubernamental y de otro tipo a la música clásica india disminuyó, por lo que hoy sólo unos pocos músicos profesionales pueden ganarse la vida.
La música newar, especialmente influenciada por la india, es muy compleja, con castas especiales de músicos que practican sus propias formas musicales asociadas a las numerosas ocasiones rituales. Una tradición de cantos rituales tántricos budistas que se remonta a la época preislámica, practicada por los sacerdotes budistas de los newar, es la carya (Newari caca). Este canto colectivo, que sólo se practica en los santuarios (agamche) accesibles a sus miembros, está relacionado musicalmente con el consagrado estilo dhrupad de la música clásica india y se dice que evoca poderes mágicos.

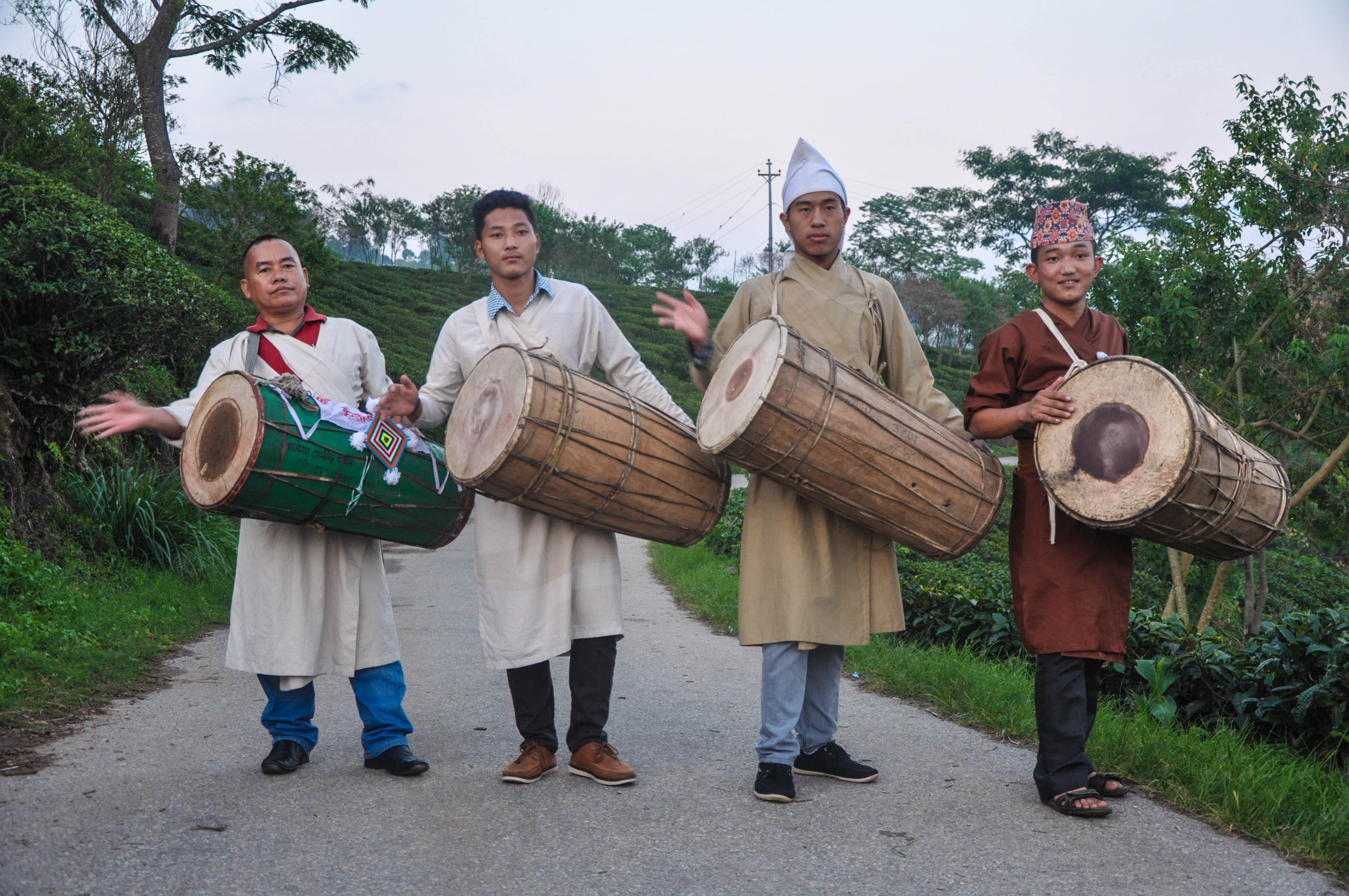
Tambores usados en la danza tradicional Chyabrung. Se trata de la cultura local de los Rai Limbu en Ilam, Nepal.

Durante el mes procesional budista de gunla (en agosto según el calendario lunar nepalí Nepal Sambat), los hombres newar caminan a diario a los lugares de culto budista acompañados por la música devocional gunla bajan (gulabaja). Según el tipo de conjunto, los miembros de la casta de los sastres tocan trompetas y clarinetes europeos o los oboes cónicos mvali y las flautas dulces baeca. En este último caso, forman parte del conjunto hombres de la casta baja de los prensadores de aceite Manandhar, que tocan nueve tambores, platillos y trompetas diferentes. En los rituales budistas para los muertos, se dice que el cuerno de búfalo neku establece contacto con el difunto y le permite tener un renacimiento favorable. Los sastres tocan con sus instrumentos de viento y vistosos trajes inspirados en las bandas de boda indias.
En las festividades religiosas importantes, los cantos del grupo carya van acompañados de un conjunto de tambores (incluido el tambor de doble cono pashchima), platillos y cinco pares de trompetas naturales (paytah, del sánscrito pancatala). Conjuntos similares acompañan las representaciones de danzas rituales con bailarines enmascarados, como Mahakali pyakhan, Navadurga pyakhan en Bhaktapur, Devi pyakhan y Kha pyakhan (una versión del Mahabharata).
Los campesinos newar cultivan el canto devocional grupal dapha, que suelen acompañar con el tambor de barril lalakhin y en un conjunto llamado navabaja ("nueve instrumentos musicales") con nueve tambores diferentes. El dapha representa una forma enfática de culto musical al dios de la música Nasahdyah y a otros dioses hindúes, relacionada con el marai kirtan del norte de la India. La tradición, heredada de la cultura cortesana de los reyes Malla, se practica sobre todo en Bhaktapur.

### Cultura popular
- Kyrat, el país en donde se ambienta Far Cry 4, está basado en Nepal y la guerra civil del mismo videojuego también está basada en la guerra civil que ocurrió en dicho país.

- Los capítulos 5, 6, 7, 8, 9, 10, 11, 12 y en menor medida 13 y 14 del videojuego Uncharted 2: Among Thieves se desarrollan en Nepal.

- Existió entre 1984 y 2001, una banda thrash metal argentina, llamada Nepal; nombre con el que identificaron en homenaje a dicho país.

## Deporte
Los deportes autóctonos nepalíes, como el dandi biyo y el kabaddi, considerados deportes nacionales no oficiales hasta hace poco, siguen siendo populares en las zonas rurales. A pesar de los esfuerzos, no se ha logrado la normalización y el desarrollo del dandi biyo, mientras que el kabaddi, como deporte profesional, aún está en pañales en Nepal Bagh-Chal, un antiguo juego de mesa que se cree originario de Nepal, puede jugarse en tableros dibujados con tiza, con guijarros, y sigue siendo popular hoy en día.

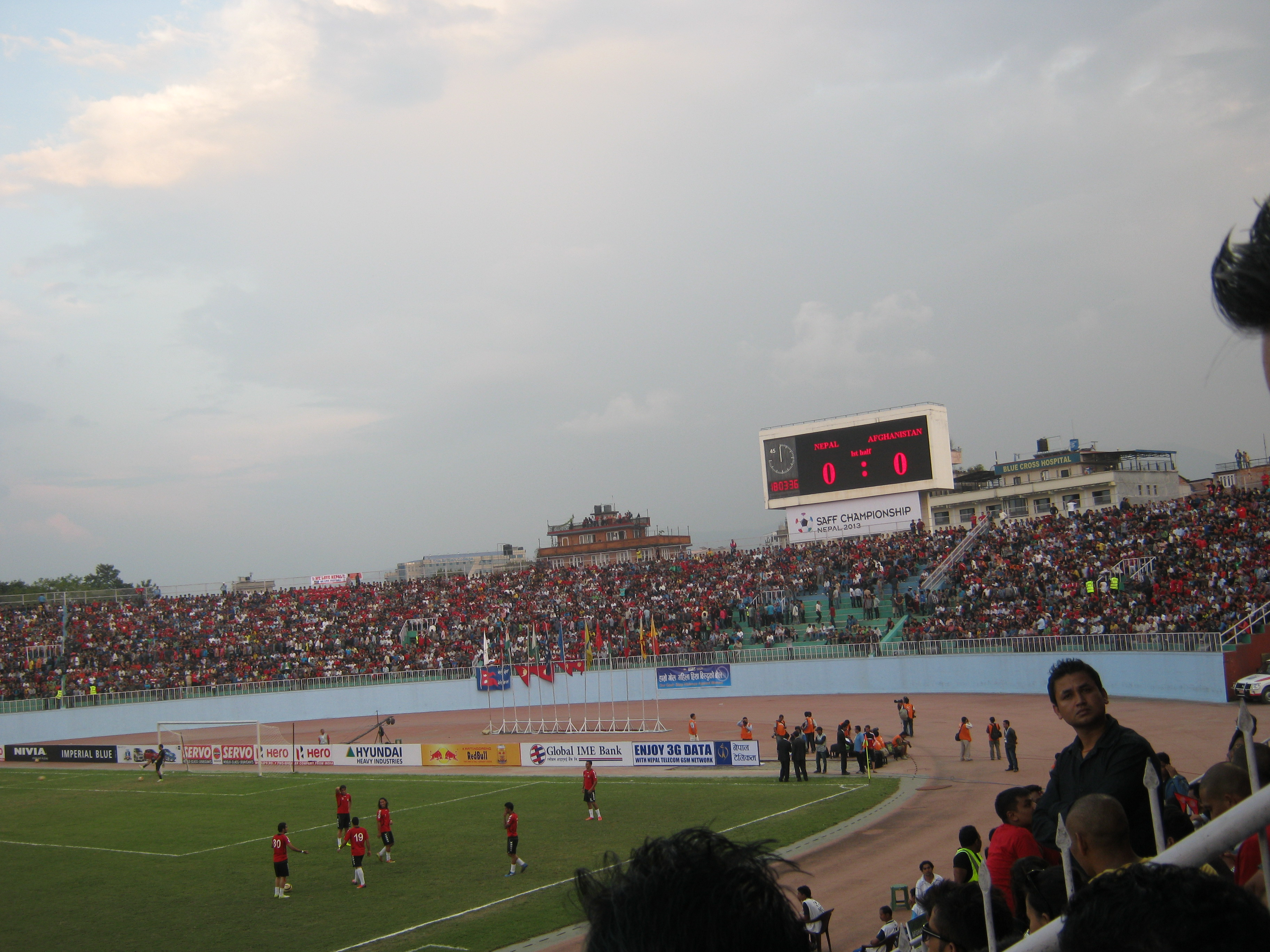
Partido de fútbol entre las selecciones nacionales de Nepal y Afganistán en el estadio Dasarath

El ludo, las serpientes y las escaleras y el carrom son pasatiempos populares. También se juega al ajedrez. El voleibol fue declarado deporte nacional de Nepal en 2017. Entre los juegos infantiles populares figuran versiones de la etiqueta, los nudillos, la rayuela, el pato, el pato, el ganso y el lagori, mientras que las canicas, el top, el hoop rolling y el gully cricket también son populares entre los niños. Las gomas elásticas, o bandas de guardabosques cortadas de las cámaras de los neumáticos de las bicicletas, constituyen un equipamiento deportivo polivalente para los niños nepalíes, que pueden agruparlas o encadenarlas y utilizarlas para jugar al balón prisionero, a la cuna del gato, al jianzi y a diversos juegos de saltar a la comba.

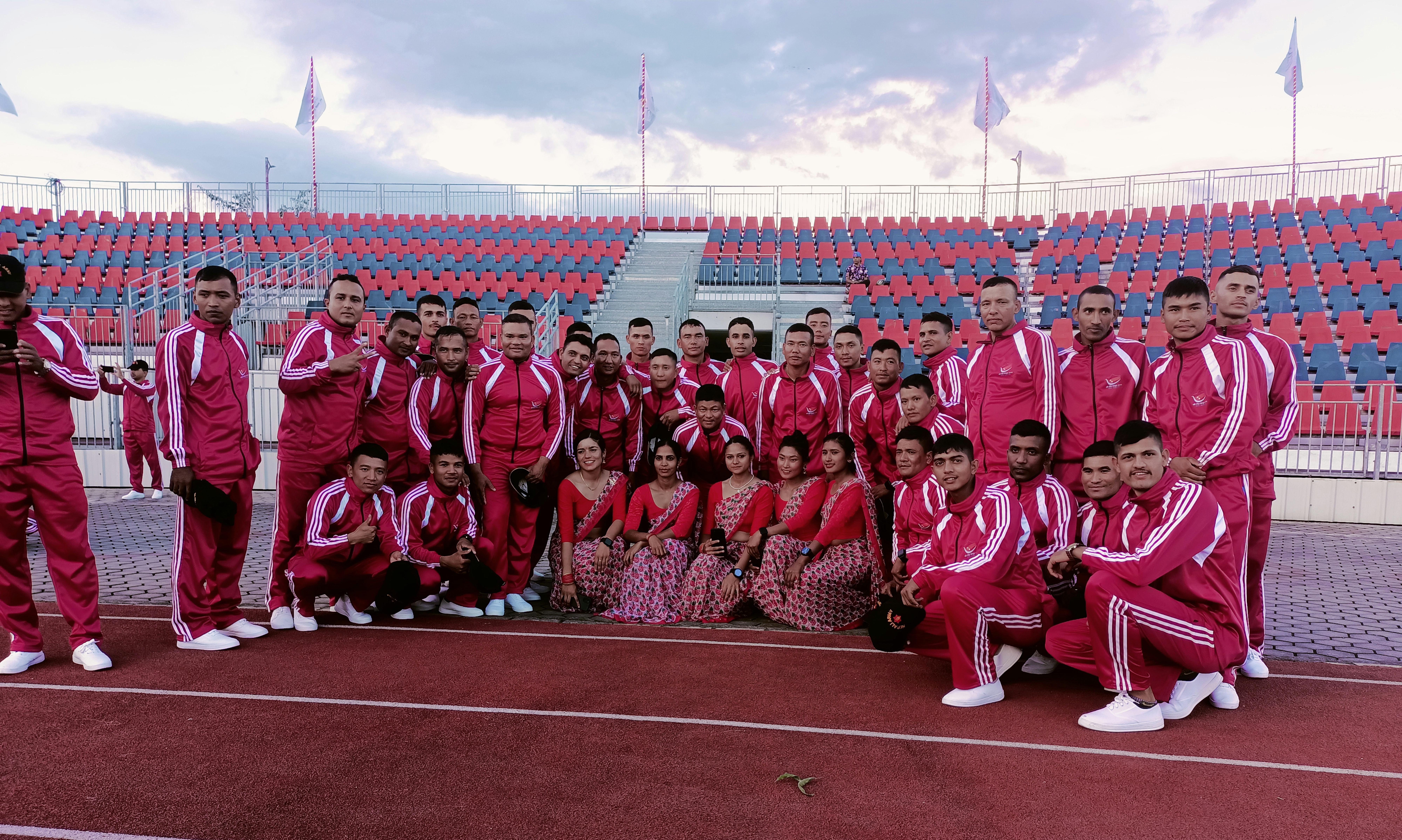
Parte de la Delegación del Ejército en los novenos juegos nacionales de Nepal

El fútbol y el críquet son deportes profesionales populares. Nepal compite en fútbol en la región del sur de Asia, pero nunca ha ganado el campeonato SAFF, el torneo regional. Suele estar en el cuarto inferior de la clasificación mundial de la FIFA. Nepal ha tenido éxito en el críquet y ostenta el estatus de élite ODI,situándose constantemente entre los 20 primeros en las clasificaciones ICC ODI y T20I. Nepal ha tenido cierto éxito en atletismo y artes marciales, habiendo ganado muchas medallas en los Juegos del Sur de Asia y algunas en los Juegos Asiáticos. Nepal nunca ha ganado una medalla olímpica. También están ganando popularidad deportes como el baloncesto, el voleibol, el fútbol sala, la lucha libre, el culturismo de competición y el bádminton. Las mujeres han tenido cierto éxito en el fútbol, el críquet, el atletismo, las artes marciales, el bádminton y la natación. Nepal también cuenta con jugadores y equipos nacionales en varios torneos para discapacitados, sobre todo en el críquet para ciegos masculino y femenino.
El único estadio de nivel internacional del país es el estadio polivalente Dasarath, donde juegan sus partidos como locales las selecciones nacionales de fútbol masculina y femenina. Desde la formación de la selección nacional, Nepal juega sus partidos de críquet como local en el Tribhuvan University International Cricket Ground.

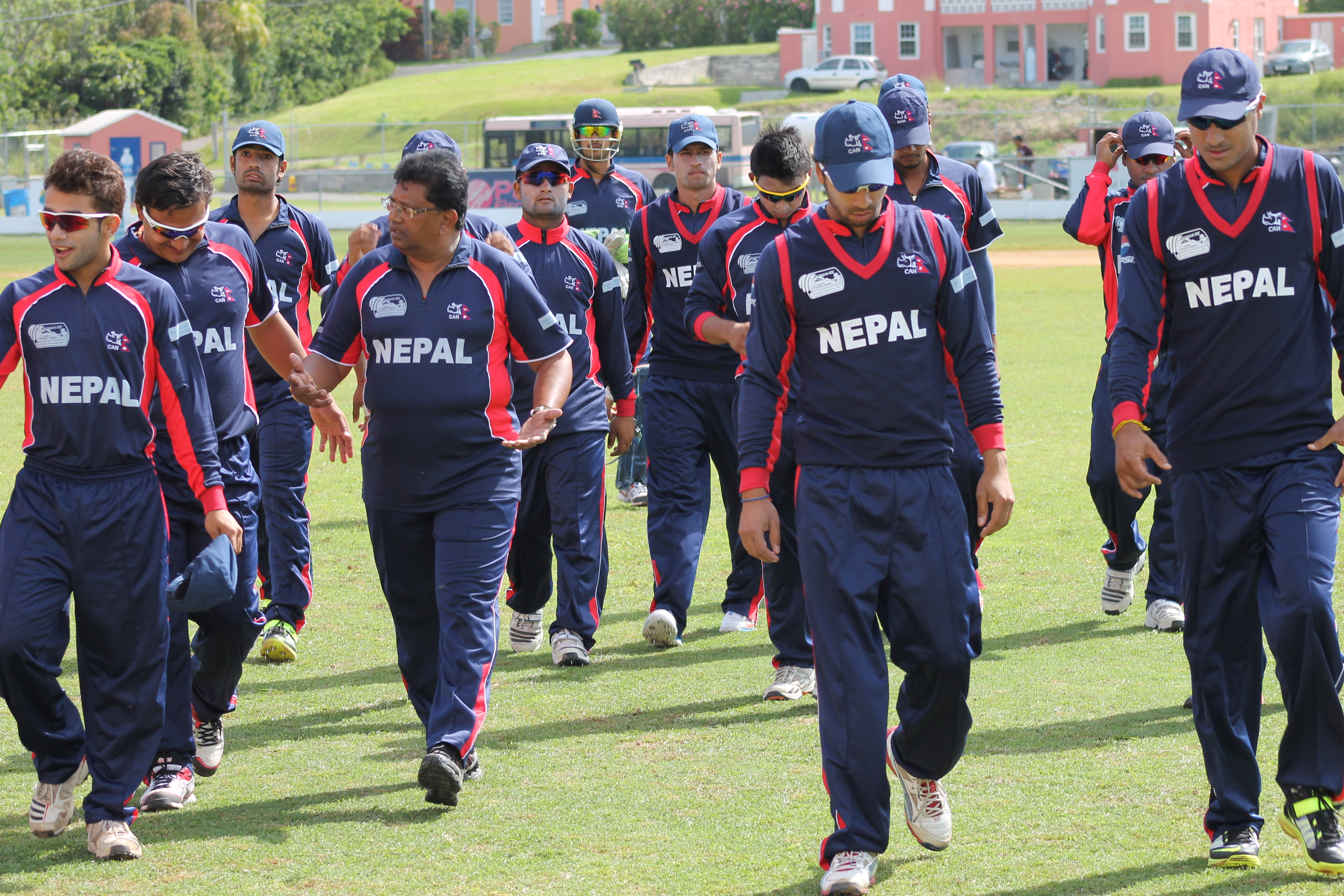
Selección nacional de Críquet de Nepal en las Islas Bermudas

La policía nepalí, las fuerzas armadas de policía y el ejército nepalí son los productores más prolíficos de jugadores nacionales, y se sabe que los aspirantes a jugadores se alistan en las fuerzas armadas, por las mejores oportunidades deportivas que pueden ofrecer. El deporte nepalí se ve obstaculizado por la falta de infraestructuras, financiación, corrupción, nepotismo e interferencia política. Muy pocos jugadores pueden ganarse la vida como deportistas profesionales.